# Pandémie de Covid-19
Wikipédia ne donne pas de conseils médicaux ou sanitaires. Cet article est susceptible de contenir des informations obsolètes ou inexactes. Seul un professionnel de la santé est apte à vous fournir un avis médical, et seules les autorités sanitaires de votre pays sont compétentes pour donner des consignes de santé publique relatives à la pandémie de Covid-19.
« Pandémie de Covid-19 » redirige ici. Pour la maladie, voir Maladie à coronavirus 2019.
 (juin 2023).
Les informations dans cet article sont mal organisées, redondantes, ou il existe des sections bien trop longues. Structurez-le ou soumettez des propositions en page de discussion.
Avec le temps, il arrive que le contenu présent dans un article devienne désordonné. Il est souvent nécessaire de réorganiser l'article de fond en comble.
- Il faut tout d’abord répartir le contenu de l'article en plusieurs sections. Les informations doivent ensuite être exposées clairement et le plus synthétiquement possible, regroupées par sujet afin d'éviter les doublons. Quelqu'un cherchant une information précise doit pouvoir la trouver rapidement en lisant la section appropriée.
- À l'intérieur de chaque section, le texte, souvent initialement sous la forme de phrases éparses, doit être regroupé dans des paragraphes de quelques lignes, en assurant un enchaînement logique et une cohérence entre les phrases.
- Lorsque l'article ou l'une de ses sections développe trop longuement un point qui n'est pas dans le cœur du sujet traité, il convient de faire une synthèse et de transférer l'ancien contenu dans des articles plus appropriés (en cas de transfert, il faut impérativement respecter la procédure Aide:Scission).

Si vous pensez que ces points ont été résolus, vous pouvez retirer ce bandeau et améliorer le plan d'un autre article.
- 1 à 99 cas confirmés
- 100 à 999 cas confirmés
- 1 000 à 9 999 cas confirmés
- 10 000 à 99 999 cas confirmés
- 100 000 à 999 999 cas confirmés
- 1 000 000 à 9 999 999 cas confirmés
- Plus de 10 000 000 cas confirmés

- Patients hospitalisés à Téhéran (Iran).
- Groupe de travail du gouvernement italien sur les épidémies.
- Véhicules de désinfection vers Taipei (Taïwan).
- Contrôles sanitaires à l'aéroport de Milan-Linate.
- Rayons vides d'un supermarché australien en raison d'achats de panique.

La pandémie de Covid-19  est une pandémie d'une maladie infectieuse émergente, appelée la maladie à coronavirus 2019 ou Covid-19, provoquée par le coronavirus SARS-CoV-2. Elle apparaît le 16 novembre 2019 à Wuhan, dans la province du Hubei (en Chine centrale), avant de se propager dans le monde.
L'Organisation mondiale de la Santé (OMS) alerte dans un premier temps la république populaire de Chine et ses autres États membres, puis prononce l'état d'urgence de santé publique de portée internationale le 30 janvier 2020.
Le 11 mars 2020, l'épidémie de Covid-19 est déclarée pandémie, par l'OMS qui demande des mesures de protection essentielles pour prévenir la saturation des services de soins intensifs et pour renforcer l'hygiène préventive (suppression des contacts physiques, bises et poignées de mains, fin des attroupements ainsi que des déplacements et voyages non indispensables, promotion du lavage des mains, mise en application de quarantaine). Pour freiner la formation de nouveaux foyers de contagion et préserver les capacités d'accueil de leurs hôpitaux, de nombreux pays décident des mesures de confinement, la fermeture de leurs frontières et l'annulation des manifestations sportives et culturelles. Ces décisions ont des conséquences économiques, sociales et environnementales et font peser des incertitudes et des craintes sur l'éducation, la santé et les droits fondamentaux des populations et sur l'économie mondiale.
L'Organisation mondiale de la Santé déclare la fin de l'urgence sanitaire internationale le 5 mai 2023, soulignant que cela ne signifie pas que la maladie n'est plus une menace mondiale. D'après le site worldometers.info qui compile les données gouvernementales de chaque pays, 22 millions de personnes sont encore déclarées infectées au 13 avril 2024, dont près de 35 000 dans un état « grave ou critique ».

## Chronologie
Depuis l'apparition du SRAS puis du MERS, une nouvelle pandémie à coronavirus était attendue et annoncée par divers experts du domaine.
Le 31 décembre 2019, le bureau de l'Organisation mondiale de la Santé (OMS) en Chine est informé de cas de pneumonie d'étiologie inconnue (cause inconnue) détectés dans la ville de Wuhan, province du Hubei en Chine. Le 5 janvier 2020, l'OMS décide de suivre de très près la situation à Wuhan, car pour l'OMS « Quarante-quatre cas de pneumonie nécessitant une hospitalisation en si peu de temps, cela doit appeler à la prudence ». Le décompte de l'OMS s'arrête au 3 janvier, lorsque le 59ème patient affecté est recensé, ont reconnu depuis lors les autorités sanitaires chinoises. David Hui Shu-cheong, expert en maladies respiratoires à l'université de Hong Kong, interrogé par la chaîne américaine CNN, déclare : « C'est une toute nouvelle pneumonie virale. L'une des priorités est d'établir si elle est transmissible entre humains. La plupart des virus respiratoires peuvent être transmis par l'homme, et tout dépend, en fait, de savoir à quel point ils sont contagieux ». L'OMS note toutefois qu'il n'y a alors aucune preuve d'un tel mode de transmission. L'organisation internationale ne juge d'ailleurs pas nécessaire à ce moment-là de faire des recommandations spécifiques aux voyageurs devant se rendre à Wuhan. Sur la base des informations alors disponibles, elle déconseille même de mettre en place des restrictions aux transports de biens et de personnes en provenance de la Chine. Plusieurs pays voisins prennent néanmoins des mesures préventives. La Corée du Sud mobilise une équipe d'intervention spécialisée dans les mises en quarantaine sanitaire, tandis que les visiteurs en provenance de Chine qui se rendent à Singapour doivent passer des contrôles spécifiques à la douane,.
Selon des études phylogénétiques publiées entre février et mai 2020, la maladie apparaît entre octobre et décembre 2019, et plus précisément à la fin du mois de novembre,. Cependant, dans une étude publiée en juin 2020, des chercheurs de l'Université de Barcelone annoncent avoir trouvé la présence de ce virus dans des échantillons congelés des eaux usées de Barcelone, prélevés le 12 mars 2019.
Selon les informations connues en février 2020, le premier patient diagnostiqué (estimé à cette époque comme le patient zéro) est identifié le 1er décembre 2019 à Wuhan dans la province du Hubei, en Chine centrale,.
Le 16 décembre 2019 est repérée la première hospitalisation.
L'Organisation mondiale de la santé (OMS) alerte dans un premier temps la république populaire de Chine et ses autres États membres, puis prononce l'état d'urgence de santé publique de portée internationale le 30 janvier, alors que 10 000 contaminations et 213 décès ont été enregistrés en Chine. L'OMS n'avait depuis sa création, le 7 avril 1948, déclaré que cinq fois l'urgence internationale.
Le 13 janvier 2020, un premier cas est découvert hors de Chine continentale. Deux navires de croisière (le MS Westerdam et le Diamond Princess) sont aussi touchés. Le nombre total de malades hors de la Chine dépasse les 1 500 à la mi-février[réf. nécessaire].
À partir de janvier 2020, le gouvernement chinois met en œuvre des procédures de confinement, et place plusieurs villes puis toute une région en quarantaine, fermant de nombreux sites publics et déployant des moyens sanitaires.[citation nécessaire]
La maladie se répand hors de Chine dès janvier, et le 25 février 2020 le nombre de nouveaux cas déclarés quotidiennement hors de Chine est plus élevé que dans le pays,,.
Le 11 mars 2020, l'épidémie de Covid-19 est déclarée pandémie, par l'OMS, qui demande des mesures de protection essentielles pour prévenir la saturation des services de soins intensifs et renforcer l'hygiène préventive (suppression des contacts physiques, bises et poignées de mains, fin des attroupements et des grandes manifestations ainsi que des déplacements et voyages non indispensables, promotion du lavage des mains, mise en application de quarantaine, etc.). Cette pandémie mondiale provoque des annulations en série de manifestations sportives et culturelles sur toute la planète, la mise en place par de nombreux pays de mesures de confinement pour freiner la formation de nouveaux foyers de contagion, la fermeture des frontières de nombreux pays, et un krach boursier du fait des incertitudes et des craintes qu'elle fait peser sur l'économie mondiale[réf. nécessaire].
L'Institute for Health Metrics and Evaluation estime que le dix-millionième décès dû à la Covid-19 s'est produit le 25 mai 2021, soit seulement 1 an, 6 mois et 9 jours après la détection du premier cas. Our World in Data le situe entre le 14 et le 21 juin de la même année.

## Données et caractéristiques épidémiologiques

### Ouverture et partage des données

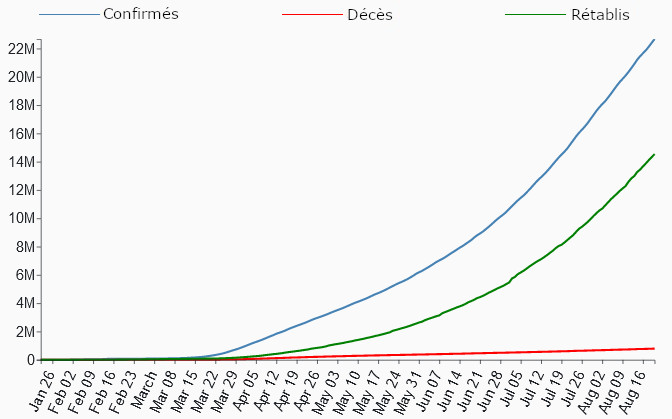
Graphique linéaire des cas cumulés de COVID-19 (bleu), des guérisons (vert) et des décès dans le monde (rouge), au début de la pandémie, entre fin janvier et mi-août 2020.

La situation épidémiologique évolue constamment, mais les données sur le virus et la Covid-19 ont rapidement été partagées par les chercheurs. La séquence du génome est publiée dès le 5 janvier, moins d'une semaine après identification du virus. La première prépublication d'une hypothèse de transmission apparaît dès le 19 janvier.
Diverses revues et éditeurs scientifiques (ex. : The Lancet, qui a créé un hub dédié, Nature, Elsevier) ont mis à disposition des chercheurs et médecins, voire du grand public, leurs ressources (articles de revues ; manuels scientifiques et médicaux, les produits éducatifs…) ; Elsevier a créé à partir des données de Scopus une carte mondiale interactive d'experts ; et il autorise désormais l'exploration (en texte intégral) de ses données qui croissent exponentiellement depuis la fin 2019, dont via PubMed Central des NIH et la base de données OMS, « gratuitement, et sans limitations de copyright ». Elsevier et The Lancet ont signé la déclaration du Wellcome Trust, sur le partage, ouvert et rapide, des données et résultats de recherche sur la pandémie, afin d'aider à la riposte de santé publique et à sauver des vies[réf. nécessaire].
L'urgence sanitaire fait cependant que les découvertes et mises à jour médico-scientifiques sont publiées avec une relecture par les pairs plus rapide et moins méticuleuse que d'ordinaire, et parfois en prépublication avant revue par les pairs ; la qualité des données primaires et des sources secondaires doit dès lors être interprétée avec prudence. En outre des lacunes de données sont dues au fait que les pays n'ont pas la même approche en termes de dépistage ou de transparence, pour des raisons financières, techniques et/ou de politique. S'y ajoute la qualité du système de veille sanitaire et de remontée de l'information. Le dépistage peut viser à être systématique (par exemple en Corée du Sud), être ciblé uniquement sur des porteurs du virus présentant des symptômes, ou ne viser que les cas les plus graves (par exemple en France)[réf. nécessaire].
Le dépistage, quand il existe (certains pays, dont la France ont manqué de tests durant des mois), ne se fait pas au même rythme partout. Il a été compliqué par le fait que la pandémie s'est propagée dans l'hémisphère nord en hiver, au moment où circulent d'autres virus respiratoires (virus grippaux notamment, qui produisent les mêmes symptômes initiaux, hormis l'hyposmie et l'hypogeusie caractéristique fréquente de la Covid-19), ; de plus il existe un décalage entre cas confirmés et cas réels. Les données sur la létalité (taux de décès parmi les personnes touchées) n'étaient pas fiables du fait du faible nombre de personnes testées, rendant la comparaison entre pays peu significative ; de même en ce qui concerne le nombre de morts imputés à la maladie dont les critères de recensement ne sont pas homogènes entre pays. Néanmoins, le taux de mortalité en fin de pandémie, sera significatif des politiques de santé publique menées dans chaque pays. La gestion de la transmission asymptomatique est le « talon d'Achille » de la lutte contre la pandémie ; et là où il n'y a pas une stricte distanciation physique, le dépistage des cas symptomatiques est nécessaire mais il est insuffisant car n'empêchant pas la diffusion du virus dans les endroits de vie collective (foyers, prisons, établissements de santé mentale fermés, refuges pour sans-abri et hôpitaux), surtout si l'on veut relâcher la distanciation physique.

### Caractéristiques épidémiologiques de la phase d'émergence en Chine
Avertissements :
1. Les bilans et chiffres ci-dessous sont à interpréter au regard des spécificités démographiques de la Chine. Sa pyramide des âges n'est, par exemple, pas comparable à celle de la France, mais proche de celle de l'Allemagne. Le sex-ratio y défavorise les femmes (113 garçons pour 100 filles à la naissance), sauf au-dessus de 65 ans (100 femmes pour 91 hommes) ; et la part du nombre d'enfants dans la population est très basse : en 2019 le taux de natalité y était de 10,4 naissances pour mille habitants (le plus bas depuis 70 ans) et le nombre de naissances (14,6 millions en 2019, soit 4 % de moins qu'en 2018) est le plus bas depuis près de 60 ans[35] ;
2. Les chiffres ci-dessous ne concernent que des malades confirmés en Chine de source officielle ; il s'agit de la frange des malades les plus symptomatiques (donc plus facilement détectables) ; ces chiffres peuvent évoluer ; ils seraient probablement différents dans un pays à population très jeune ou avec un sex-ratio plus équilibré[réf. nécessaire].

Selon un premier bilan épidémiologique, publié le 24 février 2020, à partir de 44 672 cas confirmés en Chine :
- 87 % de ces malades confirmés avaient de 30 à 79 ans ;
- 1 % seulement avaient 9 ans ou moins ;
- 1 % seulement avaient de 10 à 19 ans ;
- 3 % avaient 80 ans ou plus ;
- 75 % sont tombés malades dans la province du Hubei, et 86 % des expositions étaient liées à Wuhan (habitants, visiteurs ou contact étroit avec ces derniers) ;
- 81 % des cas confirmés étaient bénins (sans pneumonie ou avec une pneumonie légère) ;
- 14 % étaient sévères (avec dyspnée, fréquence respiratoire supérieure ou égale à 30 par minute, saturation en oxygène sanguin inférieure ou égale à 93 %, pression partielle d'oxygène artériel par rapport au rapport d'oxygène inspiré inférieur à 300 et/ou infiltrats pulmonaires supérieurs à 50 % en 24 à 48 h) ;
- 5 % des cas étaient critiques (insuffisance respiratoire, choc septique et/ou dysfonction ou échec d'organes multiples) ;
- taux global de létalité : 2,3 % (1 023 décès pour 44 672 cas confirmés) ;
- 0 % de décès chez les 9 ans et moins ;
- 0 % de décès chez les cas bénins ;
- 49 % de décès parmi les cas critiques ;
- 8 % de décès chez les 70 - 79 ans ;
- 14,8 % de décès chez les 80 ans et plus.

Le taux de létalité était beaucoup plus élevé en cas de comorbidités préexistantes[réf. nécessaire] :
- 10,5 % pour les maladies cardiovasculaires ;
- 7,3 % pour le diabète ;
- 6,3 % pour les maladies respiratoires chroniques ;
- 6 % pour l'hypertension artérielle ;
- 5,6 % pour le cancer.

### Hypothèse d'une saisonnalité
De mi-janvier à mi-mars 2020, des indices ont laissé penser que la Covid-19 pourrait être atténuée quand il fait plus chaud, et qu'une hausse de température moyenne pourrait atténuer sa contagiosité. Si cela était confirmé, une saisonnalité de la pandémie pourrait alléger la pression sur les services d'urgence à la belle saison dans l'hémisphère nord, et laisser un peu de temps à l'hémisphère sud pour se préparer et tirer parti des leçons apprises au nord. C'est l'hypothèse posée par deux chercheurs des universités de Californie et de Chicago dans un article (non relu par des pairs). Ils ont rétrospectivement tenté d'isoler pour les deux mois d'explosion du nombre de cas en début de la pandémie le rôle de trois facteurs météorologiques (température, humidité, pluviométrie) de facteurs de confusion tels que l'amélioration de la réponse à la pandémie ou du degré et les hétérogénéités de promiscuité associé aux densités de population. Au 26 mars, leur analyse statistique basée sur l'étude rétrospective de 166 686 cas confirmés de Covid-19, dans 134 pays, échelonnés du 22 janvier 2020 au 15 mars 2020 concluait que :
- ni l'hygrométrie, ni les précipitations n'influencent la contagiosité de la Covid-19[37] ;
- pour chaque degré Celsius de température moyenne gagné (durant deux mois environ), la transmission de la COVID a semblé se réduire de 13 % en moyenne (entre −21 % et −4 %, IC 95 %)[réf. nécessaire].

Cette hypothèse est à confirmer, car en mars-avril, l'Italie et l'Espagne (deux régions chaudes de l'Europe) ont été particulièrement sévèrement touchées. De plus d'autres facteurs de confusion existent, dont la pollution de l'air qui, par exemple selon plusieurs études, a aggravé la situation en Italie.

### Surmortalité induite par la pollution de l'air
Cette pollution est source de maladies respiratoires et cardiovasculaires, deux facteurs de risques de mortalité prématurée en général, et notamment en cas de SRAS et COVID-19.
Dès 2003 des chercheurs avaient noté que les symptômes du SRAS étaient aggravés là où l'air était pollué. Ainsi dans les zones modérément polluées de Chine, le risque de mort par SRAS était plus de 80 % plus élevé que dans les zones où l'air était relativement propre ; passant à 100 % en zone très polluée ; de même pour la COVID-19.
Dès le début de l'épidémie chinoise de COVID-19, puis dans plusieurs régions du monde lors de la pandémie, la pollution de l'air semble aggraver le risque de mortalité par COVID-19. En Chine, l'incidence de la COVID-19 s'est avérée significativement augmentée par les PM2,5 tandis qu'une corrélation entre les PM2,5 ambiantes et le taux de mortalité a également été établie.
En mars 2020, selon une étude allemande, la pollution particulaire aide à transporter le SARS-CoV-2, tout en augmentant la vulnérabilité des malades, et aggravant leurs symptômes.
Puis une autre étude, combinant les données épidémiologiques américaines et chinoises sur la pollution de l'air, la Covid-19 et le SARS de 2003, aux données italiennes et aux données satellitaires sur les particules fines polluantes (PM2,5), la météo et les données de pollution atmosphérique mesurée au sol a conclu que 15 % environ des morts par Covid-19 sont liés à une pollution chronique de l'air : 19 % en Europe, 17 % en Amérique du Nord et 27 % en Asie de l'Est ; 29 % des morts en République tchèque, 27 % en Chine, 26 % en Allemagne, 22 % en Suisse, 21 % en Belgique, 19 % aux Pays-Bas, 18 % en France, 15 % en Italie, 14 % au Royaume-Uni, 12 % au Brésil, 11 % au Portugal, 9 % en Espagne, 6 % en Israël, 3 % en Australie et seulement 1 % en Nouvelle-Zélande seraient dus à ce phénomène. « À échelle mondiale, 50 à 60 % de la fraction anthropique attribuable (de cette surmortalité) est liée à l'utilisation de combustibles fossiles, jusqu'à 70 à 80 % en Europe, en Asie occidentale et en Amérique du Nord ».Toutes les études faites entre 2003 et 2020 sur ce sujet montrent une corrélation entre la pollution de l'air et la mortalité (pour le SRAS puis pour la COVID).

### Crainte d'autres vagues
« Dans les pandémies comme celle-ci, il n’y a jamais qu’une seule vague » insiste Matthieu Revest (spécialiste des maladies émergentes au CHU de Rennes) ; on sait effectivement, notamment via les exemples de pandémies grippales ou de peste, qu'un microbe émergent, contagieux et pathogène, peut générer plusieurs vagues pandémiques faisant le tour du monde sur plusieurs années. Dix-huit experts américains en modélisation épidémiologique ont été interrogés à ce sujet (les 16 et 17 mars 2020) ; la probabilité moyenne assignée par ces experts à l'arrivée d'une « seconde vague » de COVID lors des mois d'automne (août-décembre) 2020 était de 73 %.

La distance physique peut atténuer la propagation de la Covid-19.

Fin mars 2020, alors que, malgré des mesures de santé publique sans précédent, plus de 200 pays plongeaient dans la pandémie, la Chine et quelques autres pays semblaient commencer à en sortir. De leurs retours d'expériences, il ressort que le taux de létalité confirmé (CFR en anglais, case fatality rate) mis à jour par Leung et ses collègues pour la Chine a chuté à 0,98 % (conforme au rapport du Centre chinois de contrôle et de prévention des maladies) alors qu'à Wuhan il avait atteint 5,08 % le 28 mars 2020 (taux de létalité apparent : nombre de décès imputables à la maladie divisé par le nombre de cas connus), à comparer avec une valeur de 0,8 % estimée pour la France (IFR en anglais — Infection Fatality Ratio —, nombre de décès imputables à la maladie divisé par le nombre de cas réels estimé). Après le pic épidémique, les foyers de Covid-19 en Chine n'ont plus dépassé les capacités de soins de santé, prouvant l'efficacité des mesures prises.
En France, selon une évaluation de l'Institut Pasteur prépubliée le 21 avril, environ 5,7 % des Français (3,7 millions de personnes) auront été infectés au 11 mai (début du déconfinement). « Pour que l'immunité collective soit suffisante pour éviter une deuxième vague, il faudrait 70 % de personnes immunisées. On est très en dessous » ; une seconde vague pourrait par exemple venir d'Europe, du Moyen-Orient et/ou d'Amérique, ou encore de foyers d'endémisation locaux. En mars 2020, divers experts, dont certains en Chine et aux États-Unis la redoutent. Et pour l'éviter, ils cherchent à répondre à plusieurs questions :
1. quelles ont été les mesures les plus efficaces pour stopper la transmission du SARS-CoV-2 en Chine lors de la 1re vague (tant pour les cas importés, que pour la transmission locale) ? 
Dans The Lancet, Kathy Leung[55] (épidémiologiste à l'Université de Hong Kong) et ses collègues ont analysé[54] la gestion de la crise épidémique dans quatre villes et dix provinces de Chine (hors du Hubei), concluant que les mesures barrière (contrôle non-pharmaceutique) entamées le 23 janvier 2020 ont permis de maintenir un R0 inférieur à 1. Ce sont ensuite des cas importés du Hubei ou de l'étranger qui ont ensuite généré quelques nouveaux foyers. Fin mars-début avril, l'épidémie a accéléré dans plusieurs pays, évoquant des lacunes de préparation (ou une augmentation de la contagiosité)[réf. nécessaire] ;
2. quels auraient été les effets de mesures plus précoces (de distanciation physique, d'autres comportements barrière au sein de la population générale, ou de recherche rétrospective des contacts) ? 
Des modélisations cherchent à calculer dans quelle mesure elles auraient alors pu mieux atténuer voire stopper l'épidémie. On a par exemple montré que les restrictions des voyages aériens ont eu un effet marqué à l'échelle mondiale, mais a été trop tardive en Chine où elle n'a pu retarder l'extension de l'épidémie que de trois à cinq jours[56] ;
3. quels sont les « angles morts » qui, dans les stratégies descendantes ou locales de lutte, permettraient éventuellement au virus de reconquérir des territoires où il a été contrôlé[57] ? Par exemple, les données chinoises les plus complètes[50] indiquent maintenant que 81 % des patients n'ont que de légers symptômes (on souhaite les traiter à domicile pour ne pas surcharger les hôpitaux). Presque la moitié des malades conduits à l'hôpital n'avaient pas de fièvre, et 11 à 15 % des cas bénins n'en ont pas eu durant toute leur hospitalisation, et plus d'un tiers n'avaient pas de toux et près de 80 % pas de dyspnée[58],[59], ce qui rend difficile le respect du régime de maintien à domicile[réf. nécessaire] ;
4. quelles sont les imprécisions statistiques initiales à identifier pour corriger les modélisations nécessaires à la gestion de crise? Par exemple, on a d'abord estimé que la période d'incubation était au maximum de 14 jours (chiffre tenu par l'OMS[60] et les médias de masse) mais les données scientifiques plus fines ont ensuite montré que 1 % des patients pouvait développer les symptômes après 14 jours de surveillance active ou de quarantaine[61] peut-être parfois jusqu'à 24 jours[58],[62]). De même a-t-on en janvier-février sous-estimé la durée maximale d'excrétion de virions (selon les données chinoises, les survivants hospitalisés excrétaient le virus sur une durée médiane de 20 jours ; 90 % n'en excrètent plus après 10 jours, mais les 10 % plus sévèrement touchés en excrétaient jusqu'à 25 jours[59] ;
5. quelles conséquences néfastes pourrait avoir un relâchement prématuré des mesures? 
Les modèles montrent que cette situation conduirait à retrouver une transmissibilité (R0) supérieure à un, c'est-à-dire à une seconde vague épidémique ou pandémique[54].

Les experts font aussi des recommandations pour éviter une seconde vague.
- Selon Kathy Leung et al., pour préparer la résilience et éviter une seconde vague (qui risque probablement d'arriver avec le relâchement des mesures barrières et la reprise des activités économiques), il est urgent de mieux documenter et comprendre les effets de chaque type de mesure de lutte contre la pandémie et les effets de leurs interactions[54] ; cette équipe scientifique a aussi montré qu'entre janvier et avril 2020, par province en Chine, le taux de létalité était aussi corrélé au produit intérieur brut par habitant et à l'indice de disponibilité de lits d'hôpital pour 10 000 personnes. Le degré local ou régional de capacité est donc aussi un facteur important, à prendre en compte pour le choix et la durée des mesures non pharmaceutiques[54].
- Les effets de l'extension ou d'un relâchement des mesures de contrôle de la distance physique à Wuhan ont été modélisés par Prem Kiesha[63] et al. en mars 2020[64]. Leur modèle suggère qu'assouplir ces mesures en mars pourrait induire une deuxième vague dans l'hémisphère nord au milieu de l'été[64].
- Des modélisations plus précises, des effets par pays, et par type de mesures (restrictions de déplacement, distanciation physique, masques faciaux, contrôles de température, recherche des contacts, etc.) avec ou sans assouplissement des mesures anti-pandémiques sont désormais nécessaires[54].

Début avril 2020, Kathy Leung et son équipe mettent en garde les gouvernants et décideurs contre l'assouplissement prématuré de mesures strictes ; « les gouvernements devraient agir et se préparer immédiatement pour garantir que le système de santé dispose d'une main-d'œuvre, de ressources et d'installations adéquates pour minimiser le risque de mortalité lié à la Covid-19 ».

## Virus

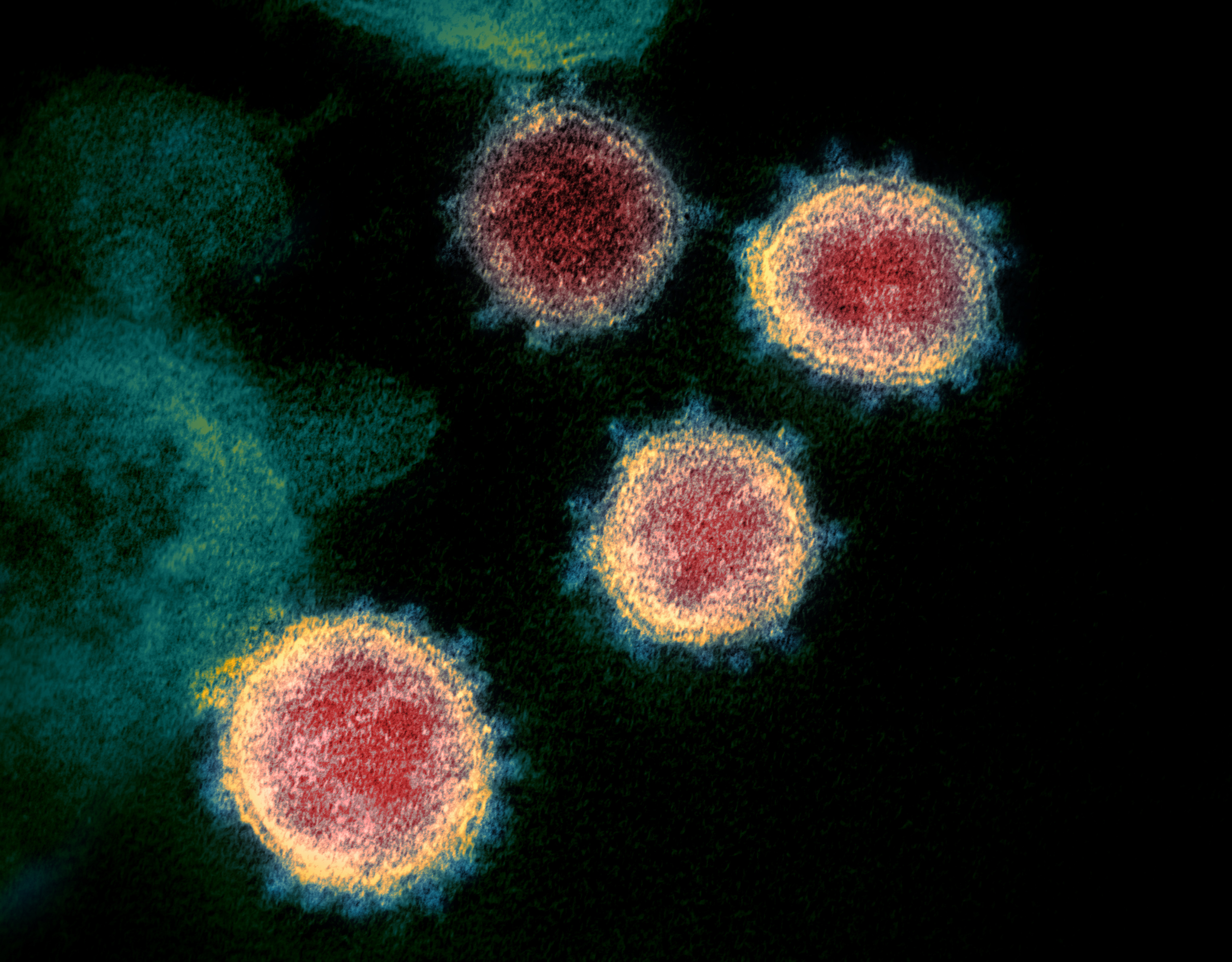
Le SARS-CoV-2 en microscopie électronique.

La pandémie est due à un coronavirus (le SARS-CoV-2), un type de virus enveloppé de symétrie sphérique et couvert de spicules (constituées de diverses protéines) lui donnant l'apparence d'une couronne, (cette couronne se réfère à une représentation commune du virus en deux dimensions ; en termes mathématiques et en trois dimensions, ces protubérances s'inscrivent dans ce qui s'apparente à une couronne solide). Une seule souche avec de nombreux variants serait en circulation actuellement.

### Caractéristiques

#### Caractéristiques génomiques, classification
La séquence génétique de ce coronavirus est similaire à 80 % à celle du coronavirus du SRAS. Il est d'abord désigné provisoirement par l'OMS et les CDC sous le terme anglais 2019 novel coronavirus, ou 2019-nCoV, avant d'être nommé SARS-CoV-2 sur recommandation de l'ICTV.Il appartient au sous-genre Sarbecovirus. Son génome, stable et constitué d'un ARN simple-brin à polarité positive de 29 903 nucléotides, a été séquencé pour la première fois le 5 janvier par une équipe de l'Université Fudan de Shanghai (Chine),,,,.

#### Durée d'infectiosité du virus
Elle serait dans l'air, selon son support, de 24 à 72 heures.
Les matières plastiques favorisent sa durée de vie,. Sous une température inférieure à 20 °C, il persiste plus longtemps. Au-dessus de 30 °C, sa durée de vie diminue fortement.

#### Mode de transmission

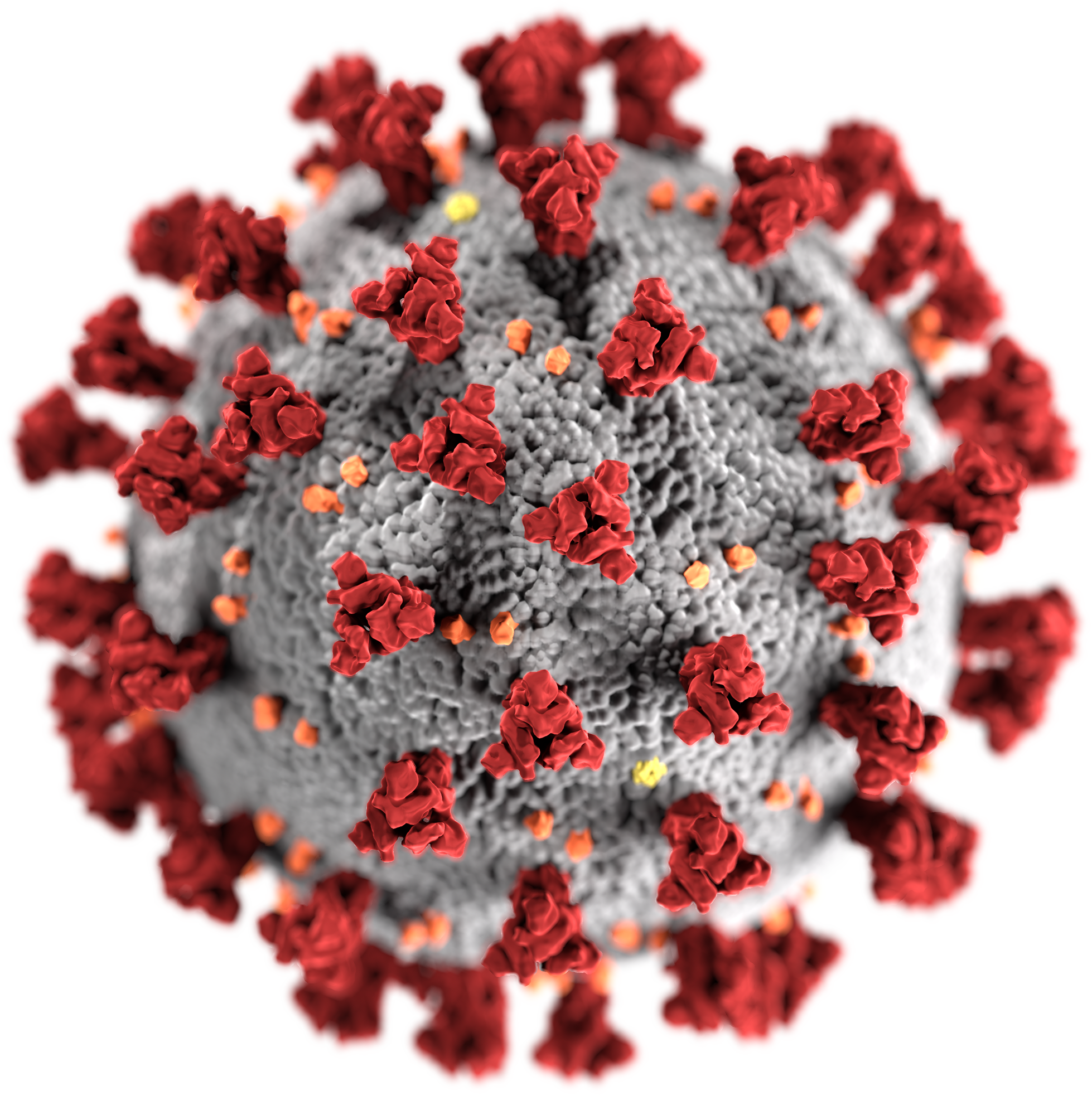
SARS-CoV-2 (image CDC).

À la différence du SRAS (pour lequel les malades allaient à l'hôpital puis devenaient contagieux 3 à 4 jours après l'apparition des signes cliniques, ce qui facilitait le contrôle de la pandémie), le SARS-CoV-2 se duplique et peut être excrété avant les premiers symptômes.
Au 24 janvier 2020, on ignore encore ses modalités précises de transmission inter-humaine[réf. nécessaire].
- La Chine annonce le 26 janvier 2020 que des porteurs asymptomatiques peuvent le transmettre ; qu'il a une courte période d’incubation (5 jours environ) et qu'il est transmissible avant les premiers symptômes[84],[85]. 
Les contaminations semblent cependant presque toutes issues de contacts avec des sujets présentant déjà des manifestations de la maladie[86].
- 80 % des cas environ sont bénins ou ne nécessitent pas d'hospitalisation, mais on ignore encore le nombre exact de malades asymptomatiques dans la population[87].
- Des personnes infectées n'ont pas transmis le virus, tandis que d'autres l'ont largement excrété et/ou transmis[88].
- Les coronavirus ciblent surtout les voies respiratoires, mais sont fréquemment retrouvés dans le sang et dans le plasma ou le sérum des malades. Ceci implique un risque de transmission via la transfusion de produits sanguins. En février, des scientifiques chinois rappellent que, comme les cas asymptomatiques de Covid-19 sont nombreux, des mesures de sécurité transfusionnelle adaptées (ex. : choix des donneurs, méthodes de détection et d'inactivation des virus) sont impératives, notamment en zones d'endémie[89].
- En novembre 2020, les preuves suggèrent qu'environ une personne infectée sur cinq ne présentera aucun symptôme et qu'elle transmettra le virus à beaucoup moins de personnes qu'une personne présentant des symptômes. Une méta-analyse publiée en octobre 2020 a calculé un taux d'infections asymptomatiques à 17 %. Cette analyse révèle également que les personnes asymptomatiques étaient 42 % moins susceptibles de transmettre le virus que les personnes symptomatiques (le risque qu'une personne asymptomatique transmette le virus à d'autres personnes chez elle serait, lui, d'environ un quart du risque de transmission par une personne symptomatique)[90].
- Le mode de transmission principal se fait à l'intérieur, et ce risque peut être fortement diminué en surveillant la concentration en C02 de l'air[91].

### Mutations et variants du SARS-CoV-2

#### Variants préoccupants (VOC)
Les variants Alpha, Bêta, Gamma, Delta et Omicron sont classés par l'OMS comme préoccupants.
| Nom officiel de l'OMS                                                           | Nom officiel de l'OMS                                                           | Nextstrain               | Lignées Pango                                      | GISAID                       | Public Health England (PHE)                                             | Date et lieu de première détection | Mutations clés | Mutations en cours d’acquisition ?                        |
| ------------------------------------------------------------------------------- | ------------------------------------------------------------------------------- | ------------------------ | -------------------------------------------------- | ---------------------------- | ----------------------------------------------------------------------- | ---------------------------------- | --- | --------------------------------------------------------- |
| Alpha VOC : 2020-12-18 + au 2021-07-01, surveillance de S:484K et S:452R        | Alpha VOC : 2020-12-18 + au 2021-07-01, surveillance de S:484K et S:452R        | 20I/501Y.V1              | B.1.1.7                                            | GRY (précédemment GR/501Y.V1 | VOC-20DEC-01 précédemment: VOC-202012/01 (first VOC of december 2020)   | septembre 2020 Royaume-Uni         | ORF1a : T1001I • A1708D • I2230T • Δ3675S/3677F ; ORF1b : P314L ; S : Δ69/70 • Δ144Y • N501Y • A570D • D614G • P681H • H655Y • T716I • S982A • D1118H ; ORF8 : Q27* • R52I • Y73C ; N : D3L • R203K • G204R • S235F Cartographie des mutations de codons du génome de SARS-CoV-2.                          | S : S477R? • E484K • F490S • D614-(LYQDVNC)               |
| Bêta VOC : 2020-12-18 + au 2021-07-06, surveillance de S:L18F                   | Bêta VOC : 2020-12-18 + au 2021-07-06, surveillance de S:L18F                   | 20H/501Y.V2              | B.1.351 + au 2021-07-01 B.1.351.2 B.1.351.3        | GH/501Y.V2                   | VOC-20DEC-02 précédemment : VOC-202012/02 (second VOC of december 2020) | août 2020 Afrique du Sud           | ORF1a : T265I • K1655N • K3353R • Δ3675S/3677F ; ORF1b : P314L ; S : L18F • D80A • D215G • Δ241/243 • K417N • E484K • N501Y • D614G • A701V ; ORF3a : Q57H • S171L ; E : P71L ; N : T205I Cartographie des mutations de codons du génome de SARS-CoV-2.                                                    | S : V483F?                                                |
| Gamma VOC : 2021-01-11 + au 2021-07-01, surveillance de S:681H                  | Gamma VOC : 2021-01-11 + au 2021-07-01, surveillance de S:681H                  | 20J/501Y.V3              | P.1 (alias B.1.1.28.1) + au 2021-07-01 P.1.1 P.1.2 | GR/501Y.V3                   | VOC-21JAN-02 précédemment : VOC-202101/02                               | décembre 2020 Brésil / Japon       | ORF1a : S1188L • K1795Q • Δ3675S/3677F ; ORF1b : P314L • E1264D ; S : L18F • T20N • P26S • D138Y • R190S • K417N/T • E484K • N501Y • D614G • H655Y • T1027I • V1176F ; ORF3a : S253P ; ORF8 : E92K ; N : P80R • R203K • G204R ; ORF9b : Q77E Cartographie des mutations de codons du génome de SARS-CoV-2. | S : T470N?                                                |
| Delta VOI : 2021-04-04 VOC : 2021-05-11 + au 2021-07-06, surveillance de S:417N | Delta VOI : 2021-04-04 VOC : 2021-05-11 + au 2021-07-06, surveillance de S:417N | 21A ou 21A/S:478K        | B.1.617.2 + au 2021-07-01 AY.1 AY.2                | G/478K.V1                    | VOC-21APR-02                                                            | octobre 2020 Inde                  | ORF1a : T3255I ; ORF1b : P314L • G662S • P1000L ; S : T19R • G142D • Δ156/157 • R158G • L452R • T478K • D614G • P681R • D950N ; ORF3a : S26L ; M : I82T ; ORF7a : V82A • T120I ; ORF8 : Δ119D/120F ; N : D63G • R203M • D377Y ; ORF9b : T60A Cartographie des mutations de codons du génome de SARS-CoV-2. | S : A475S? • S477I ? • P479L ? • P479S ? • D614-(LYQDVNC) |
| Omicron dates à préciser                                                        | lignée d'origine B.1.1.529 (alias BA.1)                                         | 21M,                     | B.1.1.529 + au 2021-12-07 BA.1 BA.2                | GR/484A                      |                                                                         | novembre 2021 Afrique du Sud       | Cartographie des mutations de codons du génome de SARS-CoV-2. |                                                           |
| Omicron dates à préciser                                                        | (sous-lignée BA.1)                                                              | 21K                      | BA.1                                               | GR/484A                      |                                                                         |                                    | {{{1}}} |                                                           |
| Omicron dates à préciser                                                        | (sous-lignée BA.2)                                                              | 21L (22C pour BA.2.12.1) | BA.2                                               | GR/484A                      |                                                                         |                                    | {{{1}}} |                                                           |
| Omicron dates à préciser                                                        | (sous-lignée BA.3)                                                              | — aucun clade défini —   | BA.3                                               | GR/484A                      |                                                                         |                                    | Cartographie des mutations de codons du génome de SARS-CoV-2. |                                                           |
| Omicron dates à préciser                                                        | (sous-lignée BA.4)                                                              | 22A                      | BA.4                                               | GR/484A                      |                                                                         |                                    | Cartographie des mutations de codons du génome de SARS-CoV-2. |                                                           |
| Omicron dates à préciser                                                        | (sous-lignée BA.5)                                                              | 22B                      | BA.5                                               | GR/484A                      |                                                                         |                                    | Cartographie des mutations de codons du génome de SARS-CoV-2. |                                                           |

Sources : OMS, PANGOlin, Public Health England, Santé Publique France.
Notes VOC du tableau :
1. ↑  Dénomination des mutations : 
• Δ indique une délétion, par exemple Δ69/70 indique la délétion des codons aux positions 69 et 70 (sens 5' vers 3') ; 
• αnnβ signifie que le codon en position nn a subi une modification de l'un, ou de plusieurs, de ses trois nucléotides. Ainsi, au lieu de coder, précédemment, l'acide aminé α, il code maintenant l'acide aminé β. Les vingt-deux acides aminés sont représentés par un code : une lettre capitale (voir la liste des codes). Par exemple N501Y signifie : en position 501, le codon de l'asparagine (N) est remplacé par l'un des codons de la tyrosine (Y) ; 
• nn, la position du codon, est relative au début de l'ORF indiqué.
2. 1 2 3  
Les noms en gras (ou les portions de nom) sont les noms d'usage de l'OMS avant le 1er juin 2021, l'OMS n'ayant alors pas défini officiellement de noms de variants).

Arbre phylogénétique des variants du SARS-CoV-2.

Depuis le début de la pandémie, de nombreuses mutations ont été identifiées. Les variants les plus problématiques (selon plusieurs critères, dont la transmissibilité et la virulence) ont été classifiés comme « préoccupants » et se sont vus attribuer une lettre de l'alphabet grec, comme les variants Alpha, Bêta, Gamma, Delta et Omicron ; le premier était 50 % à 75 % plus contagieux que la souche initiale et les autres également, et ils renfermaient différentes mutations dont la E484K, qui ont pour certaines réduit l'efficacité des vaccins utilisés à l'époque de leur émergence.

## Maladie
La maladie à coronavirus 2019, dite Covid-19 (acronyme de son nom en anglais : « coronavirus disease 2019 »), a été ainsi dénommée par l'OMS le 11 février 2020,. Elle est aussi connue, notamment en Chine, sous son ancien nom « NCP (Novel Coronavirus Pneumonia) ».

### Symptômes
Les symptômes de la Covid-19 sont proches de ceux de la grippe,:
- Fièvre : 87,9 %
- Toux sèche : 67,7 %
- Fatigue : 38,1 %
- Expectorations : 33,4 %
- Diminution de sens du goût[117] : 24 %
- Perte d'odorat[117] : 20 %
- Dyspnée : 18,6 %
- Douleurs musculaires ou articulaires : 14,8 %
- Maux de gorge : 13,9 %
- Céphalées : 13,6 %
- Frissons : 11,4 %
- Nausée et vomissements : 5,0 %
- Congestions nasales : 4,8 %
- Diarrhées : 3,7 %
- Hémoptysie : 0,9 %
- Congestion conjonctivale : 0,8 %
- poussées d'urticaire voire urticaire généralisée[118]
- rougeurs, sensation de gelures au niveau des doigts[118]

La fièvre peut apparaître plusieurs jours après la toux[réf. nécessaire]. De nombreuses personnes porteuses du virus ne présentent pas de symptômes, ou présentent des symptômes légers (petite toux, fièvre) sans détresse respiratoire[réf. nécessaire].
Une anosmie avec ou sans perte du goût (complète ou non) peut survenir, notamment chez les plus jeunes,, ce qui est l'un des indices d'une capacité neuro-invasive du virus,. En février 2020, une étude chinoise a estimé que 5 % des malades manifestaient des troubles du goût et de l'odorat, mais ce travail aurait sous-estimé la prévalence réelle de ces symptômes. Une autre étude a été menée en France en mars 2020. Selon les auteurs, 24 % des patients rapportaient avoir eu une hypogueusie, 20 % une hyposmie et 17 % une hypogueusie et une hyposmie combinées. Des symptômes peuvent persister au-delà de quatre semaines, dans de rares cas qu'on appelle Covid long[réf. nécessaire].

### Test diagnostique

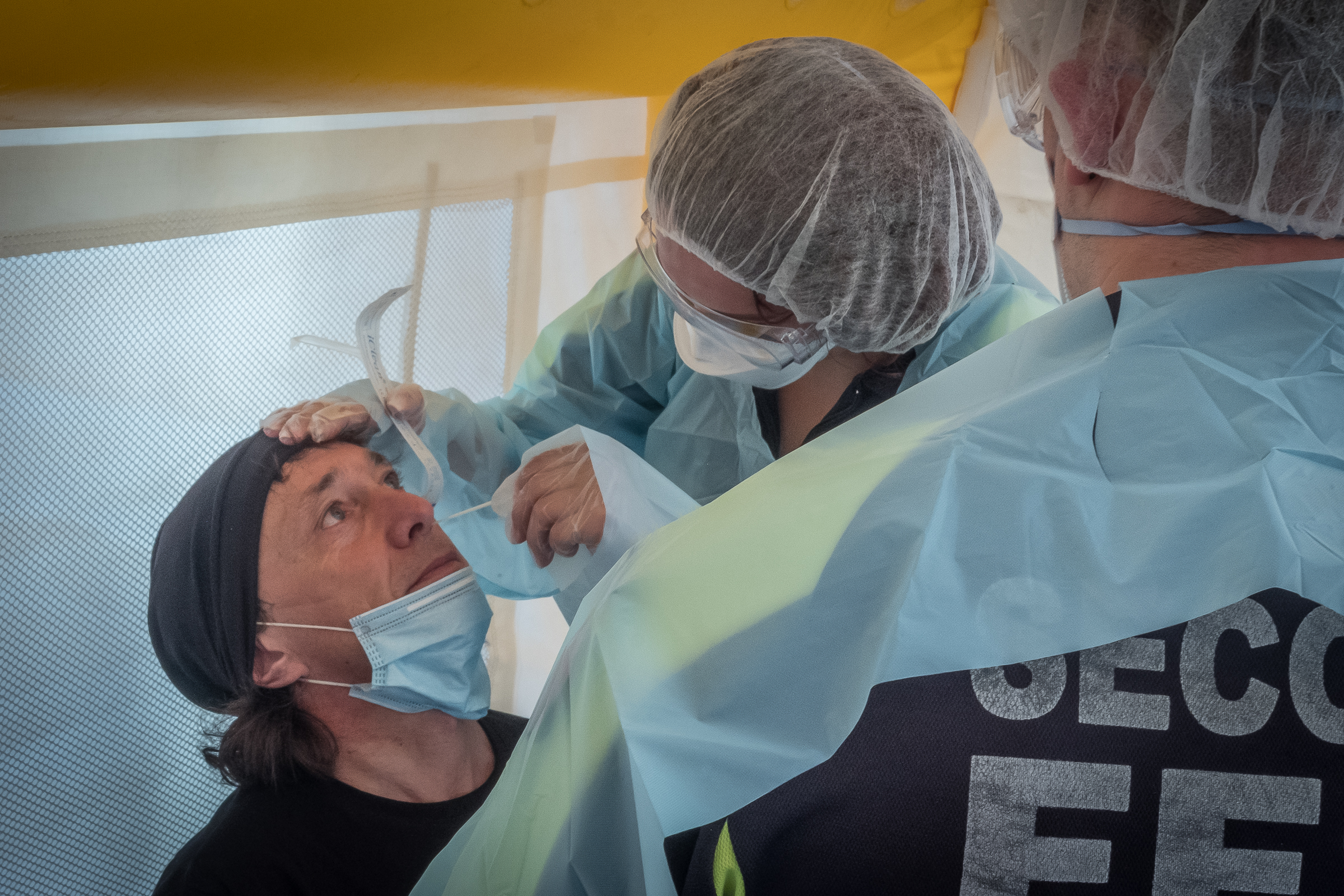
Prélèvement nasopharyngé par écouvillon, pour test PCR (test d'amplification des acides nucléiques) de dépistage du SARS-CoV-2, ici à Strasbourg, le 21 août 2020.
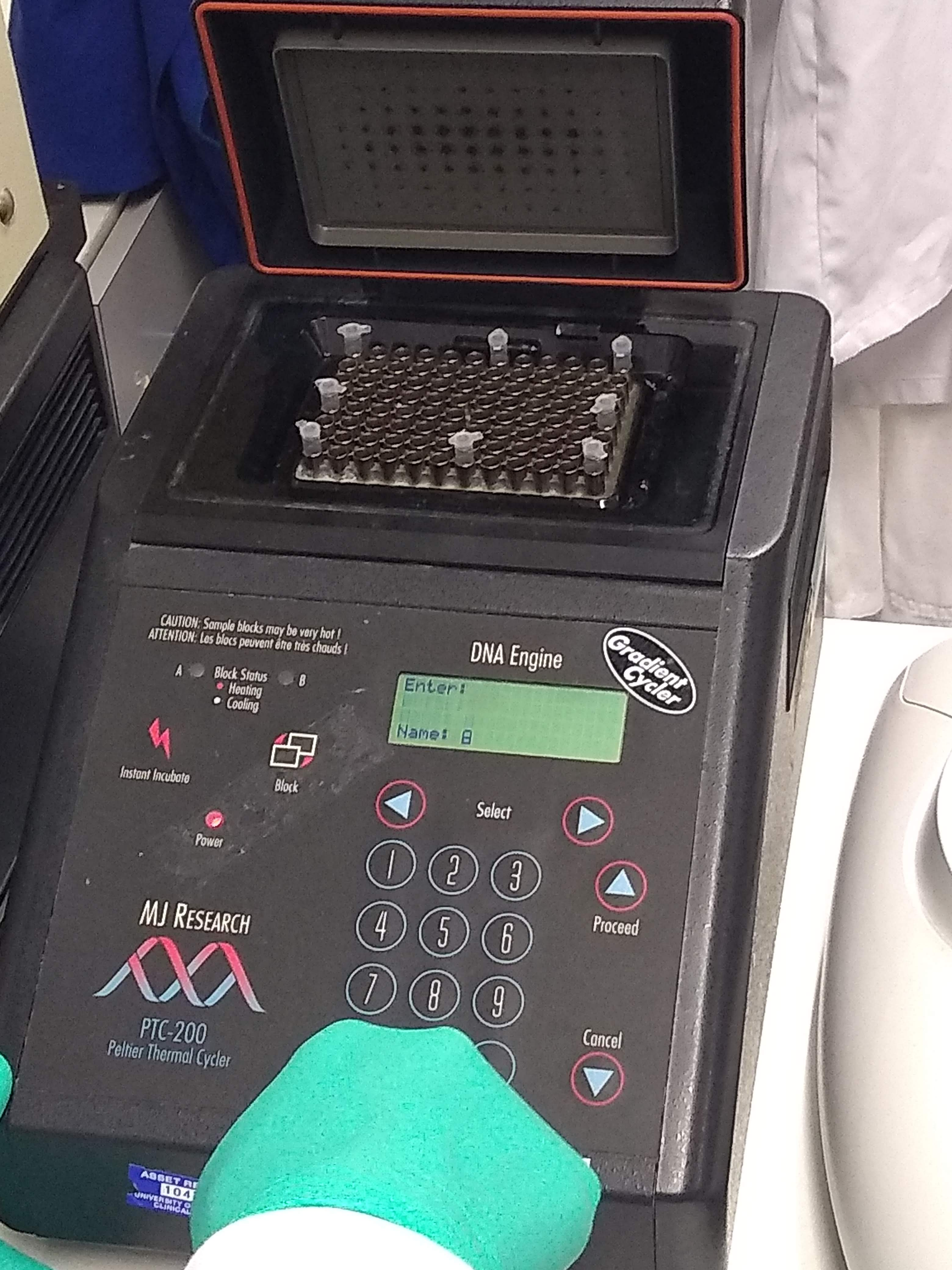
Thermocycleur, utilisé pour la PCR.

Quand la Covid-19 est suspectée chez une personne, un test par RT-PCR quantitative permet de confirmer l'infection par le SARS-CoV-2 (ex. 2019-nCoV). La RT-PCR n'a pas une sensibilité de 100 %, notamment en début d'infection[réf. nécessaire]. La détection de l'ARN viral nécessite un certain temps, car plusieurs étapes sont nécessaires pour détecter l'ARN :
1. Extraction de l'ARN viral[réf. nécessaire] ;
2. Transcription inverse : ARN viral transcrit en ADN (20 minutes[125]) ;
3. Dénaturation (3 minutes[125]) ;
4. Cinquante cycles d'amplification de PCR (37 minutes[125]) ;
5. Interprétation de la courbe de fluorescence[réf. nécessaire].

Une étude rétrospective chinoise, publiée le 11 avril 2020 dans le Journal of Clinical Virology, portant sur 301 malades hospitalisés présentant des formes moyennes ou sévères, 1 113 RT-PCR ont été effectués sur des prélèvements nasaux ou laryngés. Cette étude permet d'établir la dynamique de la RT-PCR :
| 0-7 jours | 8-14 jours | 15-21 jours | 22-28 jours | Plus de 28 jours |
| --------- | ---------- | ----------- | ----------- | ---------------- |
| 97,9 %    | 68,8 %     | 36,3 %      | 30 %        | 26,3 %           |

Une méta-analyse publiée le 13 mai 2020 dans le Annals of Internal Medicine évoque aussi des faux négatifs évoluant de 38 % à J5 (jour moyen de début des symptômes) à 20 % à J8 pour remonter à 21 % à J9 puis 66 % à J21,.Un nouveau test de gargarisme ultrarapide pour le coronavirus est à l'étude en Israël. Celui s’avèrerait précis à 95 % tout en ne prenant qu’une seconde pour effectuer une analyse de la lumière du bain de bouche gargarisé par le patient.

### Traitement et recommandation
L'OMS indique qu'il n'y a pas de traitement spécifiquement contre la maladie, qu'on ne peut traiter que ses symptômes et qu'elle communiquera les résultats des essais cliniques en cours lorsqu'ils seront disponibles. L'OMS recommande de ne prendre aucun médicament.

#### Recommandations

Molécule de paracétamol.

En France, le ministre de la Santé recommande, en cas de fièvre, de ne pas prendre de médicaments anti-inflammatoires non stéroïdiens comme l'ibuprofène (Advil, Nurofen, etc.) ou l'aspirine qui pourraient être un facteur d’aggravation de l’infection. Le traitement de la fièvre ou de douleurs chez les patients atteints de Covid-19 ou de toute autre virose respiratoire repose sur le paracétamol, sans dépasser la dose de 60 mg/kg/j et de 3 g/j,. Cependant, il n'existe pas de littérature scientifique sur le sujet, et ni les spécialistes des maladies infectieuses ni l'OMS ne mettent en garde contre la prise d'anti-inflammatoires non stéroïdiens. En revanche, les patients soignés par anti-inflammatoires, comme les corticoïdes ou autres immunosuppresseurs, pour une pathologie chronique ne doivent pas interrompre leur traitement sans prescription médicale.

#### Recherches en cours
En février 2020, le gouvernement de Shanghai en Chine a recommandé l'injection de doses massives de vitamine C (on avait constaté une augmentation spectaculaire du nombre des publications scientifiques relatives à l'utilisation de la vitamine C chez les patients gravement malades à partir de 2018). En France, une deuxième vague d'essais cliniques avec la chloroquine démarre le 22 mars 2020,. Elle fait suite à la conférence du Pr Didier Raoult du 16 mars, sur les résultats d'une première étude menée sur 24 patients, elle-même en écho d'études menées en Chine. Le jeudi 26 mars 2020 en France, par dérogation à l'article L. 5121-8 du code de la santé publique, l'hydroxychloroquine et l'association lopinavir/ritonavir peuvent être prescrits, dispensés et administrés dans les établissements de santé,.
« Au 21 avril 2020, plus de 500 essais cliniques avaient été enregistrés dans les différents sites de registre d'essais cliniques internationaux et nationaux ».
Le 22 mai, The Lancet publie une étude internationale dirigée par Mandeep Mehra, rétrospective sur 96 000 dossiers de patients hospitalisés, non aléatoire, tendant à mettre en évidence les risques cardiaques de l'hydroxychloroquine. Le groupe sous hydroxychloroquine, le groupe sous hydroxychloroquine avec un macrolide, le groupe sous chloroquine, et le groupe sous chloroquine avec un macrolide étaient chacun indépendamment associés à un risque accru de mortalité à l'hôpital par rapport au groupe témoin n'ayant pas reçu ces molécules. De plus, ces groupes étaient indépendamment associés à un risque accru d'arythmie ventriculaire de novo pendant l'hospitalisation,. L'étude de Mandeep Mehra, contestée par la communauté scientifique, a en définitive été retirée par The Lancet.Selon une étude publiée dans le journal américain Aging, les chercheurs des cliniques universitaires Saint-Luc et de l’UCLouvain ont constaté que les télomères courts favorisent la Covid-19 sévère.

### Prévisions de diffusion de la maladie
Évoquant l'avis des spécialistes, la chancelière allemande Angela Merkel rapporte le 11 mars que 60 à 70 % des Allemands pourraient être infectés. Il semble qu'elle se base sur la déclaration de l'épidémiologiste Marc Lipsitch qui donnait le chiffre de 40 à 70 % de la population mondiale quelques jours plus tôt.Le ministre de l'Éducation en France, Jean-Michel Blanquer, déclare le 15 mars que selon « ce que disent les scientifiques, 50 à 70 % de la population in fine finit par être contaminée par le virus, et c'est d'ailleurs ça qui met fin au virus puisque ça crée une forme d'immunité majoritaire, et donc le virus s'éteint de lui-même ».

### Risque de réinfection
Dans les premiers temps de la pandémie, quelques cas de réinfection sont décrits dans la littérature médicale. Ces cas sont rares en 2021, estimés à moins de 1%et donnent généralement une forme moins sévère de la maladie,. Lorsque le variant dominant de SARS-CoV-2 devient Omicron, les choses changent drastiquement et on évalue entre 15 et 20 % le taux de réinfection en juin-juillet 2022.

## Apparition de la pandémie en république populaire de Chine

### Éventuelle origine animale
Le 21 janvier 2020, selon le Dr Xintian Xu (Institut Pasteur de Shanghai) et ses collègues, le SARS-CoV-2 a un ancêtre commun avec des coronavirus et analogues du SARS-CoV, évoquant le coronavirus de la chauve-souris HKU9-1. Le 23 janvier, les premiers résultats, provisoires, du séquençage du virus, publié par des membres de l'Institut de virologie de Wuhan, de l'hôpital Jinyintan de Wuhan, de l'Université de l'Académie chinoise des sciences et du Centre chinois de contrôle et de prévention des maladies de la province du Hubei montrent que le génome du SARS-CoV-2 est identique à 96 % à celui d'un coronavirus de chauve-souris.
Le 5 février, Arnaud Fontanet (épidémiologiste) pense donc qu'une chauve-souris est le réservoir sauvage, et que le virus aurait été transmis à l'humain au moins vers mi-novembre 2019, après une adaptation chez un hôte intermédiaire, probablement un animal du marché, encore inconnu.

#### Hypothèse du pangolin comme hôte intermédiaire

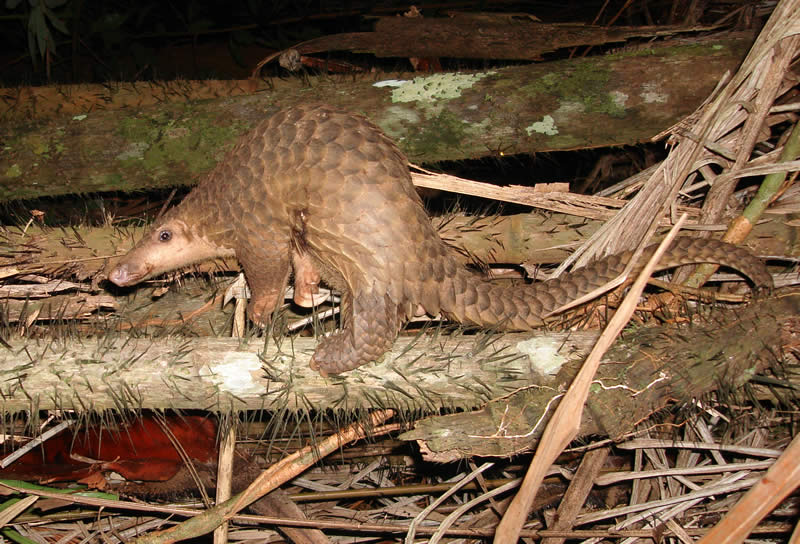
Un pangolin javanais (Manis javanica), espèce en danger critique d'extinction, photographié à Bornéo.

Au début de la pandémie le pangolin est suspecté d'être un hôte intermédiaire ayant permis le passage du virus des rhinolophes à l'homme. Les pangolins sont des espèces très braconnées, très recherchées pour la gastronomie et la médecine traditionnelle chinoise (voir commerce de pangolins) et étaient vendues sur le marché de Wuhan. Le commerce des pangolins est suspendu par Pékin, le 26 janvier 2020, en raison des suspicions de transmission virale à l’homme[réf. nécessaire].
Le 7 février 2020, l'Université d'agriculture de Chine du Sud annonce avoir identifié des similitudes entre la séquence du génome du nouveau virus SARS-CoV-2 et celle de coronavirus trouvés sur les pangolins. Or de nombreux scientifiques, comme le professeur australien Nikolai Petrovsky réfutent cette affirmation.
Le pangolin n'est pas directement l'« espèce creuset » du virus, et même s'il est porteur de souches virales de la même espèce SARSr-CoV, d'autres souches infectant des chauves-souris sont plus proches du SARS-CoV-2 humain.
Or il ne semble pas y avoir eu de chauves-souris vendues sur ce marché, qui sont par ailleurs des animaux non consommés dans la région,. Fin 2020, l'éventuel hôte intermédiaire n'a toujours pas été identifié.[réf. nécessaire]

### Éventuel accident de laboratoire
Le 27 octobre 2020 un article publié dans le Journal du CNRS titre « La question de l'origine du SARS-CoV-2 se pose sérieusement ». Le virologue interrogé estime qu'on ne peut pas écarter l'hypothèse que le virus soit sorti d’un laboratoire. Deux virologues, l'Anglais Angus Dalgleish et le Norvégien Birger Sorensen, observent une « capacité d'action particulière » du virus qui pourrait indiquer « une manipulation intentionnelle » et prouver « que ce n'est pas un virus à évolution naturelle… ».

### Propagation et facteurs aggravants

#### Aléa sur le premier cas humain
Un rapport non publié du gouvernement chinois indique la date du 17 novembre 2019 pour la première occurrence connue de la maladie ; puis ce gouvernement donne officiellement à l'OMS la date du 8 décembre ; enfin un article publié le 24 janvier par des scientifiques chinois donne la date du 1er décembre pour le premier cas (ce malade n’a eu aucun rapport avec le marché de fruits de mer). Les premiers malades signalés courant décembre 2019 travaillaient au marché de gros de fruits de mer de Huanan, à Wuhan. Des médias parlent des premiers malades le 3 janvier 2020,.

#### Premiers signalements

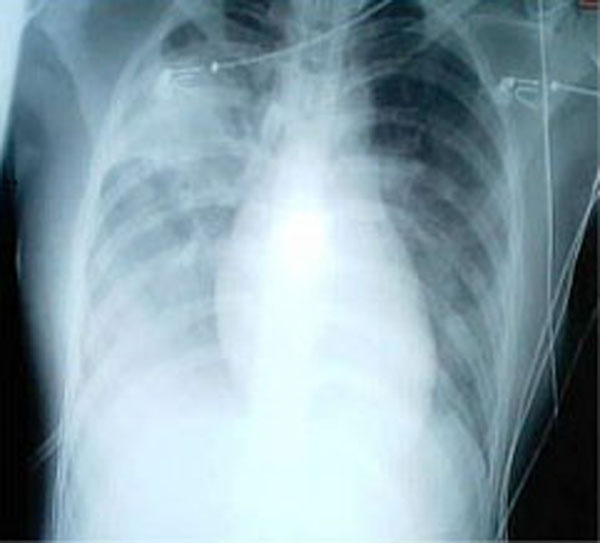
Une radiographie pulmonaire montrant des opacités dans les deux poumons, indicatives d'une pneumonie, chez un patient atteint de SRAS.

Courant décembre 2019, les autorités locales chinoises tentent de réduire au silence le personnel médical qui constate un nombre de plus en plus important de patients avec des cas présentant des symptômes similaires au syndrome respiratoire aigu sévère (SRAS). Ai Fen, cheffe des urgences de l’hôpital central de Wuhan, est la première à diffuser l’information auprès de collègues pour les mettre en garde et leur conseiller de se protéger. Parmi eux, le docteur Li Wenliang, qui décédera par la suite de la Covid-19, diffuse à un groupe d’amis une photo des résultats de test d’un patient transmise par Ai Fen, où elle avait entouré de rouge les mots « coronavirus Sras ». Il fait partie des huit médecins convoqués par la suite et sermonnés par la police pour diffusion de rumeurs. Ai Fen reçoit l'ordre de ses supérieurs de ne plus communiquer.
Une pneumonie inconnue est décrite le 20 décembre 2019. Le 31 décembre une unité médicale dédiée est mise en place. Le marché de Wuhan est fermé le 1er janvier. Le 2 janvier des tests PCR de dernière génération révèlent un nouveau virus, le 2019-nCov, chez 41 des 59 patients testés, dont la moitié avait un lien avec le marché au poisson de Wuhan. Le 9 janvier un premier patient (61 ans) meurt, puis un autre (69 ans) le 14 janvier[réf. nécessaire].
Le 11 janvier, le laboratoire de Shanghai publie le nouveau génome du coronavirus ; il est fermé le lendemain par les autorités pour « rectification »,. Le gouvernement chinois impose ensuite une approbation avant toute publication de recherche sur l'origine du nouveau coronavirus. Plusieurs des médecins et des journalistes qui ont signalé la propagation très tôt ont disparu.
Le 14 janvier, la Commission nationale de la santé alerte les plus hautes instances du pays de la dangerosité du coronavirus identifié deux semaines plus tôt à Wuhan, évoquant « le défi le plus grave depuis le SRAS en 2003 » et un virus « susceptible de se transformer en un événement majeur de santé publique ». Un plan d’urgence est lancé et des centaines de lits préparés dans les hôpitaux, dans le secret jusqu'à la prise de parole de Xi Jinping le 20 janvier : entre-temps, les officiels chinois soutiennent que le virus est peu contagieux et l’Organisation mondiale de la santé vante la « transparence » du pays,.
Le 15 janvier, le Centre pour le contrôle et la prévention des maladies déclenche, en interne, la réponse d’urgence la plus élevée, et ordonne à la province de Hubei, où se trouve Wuhan, de commencer à relever les températures aux aéroports, stations de bus et de train et d’interdire les rassemblements. Le même jour, le responsable du centre d’urgence du Centre pour le contrôle et la prévention des maladies, Li Qun, déclare à la télévision : « Nous sommes arrivés au constat que le risque de transmission interhumaine soutenu est faible ». Dans le même temps, il est nommé responsable d’un groupe de travail afin de préparer les plans d’urgence pour la réponse de niveau un.
Le 20 janvier, Xi Jinping s’exprime pour la première fois sur le nouveau coronavirus et déclare qu’il doit être « pris au sérieux ». Zhong Nanshan, épidémiologiste réputé, déclare publiquement qu’il est transmissible d’être humain à être humain.
La transmission inter-humaine est confirmée le 20 janvier dans le Guangdong, par Zhong Nanshan, chef de la commission de la santé enquêtant sur l'épidémie,. L'OMS craint que l'épidémie ne s'étende avec le pic des voyages en Chine lié au Nouvel An chinois[réf. nécessaire].
Le 22 janvier, selon le vice-ministre chinois de la Commission nationale de la santé, Li Bin, ce virus « pourrait muter et se propager plus facilement ». Le 25 janvier, le Président Xi Jinping, déclare la situation « grave » ; l'épidémie s'accélère devenant une pandémie le 11 mars.
Le 24 janvier la revue The Lancet montre que les premiers symptômes attribuables rétrospectivement au SARS-CoV-2 datent en fait du 1er décembre 2019 chez un seul patient n'ayant pas fréquenté le marché, de même qu'un tiers des 41 cas diagnostiqués le 2 janvier 2020 : la pandémie pourrait donc être née ailleurs que sur le marché de Wuhan,.
Le 26 janvier, pour Neil Ferguson, expert en santé publique de l'Imperial College de Londres : environ 100 000 personnes seraient déjà infectées. La Faculté de médecine de Hong-Kong porte ce nombre à 43 000 au 27 janvier,. Le même jour, la Commission nationale de la santé de Chine déclare que 30 453 personnes sont sous observation sans préciser par quels moyens.
Le 13 février, en Chine les critères de diagnostic de la maladie changent, ce qui augmente le nombre de cas. En effet, débordés, les hôpitaux du Hubei se basaient sur une radio des poumons, sans analyse de prélèvements ; soigner et isoler plus tôt les malades était prioritaire, et les résultats du test nécessitent 48 heures alors que le diagnostic radiographique est immédiat. De plus, le système de santé chinois ne rembourse les soins qu'aux malades testés positifs. Pour les autres, la facture est de plusieurs milliers voire dizaine de milliers d'euros. Beaucoup hésitaient à se soumettre au test.

### Progression du coronavirus en république populaire de Chine
La république populaire de Chine modifie deux fois les méthodes de comptage des malades. Le 13 février 2020, sont introduits des critères d'imagerie médicale que le patient soit testé positif ou non pour la recherche du virus par PCR sur un prélèvement dans la gorge. Ce premier changement explique l'augmentation brutale des cas au 13 février. Une semaine après, la Chine revenait au critère uniquement virologique.
Macao et Hong Kong déclarent chacun un cas le 22 janvier.
Le 30 janvier, après la découverte d'un cas à Lhassa, le chef-lieu de la région autonome du Tibet jusqu'ici épargnée, toutes les régions chinoises sont infectées.
Début février, le nombre de décès en république populaire de Chine dépasse celui de l'épidémie de SRAS en 2002-2003.

Évolution de la pandémie en Chine entre le 12 janvier 2020- et le 31 mai 2020,,. En rouge les décès cumulés, en jaune les cas sous traitement, en violet le nombre de nouveaux cas et en bleu les patients guéris.

### Doutes sur la fiabilité des informations et des statistiques chinoises
Des doutes sur la fiabilité des informations fournies par la Chine se sont fait jour assez rapidement, notamment en raison des erreurs et de la censure à Wuhan. Ainsi, le Financial Times note début février que le nombre officiel de cas recensés par l'autorité sanitaire de la ville ne change pas entre les 2 et 16 janvier, période durant laquelle des millions d'habitants de la ville se déplacent à travers le pays en prévision du nouvel an chinois. Néanmoins, un radiologue de Wuhan est cité le 15 janvier dans le média Caixin comme ayant identifié cinquante nouveaux cas ce jour-là, et l'agence de presse nationale Xinhua publie un article sur un médecin tombé malade le 11 janvier. Frédéric Lemaître, correspondant du Monde à Pékin, souligne en conséquence que « si autant de personnes doutent des chiffres officiels, c’est que la Chine a perdu la bataille de la communication… ». Les raisons des doutes qu'il formule alors tiennent au fait que la Chine a dissimulé l'importance de l'épidémie pendant trois semaines, qu'une censure a été exercée envers tous ceux qui cherchaient à enquêter, et enfin à l'ampleur des moyens mis en œuvre avec notamment la mise en quarantaine de toute la province du Hubei, qui laissaient penser que des telles mesures dissimulaient une situation beaucoup plus grave qu'annoncé.
Vers la fin du mois de mars, un certain nombre de sources commencent à mettre en cause la fiabilité et même la réalité des statistiques de mortalité chinoises,,,,.
Selon l'infectiologue Karine Lacombe, de nombreux éléments des informations transmises par la Chine semblent douteux : selon elle, l'épidémie a sans doute commencé en Chine beaucoup plus tôt qu'annoncé, probablement dès le mois de septembre 2019 ; quant aux chiffres de mortalité annoncés, ils semblent difficiles à croire au vu de la mortalité constatée en Italie ou en Espagne. De son côté, Patrick Berche, ancien directeur de l'institut Pasteur, a également beaucoup de mal à croire à la réalité du nombre de morts annoncé par la Chine, même en prenant en compte les mesures de confinement prises. Le nombre d'urnes funéraires reçues par plusieurs salons funéraires de Wuhan accroît encore le doute, puisque certains salons ont reçu chacun des quantités d'urnes égales ou supérieures à la totalité des morts du coronavirus déclarés par la Chine pour la ville de Wuhan (soit 2 535 morts).
Ouest-France revient également sur la disparité considérable entre les livraisons d'urnes funéraires faites aux huit funérariums de la ville de Wuhan (plusieurs milliers d'urnes pour chacun) et le nombre total de morts du coronavirus annoncé pour la ville. L'opacité est accrue par le fait que, selon les journalistes de l'agence Bloomberg, six des huit funérariums de Wuhan ont déclaré ne pas être autorisés à divulguer des chiffres. Ces informations sont également passées en revue par Europe 1 et par La Libre Belgique.
Fox News met également fortement en doute le décompte officiel des morts de Wuhan (2 535 morts), l'activité extrême des crématoriums de la ville pendant l'épidémie conduisant plutôt à un nombre de décès de 42 000 personnes, voire de plus de 46 000. En revanche, si une baisse pendant la crise du nombre d'abonnements téléphoniques, de 21 millions d'usagers pour les portables et de 850 000 pour les lignes fixes, semble avérée et peut paraître étrange pendant un confinement, AP News attribue cette baisse au changement des habitudes et des relations sociales pendant l'épidémie, entrainant notamment la résiliation d'abonnements multiples.
La Libre Belgique avance plusieurs hypothèses pour expliquer un tel décalage entre les chiffres officiels et la réalité probable : tout d'abord, les autorités chinoises, comme les autres pays de façon générale, ne prennent en compte que les morts constatées dans les hôpitaux ; mais ceux-ci auraient été tellement submergés par l'afflux brutal des malades que de nombreuses personnes seraient mortes chez elles, faute de pouvoir être admises à l'hôpital. D'autre part, de nombreuses personnes seraient mortes après avoir été victimes de symptômes similaires à ceux de la Covid-19 mais sans avoir jamais été testées, et ne figureraient donc pas dans les statistiques officielles.
Deborah Birx, l'immunologiste du département d'État qui conseille la Maison blanche sur les mesures à prendre pour faire face à la pandémie, a déclaré mardi 31 mars que les statistiques officielles publiées par la Chine avaient influencé la façon dont le reste du monde avait appréhendé la nature du virus. Cette déclaration fait suite à un rapport classifié des services de renseignements américains remis la semaine précédente à la Maison blanche, affirmant en substance que la Chine avait dissimulé l'étendue de l'épidémie de coronavirus chez eux, en sous-estimant dans leurs statistiques à la fois le nombre total de cas et le nombre de morts dus à la maladie,,.
Mercredi 15 avril 2020, le gouvernement américain, en la personne de Mike Pompeo, remet en cause l'origine de l'épidémie, en lançant une enquête sur l'hypothèse selon laquelle le SARS-CoV-2 proviendrait d'un laboratoire situé à Wuhan qui travaillait sur les virus d'origine animale, et non du marché de poissons de Wuhan comme on le pensait jusque là. The Washington Post rappelle à ce sujet que l'ambassade américaine en Chine avait alerté par deux fois le département d'État américain, deux ans auparavant, sur les mesures de sécurité insuffisantes mises en œuvre par l'Institut de virologie de Wuhan.
Deux jours plus tard, le 17 avril 2020, il est annoncé que le bilan des décès constatés à Wuhan a été révisé en hausse de 1 300 morts environ par les autorités chinoises, pour atteindre le nouveau chiffre officiel de 3 869 morts pour la seule ville de Wuhan.
Le 24 avril, le professeur Petr Chumakov, chercheur en chef à l'Institut Engelhardt de biologie moléculaire de Moscou, déclare au journal Moskovski Komsomolets que les scientifiques du laboratoire de Wuhan sont activement impliqués dans le développement de diverses variantes de coronavirus depuis plus de dix ans. Il soutient que les chercheurs chinois, à des fins de recherche et sans intention malveillante, ont modifié le génome pour que le virus puisse infecter les cellules humaines.
Le 3 mai 2020, Mike Pompeo réitère ses accusations contre la Chine et affirme qu’il existe un « nombre significatif de preuves » que le nouveau coronavirus provient d'un laboratoire de la ville chinoise de Wuhan. Il refuse cependant de livrer les preuves à l'appui de son affirmation. Les services de renseignement américains avaient annoncé peu auparavant être parvenus à la conclusion que le nouveau coronavirus n’avait pas été créé par l’Homme ou modifié génétiquement : « Les services de renseignements rejoignent le large consensus de la communauté scientifique pour convenir que le virus de la Covid-19 n’a pas été créé par l’Homme ou modifié génétiquement », selon le communiqué de la direction nationale du renseignement, mais n’excluent pas qu’un accident à l’institut de virologie de Wuhan puisse être à l’origine de la pandémie.
La très grande majorité des études scientifiques concluent que la Covid-19 est d'origine animale. Aucune trace d'une quelconque intervention humaine n'a été relevée.

### Censure et propagande du gouvernement chinois

#### Censure

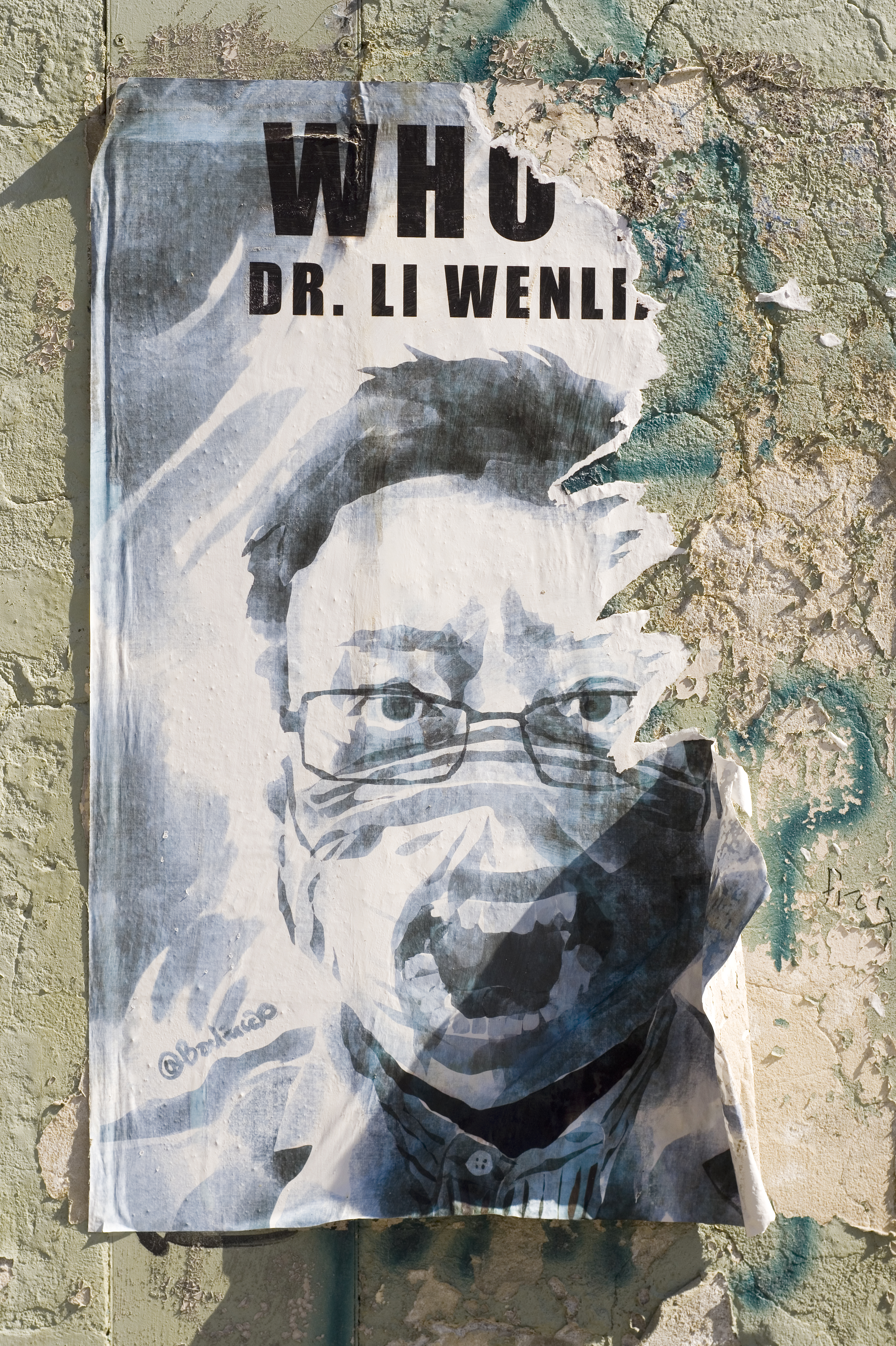
Le 30 décembre 2019, Li Wenliang, ophtalmologue hospitalier, alerte ses confrères sur un virus dont sont atteints plusieurs patients de son hôpital de Wuhan, qui lui semble être proche de celui du SRAS (le SRAS-CoV). Ce virus provoque ultérieurement la pandémie de Covid-19.

Le virus est apparu dès décembre à Wuhan, cependant les autorités chinoises n'ont officiellement reconnu la gravité de l'épidémie[à définir] que le 20 janvier. Entre temps, toute référence au nouveau coronavirus a été censurée. C'est ce que montre une étude canadienne qui a analysé les termes censurés sur l'internet chinois pendant cette période. Cette étude révèle notamment qu'à partir de fin décembre, la messagerie WeChat a bloqué des mots-clefs tels que « pneumonie inconnue de Wuhan » ou « virus ».
Le 1er janvier, huit médecins de Wuhan sont arrêtés et accusés de diffuser de fausses informations sur le virus. Ils travaillent au service de neurologie de l'hôpital de la Croix-Rouge, à l'université de médecine ou au centre de cancérologie. Parmi eux, Li Wenliang, mort du coronavirus peu après, accusé d'avoir annoncé que sept de ses patients étaient atteints du SRAS, a été forcé par la police à signer un engagement à ne plus publier de tels messages.
Le 12 janvier, le laboratoire du Shanghai Public Health Clinical Center est fermé pour « rectification ». La veille, l'équipe du professeur Zhang Yongzhen de ce laboratoire avait publié les premières recherches sur le génome du SARS-CoV-2.
Depuis le 20 janvier et contrairement à ce qui s'était passé lors de l'épidémie de SRAS en 2002-2003, la république populaire de Chine communique beaucoup sur cette pandémie bien que les autorités n'aient pas immédiatement perçu la gravité de la situation, par exemple, en n'annulant pas un banquet de 40 000 personnes le 19 janvier, quatre jours avant la mise en quarantaine de Wuhan, ce que le maire de la ville reconnaîtra publiquement être une erreur. Néanmoins, la presse fait savoir que critiquer le gouvernement au sujet de sa lutte contre la pandémie est passible de prison.
Le 28 janvier, la Cour populaire suprême chinoise réhabilite les huit médecins arrêtés le 1er janvier. Les réseaux sociaux chinois se sont emparés de l'affaire, accusant notamment le pouvoir de vouloir cacher la gravité de la situation. Cette réhabilitation pourrait être une réponse aux critiques sur sa gestion de crise, tout en reportant la faute sur les autorités politiques locales ensuite accusées d'avoir fait pression sur les scientifiques et d'avoir minimisé l'étendue de l'épidémie.L'épidémie est également l'occasion pour le régime de renforcer la censure d'Internet. Début février, le contrôle des réseaux sociaux a été renforcé. Les géants chinois d'internet ont été placés sous contrôle direct du régime.

#### Propagande du gouvernement chinois
Selon plusieurs médias, et depuis les tout débuts de l'épidémie, le gouvernement chinois essaye de minimiser voire de nier son implication dans la pandémie, usant de divers moyens de désinformation pour rejeter la faute sur d'autres, et tente de mettre en avant l'aide désintéressée qu'il apporterait aux pays occidentaux, semblant oublier l'appel à l'aide internationale qu'il a lui-même déclenché en janvier et le fait que les prix des produits qu'il vend aux pays occidentaux subissent des hausses très importantes à cause de la très forte demande internationale. Sur Twitter, une campagne de désinformation populaire est suspectée, au vu de l'activité de milliers de comptes publiant et partageant presque exclusivement des messages soutenant la réponse de la Chine à l'épidémie, et rejetant la faute sur les États-Unis.

## Propagation mondiale du coronavirus
La pandémie aurait émergé sur un marché de Wuhan mi-novembre 2019. Elle se répand en Chine puis dans les pays voisins. Plusieurs navires de croisières sont touchés par la maladie,,,,.

### Afrique
Alors qu’on prédisait un cataclysme sanitaire, le continent africain a été relativement épargné par la pandémie de Covid-19[réf. nécessaire].Au 20 juillet 2021, selon le Centre Africain pour le Contrôle et la Prévention des Maladies, en Afrique il y a eu 6 267 776 cas cumulés et un total de 158 697 morts.

### Asie

#### Corée du Sud

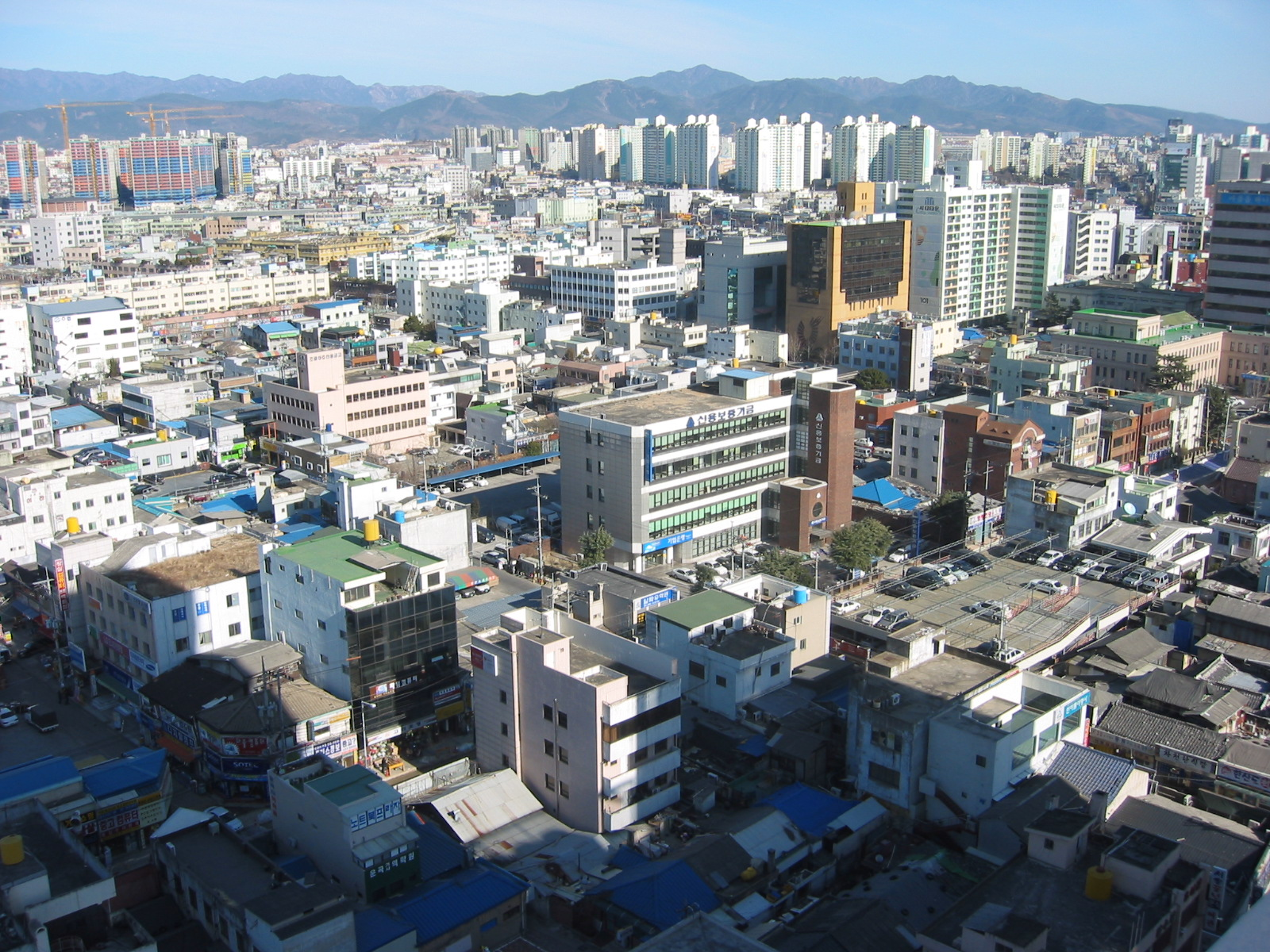
Vue de la partie nord-est de la ville de Daegu.

La Corée du Sud constitue dès la fin du mois de février le plus important foyer de l'épidémie hors de la Chine, en grande partie autour de Daegu, 2,5 millions d'habitants, qui prend « des allures de ville morte ». L'Église Shincheonji de Jésus, secte chrétienne dont les fidèles pensent que le fondateur Lee Man-hee emmènera 144 000 personnes au paradis le jour du Jugement dernier, y est implantée. Fiévreuse le 10 février mais diagnostiquée seulement le 18 février 2020 comme le 31e cas du pays, un mois après le premier, une de ses fidèles a côtoyé 1 160 personnes lors de deux services religieux et d'un diner en groupe. Vingt nouveaux cas sont dépistés le lendemain, puis 53 le 20 pour un total de 833 contaminations le 24. Le maire de Daegu relève alors qu'environ 85 % des 292 cas enregistrés dans sa ville ont un lien avec la secte, dont 9 300 membres à Daegu sont placés en quarantaine ou à l'isolement chez eux. Ces fidèles constituent 129 des 161 nouveaux cas observés sur la seule journée du 24 février, selon le Centre coréen pour le contrôle et la prévention des maladies. Dix-huit d'entre eux rentraient d'un pèlerinage en Israël. Le second foyer de contagion du pays est à l'hôpital Daenam de Cheongdo, à une quarantaine de kilomètres de Daegu, avec plus d'une centaine de cas, pour la plupart traités pour des problèmes psychiatriques. Le 23 février, alors que l'épidémie a fait cinq morts, puis deux autres le lendemain, le président coréen Moon Jae-in a prolongé d'une semaine la fermeture des écoles du pays et décidé de renforcer pendant deux semaines la surveillance des personnes en provenance de Chine.

### Europe

#### Allemagne
En Allemagne, le premier cas de COVID-19 a été enregistré dans le Land de Bavière le 27 janvier 2020. Le nombre quotidien de cas a commencé à diminuer après le 8 avril. Au 19 avril 2020, 145 742 cas ont été signalés avec 4 642 décès et environ 81 800 guérisons,,.
Le 2 novembre 2020, les données publiées par l'Institut Robert Koch (RKI) ont montré que les cas confirmés de coronavirus en Allemagne ont augmenté de 12 097 à 545 027.
L'astrazeneca est disponible pour tous depuis le 22 avril 2021. En mai 2021, de nombreuses personnes veulent se faire vacciner.

#### Autriche

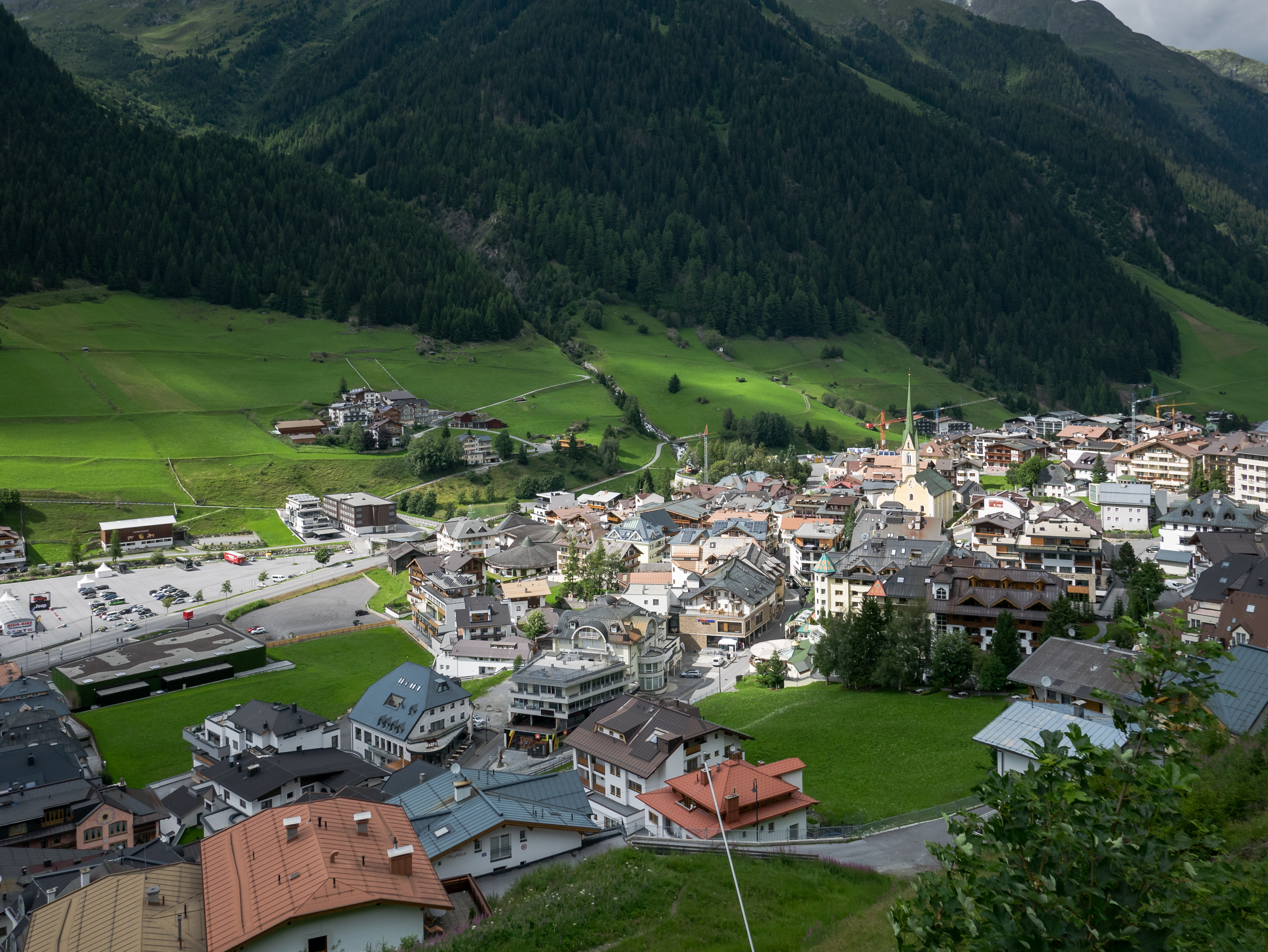
Ischgl, en Autriche.

« Le Kitzloch », un bar de la station de ski autrichienne d'Ischgl, appelée « l'Ibiza des Alpes », dans le Tyrol, car elle attire chaque année des milliers de touristes, devient un relais notable de dissémination vers l'ensemble de l'Europe, avec des cas avérés de transmission vers le Danemark, l'Allemagne, l'Islande et l'Autriche,. Selon les gouvernements de plusieurs pays scandinaves, ce chalet-bar a conduit à contaminer des centaines de leurs ressortissants, car il s'y pratique le bière-pong — un jeu américain avec échange de salive —, où on lance avec la bouche, une balle en plastique de verre en verre, tandis que pour se frayer un chemin à travers l'assistance des bars, les serveurs utilisent parfois des sifflets, dans lesquels des fêtards soufflent à l’occasion. Le bar était étroit et bondé, selon un touriste danois contaminé. Sur les vidéos postées sur les réseaux sociaux, on voit des dizaines de Scandinaves chanter, collés les uns aux autres, bière à la main. Selon les estimations officielles, près de la moitié des 907 contaminés en Norvège, un tiers des 785 au Danemark et un sur six en Suède revenaient des stations de ski du Tyrol autrichien, principalement de celle d'Ischgl. Pour les autres pays, aucune estimation n'a été publiée. Le problème surgit quand sont détectés le 1er mars plusieurs cas positifs chez des Islandais revenus de la station. Tous les Islandais en revenant sont alors mis en quarantaine mais les autorités autrichiennes rétorquent « qu’il y a peu de chance d’un point de vue médical que les contaminations se soient produites au Tyrol ». Un serveur de 36 ans est dépisté le 7 mars et 22 personnes de son entourage mises en quarantaine, dont 16 déclarées positives le 9 mars. Entre-temps, Anita Luckner-Hornischer, du département de la santé du Tyrol, maintient des propos rassurants le 8 mars. Le bar est finalement fermé le 10 mars, dix jours après les dépistages en Irlande, et la station d’Ischgl, le 12, la commune étant mise en quarantaine le lendemain tandis que tout le Tyrol est confiné à partir du dimanche 15 mars. Les frontières avec la Lombardie ont par ailleurs été fermées le 11 mars. La région du Tyrol, critiquée pour ces retards, ne pouvait « prendre des mesures » qu'à partir d'« informations confirmées », selon un porte-parole interviewé par le quotidien Die Presse.

#### France

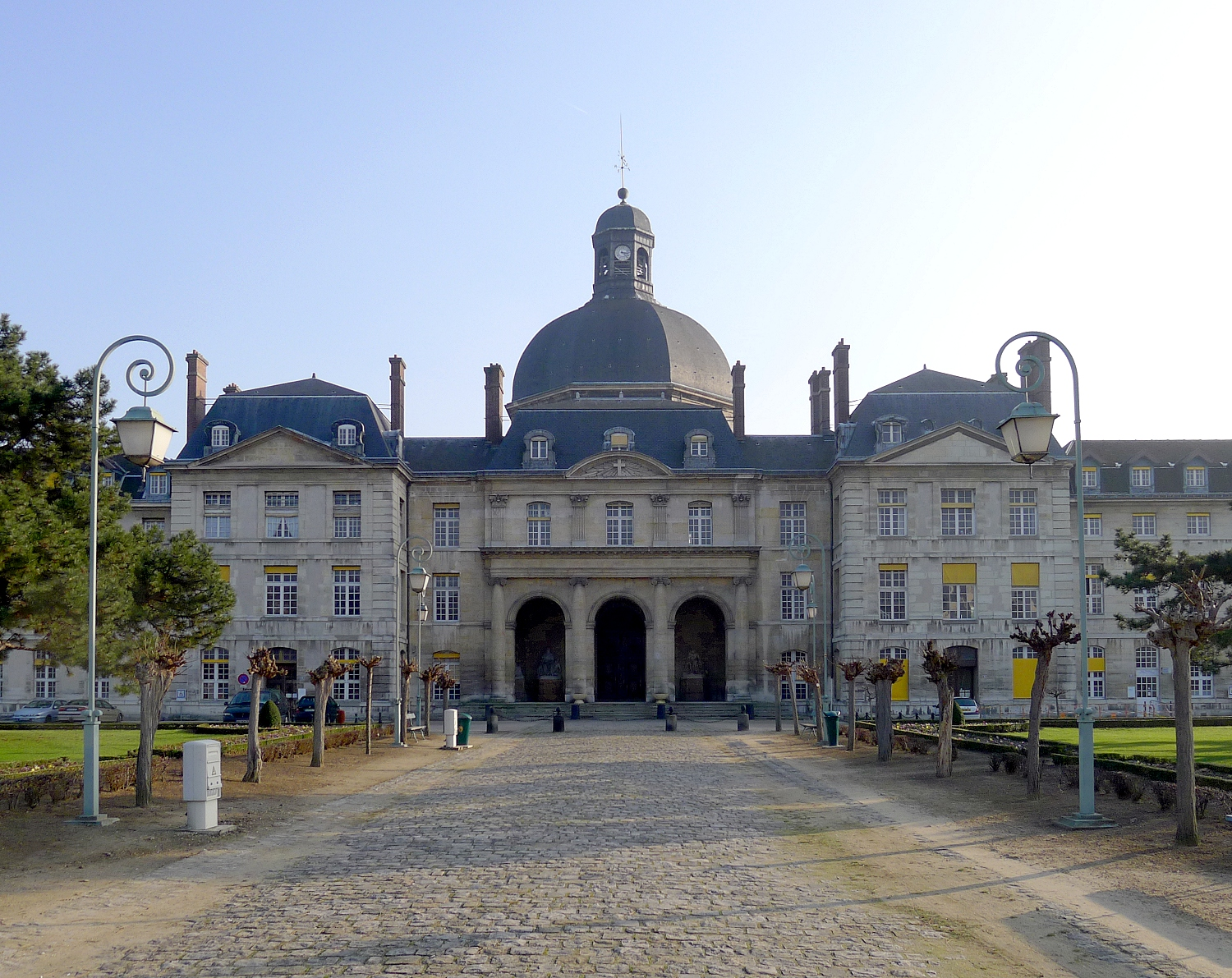
L'hôpital de la Pitié-Salpêtrière, à Paris.

Le 31 janvier, un Airbus A340 de l’Escadron 3/60 Estérel, basé à Creil dans l'Oise, rapatrie 193 ressortissants français de Wuhan jugés tous asymptomatiques après contrôle médical,. Les aviateurs équipés de masque FFP2, n’ont pas posé pied en Chine,, puis passent 14 jours à domicile, pour un « protocole de surveillance »,. Rentré de Chine le 22 janvier, le commercial agricole Laurent Chu est le premier patient Covid-19 officiel, hospitalisé à Bordeaux.
Un enseignant de 60 ans du collège Jean-de-La-Fontaine de Crépy-en-Valois dans l'Oise, habitant à Vaumoise, décède dans la nuit du 25 au 26 février sans s'être jamais rendu dans une zone à risque,. Il était en arrêt de travail depuis le 12 février, deux jours avant les vacances scolaires puis en réanimation à l'hôpital de Compiègne où son infection n'a été découverte qu'à son transfert à l'hôpital de la Pitié-Salpétrière de Paris, selon un membre du personnel. Le gouvernement annonce le 26 février deux hospitalisations, à Paris une Franco-Chinoise de 33 ans, revenue de Chine le 7 février et à Annecy un Français de 64 ans, de retour de Lombardie, puis une troisième, un militaire de 55 ans de la base de Creil dans « un état grave » au CHU d'Amiens après avoir été en réanimation à celui de Compiègne. Le Parisien révèle le 28 février qu'ils ont été contaminés, par l'un des aviateurs puis que 18 personnes ont été testées positives le 28 février dans l'Oise. Trois malades sont constatés le 27 février, puis d'autres, hospitalisés à Tourcoing et dans l'Oise, parmi les 2 300 salariés de la base de Creil,, dont la moitié sont renvoyés chez eux le 3 mars. Deux autres rapatriements ont lieu les 2 et 9 février, mais par des vols et du personnel civil.
Le 17 février débute à Mulhouse, en Alsace, un rassemblement évangélique de quatre jours de 2 500 personnes venues de tout le pays. Le médecin qui y a participé estimera à 2 000 les participants contaminés, relevant l'estimation initiale d'un millier. Très tôt, cela conduit à contaminer de nombreuses personnes à travers le pays.
Le 7 juillet 2020, une enquête judiciaire est ouverte sur la gestion de la crise de la Covid-19 par les ministres Édouard Philippe, Olivier Véran et Agnès Buzyn à la Cour de justice de la République,. Édouard Philippe déclare devant les députés : « J'ai été frappé depuis le début de cette crise par le nombre de commentateurs ayant une vision parfaitement claire de ce qu'il aurait fallu faire selon eux à chaque instant ». « La modernité les a souvent fait passer du café du commerce à certains plateaux de télévision ; les courbes d’audience y gagnent ce que la convivialité des bistrots y perd, mais cela ne grandit pas, je le crains, le débat public », a-t-il ajouté. Il a également regretté le rôle joué, « en ces temps de démocratie médiatique », par les « réseaux pas très sociaux mais très colériques, d'immédiateté nerveuse ».

#### Italie
En Italie, selon une étude du mars 2020, le virus aurait pu circuler dès janvier sans avoir été identifié,. Le 19 février, 40 000 Bergamasques et 2 500 supporters espagnols assistent à un match de foot à Milan contre Valence, où une personne est décédée du coronavirus le 13 février sans qu'on ne puisse le découvrir avant le 3 mars via un test post-mortem, et au cours duquel le virus a probablement circulé selon les avis exprimés par des médecins en mars. Si la province de Bergame, fortement urbanisée autour de la ville du même nom, ne représente que 1,5 % de la population italienne, elle va subir le tiers des décès officiels de l'Italie en mars, selon une enquête auprès des 243 municipalités, en raison de la saturation très rapide des hôpitaux[réf. nécessaire].

### Moyen-Orient

#### Bahreïn
Le virus est détecté dans le pays le 21 février 2020.
Le gouvernement a annoncé la fermeture de toutes les entreprises non essentielles à partir du 26 mars 2020. Les exceptions à cette règle ont été les supermarchés, les banques, les boulangeries et les établissements de santé. La fermeture a pris effet le 26 mars 2020 et a été levée le 9 avril 2020. Tous les commerces seront autorisés à rouvrir du 9 au 23 avril 2020. Le pays n'a pas mis en place de confinement et a enregistré la plus faible réduction de mobilité (-21,2 %) parmi les États du Conseil de coopération du Golfe.
Entre le 21 février 2020 et le 31 mai 2021, le pays compte 240 531 cas confirmés pour 980 décès. Au total, 4 643 466 tests PCR ont été effectués depuis le début de la pandémie,. En juin 2021, le pays incite ses habitants ayant reçu deux doses du vaccin Sinopharm à recevoir une troisième dose faisant office de rappel. Différents vaccins ont été validés par les autorités du pays.

#### Émirats arabes unis
Le virus est détecté dans le pays le 28 janvier 2020.Une politique de tests à grande échelle est déployée dans le pays pour contenir les foyers de contamination, ainsi que des infrastructures de décontamination dans certains lieux publics essentiels.
Un million de tests ont été réalisés dans le pays entre mars et janvier 2020. Le système de santé a été fortement mis à contribution, notamment pour les populations immigrées, qui représentent 90 % des habitants du pays.
Entre le 18 mars 2020 et le 2 juin 2021, le pays compte 1 684 décès et 57 804 cas confirmés pour une population de 9,77 millions d’habitants.L'OMS souligne que la prise en charge des soins des migrants, qui représentent 90 % de la population, a permis de limiter la diffusion du virus.Le pays produit sur place l'un des vaccins, renommé Hayat-Vax.

#### Syrie
Les autorités refusent de fournir des informations transparentes et cohérentes sur l’épidémie de Covid-19 qui se propage rapidement dans le pays. Officiellement, 45 cas de contamination, dont trois décès, ont été recensés[réf. nécessaire]. Début avril 2020, le ministre de la Santé Nizar Yaziji indique que la chloroquine est un des médicaments adoptés dans le protocole thérapeutique du pays pour faire face au virus, la molécule est fabriquée sur place dans des laboratoires privés.

### Amérique

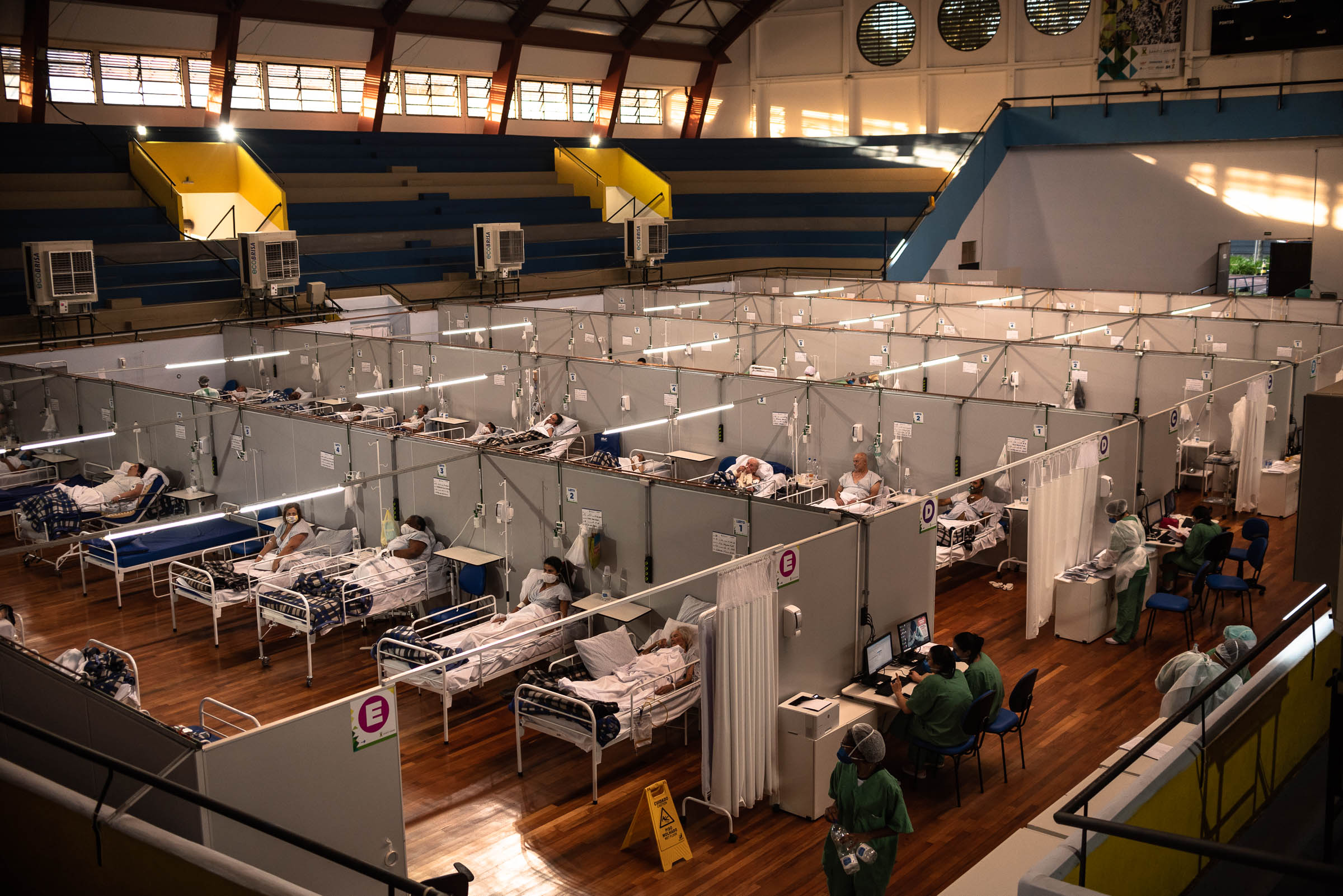
Hôpital pour Covid, Brésil.
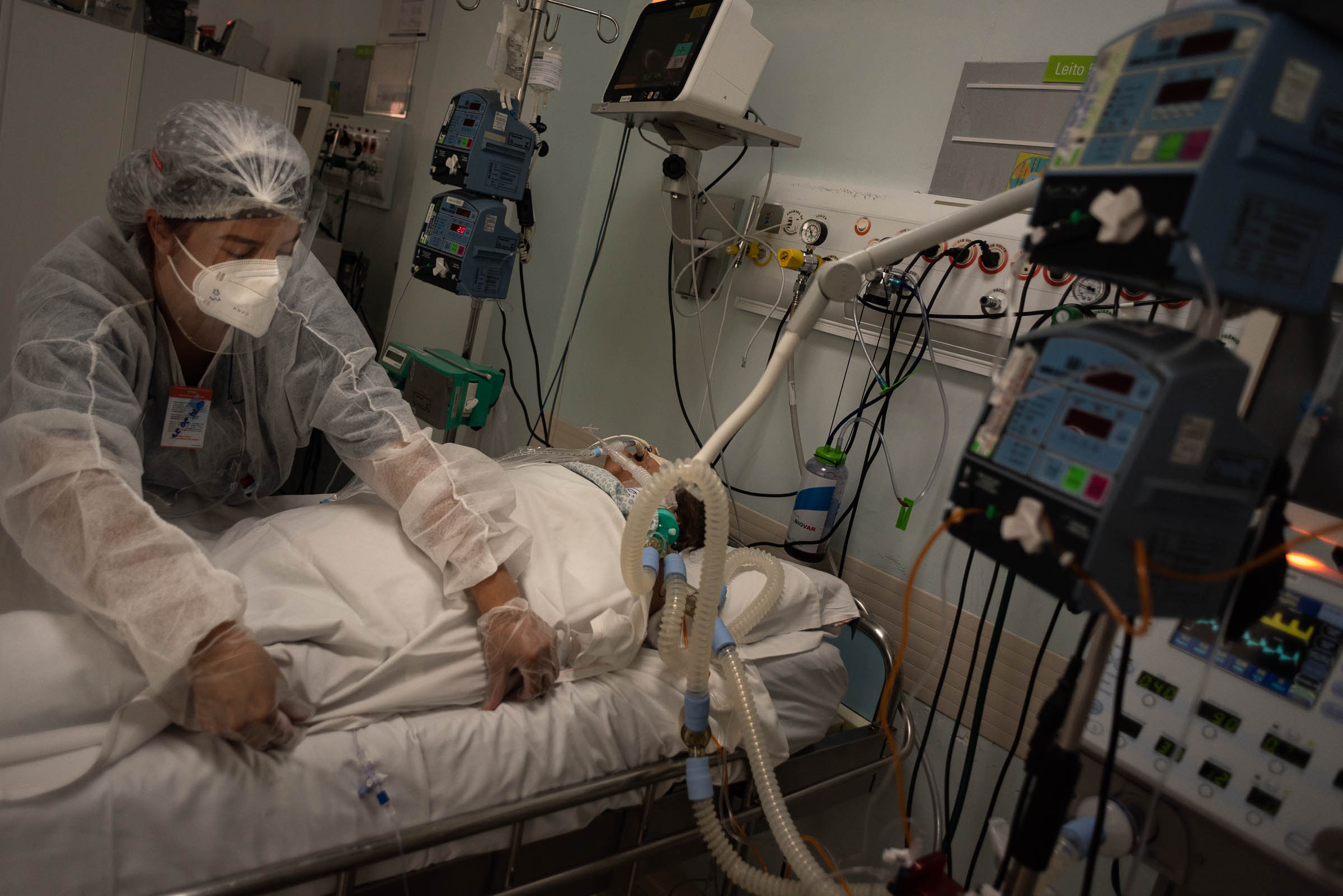
Unité de soins intensifs, Brésil.
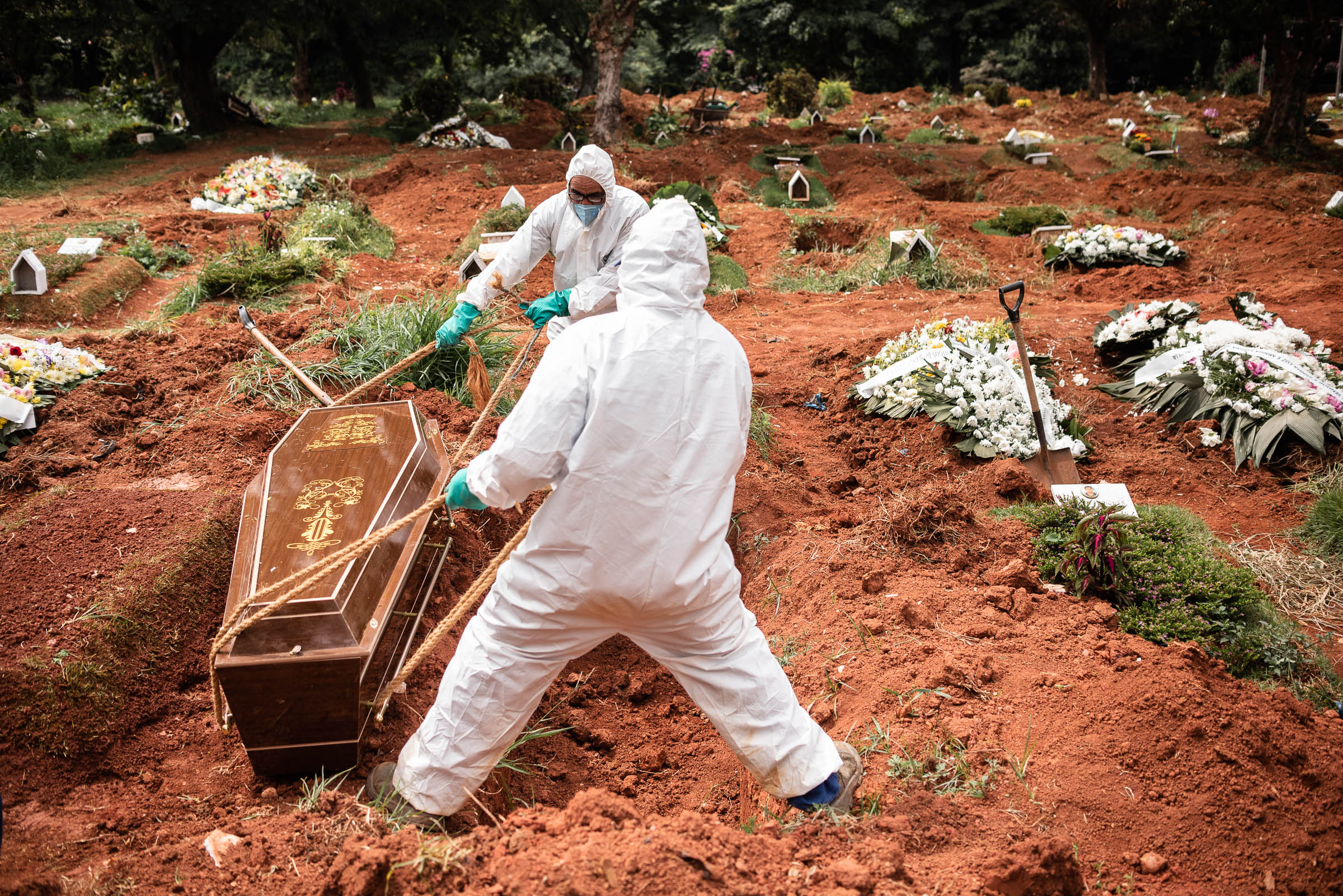
Mort de COVID-19, Vila Alpina, Sao paolo, Brésil.

| Continent         | Pays       | 1er cas officiellement confirmé | 1er décès officiellement confirmé |
| ----------------- | ---------- | --- | --- |
| Amérique du Nord  | Canada     | Le 28 janvier. Ce 1er cas a été signalé au Québec. Il s'agit d'une femme de retour d'Iran qui a été hospitalisée quelques jours plus tard à l'hôpital de Verdun, près de Montréal.         | Le 8 mars. C'est un octogénaire qui est décédé. Cette personne avait déjà des problèmes de santé.                                                   |
| Amérique du Nord  | États-Unis | Le 21 janvier. Aux États-Unis, le 1er cas était un homme de retour d'une visite familiale à Wuhan, en Chine. En effet, c'est de cette ville qu'est parti le virus.                         | Le 29 février. |
| Amérique du Nord  | Mexique    | Le 28 février. | Le 19 mars. Il s'agit d'un homme de 41 ans. Atteint de diabète sucré, il aurait été contaminé lors d'un concert de rock qui s'était tenu le 3 mars. |
| Amérique centrale | Belize     | Le 23 mars. Il s'agit d'une Bélizienne qui est revenue à San Pedro Town de Los Angeles, en Californie. À la suite de l'annonce de ce cas, tous les vols ont été cloués au sol.             | - Le pays a enregistré 2 décès au total au 7 mai.                                                                                                   |
| Amérique du Sud   | Brésil     | Le 26 février. Ce cas concernait une personne qui avait voyagé en Italie. | Le 17 mars. |
| Amérique du Sud   | Équateur   | Le 14 février. Ce cas concernait une septuagénaire équatorienne résidant en Espagne. Elle était revenue en Équateur ce même jour.                                                          | - Le pays a enregistré 576 décès au total au 10 mai.                                                                                                |
| Amérique du Sud   | Guyana     | Le 11 mars. Il s'agit d'une femme de 52 ans qui avait des problèmes de santé. | (Aucune information) |
| Amérique du Sud   | Pérou      | Le 6 mars. Le 1er cas détecté au Pérou concernait un jeune homme de 25 ans qui a séjourné en Espagne, en France et en Tchéquie. Le virus était déjà présent dans ces trois pays européens. | - Le pays a enregistré 1 444 décès au total le 6 mai.                                                                                               |
| Amérique du Sud   | Venezuela  | Le 13 mars. Ce jour-là, ce sont 2 cas de Covid-19 qui ont été confirmés. | Le 26 mars. |

### Amérique du Nord
Le 25 février 2020, le carnaval de La Nouvelle-Orléans offre une formidable caisse de résonance à la maladie qui se développe en Louisiane, passée d'un premier cas le 9 mars à une centaine en sept jours, 300 en onze jours puis 1000 en deux semaines, plus vite que n’importe où dans le monde. Avec des preuves que le virus était présent, des gens « venus du monde entier étaient dans les cortèges » et ont « partagé des colliers, des boissons » selon la tradition carnavalesque du jet de collier de perles en plastique. La maire de la ville, LaToya Cantrell, a accusé État fédéral de ne l'avoir « pas mise en garde » et d'avoir ordonné, seulement le 20 mars, le confinement des 400 000 habitants, suivi, le 24 mars, par celui des 4,6 millions d’habitants de l'État.

### Océanie

#### Australie
Au mois de décembre 2020, l'Australie « n'a enregistré que 908 décès pour 25 millions d'habitants. Le Victoria a été particulièrement touché, concentrant à lui seul 90 % des décès du pays alors qu'il ne représente qu'un quart de la population ».

#### Îles Tonga
Le pays se ferme au monde en 2020 afin d'éviter d'être touché par la maladie. Un premier cas de Covid est déclaré en octobre 2021[réf. nécessaire].
À la suite de l'éruption du Hunga Tonga en janvier 2022, deux cas de Covid sont déclarés. Les deux personnes malades ont participé à l'acheminement de l'aide humanitaire en la débarquant au port.

### Cas particuliers des communautés autochtones isolées
Dans divers pays, les communautés indigènes et/ou isolées « partagent des caractéristiques communes qui les rendent particulièrement vulnérables aux complications et à la mortalité liées à la Covid-19 » ; elles sont souvent la cible de stigmatisation ou de discrimination et elles ont par le passé été décimées par des épidémies ou pandémies, notamment « respiratoires » (rhumes notamment induits par des coronavirus, tuberculose et grippe…) mais aussi par la variole, la rougeole et d'autres maladies qui ont in fine fait disparaitre environ 80 % des Amérindiens après l'arrivée des occidentaux,. et elles ont peu d'accès à l'eau chlorée, au savon et à un réseau d'assainissement (et encore moins aux tests, masques ou gel hydro alcoolique), par ailleurs l'accès à l'hôpital est long, parfois dangereux et implique d'emprunter des moyens de transports souvent bondés propices à la contagion, et les indigènes n'ont généralement pas les moyens de payer leurs soins ; à titre d'exemple récent : en 2009 la pandémie de grippe H1N1 a tué trois à six fois plus d'autochtones que de non autochtones dans les Amériques et le Pacifique. Enfin, isoler un malade peut ne pas être compris ou accepté dans les sociétés traditionnelles[réf. nécessaire].
Ces communautés doivent souvent s'organiser avec plus ou moins d'aides des États souverains. Environ 370 millions de personnes sont concernées dans plus de 90 pays, soit 5 % environ de la population, généralement très éloignée des hôpitaux. Localement, la gestion de crise est rendue plus difficile par l'éloignement, la pauvreté, le racisme, voire par un contexte de guerre ou de violents conflits locaux, par des différences culturelles et linguistiques ou par des interactions complexes avec la scolarisation des enfants, et avec certains réseaux (légaux ou illégaux), par exemple liés à la viande de brousse, à la déforestation ou à l'orpaillage. Parmi les premiers cas de Covid-19 cités, la nation Navajo (États-Unis) a subi plus de décès que tout le reste du Nouveau-Mexique où la population est 13 fois plus grande ; sur sept Amérindiens Yanomami du Brésil testés positifs, trois sont décédés, dont un adolescent de 15 ans.
En Bolivie, où presque un habitant sur deux revendique des origines autochtones, l'État n'a pas publié de directive spécifique aux communautés autochtones, mais des anthropologues, médecins, chefs de tribus et responsables locaux se sont auto-organisés pour créer un « plan de prévention et de confinement en plusieurs phases », s'appuyant sur l'isolement collectif volontaire, mais aussi sur une recherche de contacts entre chasseurs-cueilleurs Tsimane en Amazonie bolivienne. La phase 1 du plan développe l'éducation, la sensibilisation et la préparation. La phase 2 porte sur le confinement volontaire, la prise en charge des malades et la quarantaine. Dans The Lancet, un article du 15 mai 2020 suggère que ce plan peut être adapté à d'autres contextes locaux, pour éviter une mortalité élevée et généralisée dans ces communautés. Avec la crise du coronavirus, plusieurs projets visant à exploiter les ressources naturelles des territoires autochtones ont été mis en œuvre sans aucune consultation préalable des peuples concernés. Depuis le début de la pandémie, la violence n'a d'ailleurs fait qu'augmenter dans leurs lieux de vie.

## Données de la pandémie par pays et territoires
Le 5 mai 2022, l'OMS estime que l'excès de mortalité dans le monde durant les 24 mois de 2020 et 2021 est de 14,91 millions.

## Réactions internationales
En quelques mois, l'humanité est confrontée à une pandémie posant des défis médicaux, économiques et vitaux, souvent de manière dramatique. L’urgence de santé publique déclarée par un nombre croissant d'États, avant ou après l'OMS, et les retours d'expérience de crises sanitaires précédentes, n'empêchent pas que les systèmes de santé seront souvent débordés. Sous l'égide de l'OMS ; comment affronter solidairement (du niveau local à international) la crise, comment répartir les biens et services de santé sans oublier les personnes et populations vulnérables ou marginalisées, séparées de leur famille et de leur communauté ? Comment équilibrer la santé publique avec les libertés civiles ?

### Deux grandes stratégies possibles
Selon une étude exploitant un modèle produit pour la Grande-Bretagne et les États-Unis, utilisé en mars 2020 par l'équipe de réponse à la Covid-19 créée à l'école de santé publique de l'Imperial College, toute action isolée n'aurait que des effets limités ; seule une combinaison adéquate de plusieurs mesures peut avoir un impact substantiel sur la contagion interhumaine. Deux stratégies fondamentales de traitement de cette contagion sont possibles :
1. L'atténuation (mitigation), qui cherche plus à ralentir l'épidémie qu'à l'arrêter, pour réduire la pression sur les services de soins intensifs, tout en protégeant les personnes les plus gravement exposées ; en combinant de manière optimale l'isolement à domicile des cas suspects, la mise en quarantaine à domicile des personnes vivant dans le même ménage que les cas suspects et l'éloignement social des personnes âgées et des personnes les plus à risque de maladie grave, on pourraient selon la modélisation de Fergusson et al. (mi-mars 2020) au Royaume-Uni et aux États-Unis réduire de deux tiers et des décès de moitié[294]. Dans ce cas l'épidémie résiduelle ferait néanmoins des centaines de milliers de morts et submergerait plusieurs fois les systèmes de santé (unités de soins intensifs en particulier)[294] ;

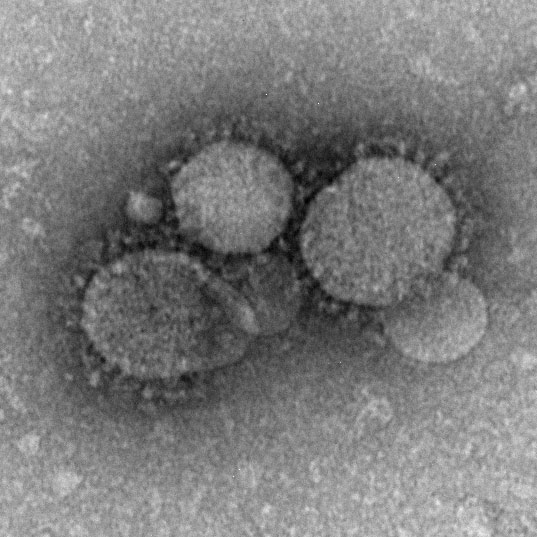
MERS-CoV electron micrograph1.

1. La suppression de la pandémie, option politique privilégiée pour les pays capables d'y parvenir, mais qui pose également des défis majeurs[294]. Les retours d'expérience chinois et sud-coréens montrent que l'épidémie peut être contenue « reste à voir si elle est possible à long terme et si les coûts sociaux et économiques des interventions adoptées jusqu'à présent peuvent être réduits »[294] ; il s'agit alors d'inverser aussi tôt que possible la croissance épidémique, en diminuant le nombre de cas et la contagion interhumaine jusqu'à la diffusion d'un vaccin. Il faut ensuite maintenir cette situation indéfiniment, comme pour le SRAS, le MERS ou Ebola, car le SARS-CoV-2, à l'image des virus grippaux, pourrait persister dans le monde animal[294]. Au Royaume-Uni et aux États-Unis, la suppression nécessitera au moins de judicieusement combiner la distanciation physique dans toute la population, l'isolement des malades à domicile ou à l'hôpital et la quarantaine pour les proches et/ou membres de la famille, avec de possibles fermetures d'écoles et d'universités, en sachant que ces fermetures peuvent avoir des impacts négatifs sur les systèmes de santé (via l'augmentation de l'absentéisme entrainé par les besoins de garde d'enfant)[294]. Cet effort (ou une stratégie aussi efficace de réduction de la contagion) devra être maintenu jusqu'à ce qu'un vaccin soit disponible (18 mois voire plus selon les premières estimations) sinon la contagion rebondira rapidement[294]. Certains modélisateurs estiment que brièvement assouplir certaines mesures de distanciation serait possibles mais à condition de rapidement le réintroduire si le nombre de cas remonte[294].

La première approche se donnait pour objectif de concilier les impératifs de santé publique et les conséquences économiques et sociales. Un an plus tard, fin avril 2021, une étude évalue les conséquences sanitaires et économiques de ces deux approches, donnant un net avantage à la seconde. Selon son auteur, Miquel Oliu-Barton : « On a souvent entendu que la gestion de la pandémie était une affaire de compromis entre la santé et l’économie. Nos résultats montrent le contraire ».

### Début 2020: controverse quant à l'urgence sanitaire internationale

Drapeau de l'Organisation mondiale de la santé.

Le 3 janvier, un article de la revue Science fait état de l'apparition de plusieurs dizaines de cas d'une pneumonie atypique à Wuhan, en Chine. Le 9 janvier, la même revue fait savoir que les autorités chinoises ont identifié un nouveau coronavirus, séquencé son génome, et mis au point un test de dépistage. Le 12 janvier, l'Organisation mondiale de la santé dans son bulletin d’information sur les flambées épidémiques concernant le nouveau coronavirus indique que, selon les informations transmises à l’OMS par les autorités chinoises les 11 et 12 janvier, 41 cas d’infection due au nouveau coronavirus ont été diagnostiqués à Wuhan et que leur occurrence est associée à des expositions sur un marché aux poissons de cette ville. Sept des 41 cas notifiés sont gravement atteints et il y a un décès. Pour les 41 cas confirmés, la date d’apparition des symptômes est comprise entre le 8 décembre 2019 et le 2 janvier 2020. Aucun autre cas n’a été détecté depuis le 3 janvier 2020. Une des mesures de riposte a identifié 763 contacts proches (dont des agents de santé) ; ils sont suivis et aucun autre cas d’infection par le nouveau coronavirus n’a alors été trouvé. Les signes et symptômes en sont principalement la fièvre, parfois une dyspnée, et des infiltrats pulmonaires invasifs bilatéraux, visibles sur les clichés radiographiques. À ce stade, aucun agent de santé semble infecté et il n’y a pas de preuve évidente de transmission interhumaine. Aucun cas n’a été notifié à ce jour en dehors de cette ville. Wuhan est un nœud de transport national et international, mais l’OMS ne recommande aucune mesure sanitaire spécifique pour les voyageurs. En cas de symptômes évocateurs d’une affection respiratoire pendant ou après un voyage, les voyageurs sont invités à consulter un médecin, à qui ils donneront toutes les informations relatives à leur voyage. Sur la base des informations alors disponibles, l’OMS déconseille toute restriction des voyages et du commerce avec la Chine.
Le 23 janvier, l'OMS juge qu'il est prématuré de déclarer l'urgence de santé publique de portée internationale. Bien que son comité d'urgence ait été divisé sur la question, elle confirme cette position le 28 janvier, mais indique que le risque est « très élevé en Chine, élevé au niveau régional et élevé au niveau mondial ». Cette décision serait une réponse à une exigence chinoise, concernant l'impact de la crise sanitaire sur l'économie du pays. L'épidémiologiste Yves Charpak estime pour sa part que « l'urgence de santé publique de portée internationale aurait pu être déclarée plus tôt, et [qu']il y a probablement eu des pressions », mais que celles-ci n'étaient probablement pas le fait de la Chine, mais plutôt, selon lui, « d'États membres influents qui n'avaient pas intérêt à ce que l'urgence soit déclarée trop vite et voulaient par exemple se donner le temps de rapatrier leurs citoyens ».
Le 30 janvier, l'OMS déclare l'état d'urgence de santé publique de portée internationale,,,. À cette date, 18 pays sont touchés, 7 834 personnes identifiées ont été contaminées et 170 sont mortes, toutes en Chine. Quatre pays, l'Allemagne, le Japon, la Thaïlande et les États-Unis, ont également rapporté des cas de contamination inter-humaine. La crainte de l'OMS est alors que cette épidémie puisse atteindre des pays dont le système de santé ne serait pas capable de gérer une crise sanitaire. Pour autant, elle ne recommande pas de limiter les voyages et les échanges internationaux, au rebours de la plupart des décisions gouvernementales.
Le 5 février, la revue Science publie deux découvertes cruciales : l'existence de patients asymptomatiques ou très faiblement symptomatiques potentiellement contagieux et la probabilité d'un taux significatif de formes graves de la maladie nécessitant une hospitalisation. Le 11 février, un article alerte sur la difficulté à appréhender l'étendue réelle de l'épidémie en raison de l'insuffisance de tests disponibles. Le 22 février, Tedros Adhanom Ghebreyesus, directeur général de l'OMS, se dit préoccupé par le nombre de cas de coronavirus sans lien clair avec la Chine ou d'autres cas confirmés et avertit que la fenêtre d'opportunité pour contenir l'épidémie se rétrécit.
Le 25 février, la revue Science rend compte du consensus scientifique : l'épidémie est désormais une pandémie et l'heure est aux mesures de ralentissement de sa diffusion et d'aplatissement du pic de contaminations dans les différents pays. Le même jour, le Dr Bruce Aylward, qui dirige une mission conjointe de l'OMS et de la Chine, déclare que la Chine est parvenue « à changer le cours de l’épidémie et à éviter des dizaines, voire des centaines de milliers de cas de Covid-19 » et qu'il faudrait s’en inspirer, mais considère que le monde n'est « tout simplement pas prêt ». Le rapport de cette mission, publié le 28 février, détaille notamment les méthodes déployées en Chine (mise en place d'une politique de tests généralisés de la température corporelle, port de masques obligatoire, tests biologiques de dépistage et/ou scanners rapides, traçage des contacts des personnes positives, fermeture des écoles, théâtres et restaurants dans les clusters, confinement des personnes-contacts). Selon le rapport, ces mesures ont permis de réduire la durée moyenne entre les premiers symptômes et l’hospitalisation ou l’isolement d’environ 15 jours au début de l’épidémie à 2 jours, et donc de réduire d'autant le potentiel de contamination d'un patient. Le rapport s'achève par un ensemble de recommandations adressées à la Chine, aux pays où des cas se sont déclarés, aux pays où des cas ne se sont pas encore déclarés, aux populations et à l'ensemble de la communauté internationale.
Ce n'est finalement que le 12 mars que l'OMS déclare que l'épidémie de Covid-19 est devenue une pandémie.

### Quarantaines hors de la république populaire de Chine et rapatriements
Des aéroports, avec un thermomètre infrarouge, contrôlent de la température frontale des voyageurs venant de Chine, sans pouvoir enrayer la propagation de la pandémie hors de Chine[réf. nécessaire].
Bien que le directeur général de l'OMS, Tedros Adhanom Ghebreyesus, ne le recommande pas, plusieurs pays décident de rapatrier leurs ressortissants présents en Chine continentale par des vols spéciaux sans escale, avec souvent des mesures de confinement à l'arrivée. Ainsi, Paris envisage le 28 janvier le rapatriement de 250 Français depuis Wuhan, sous réserve qu'ils soient « sains ou asymptomatiques ». Ces rapatriements froissent le gouvernement chinois qui les considère comme un manque de confiance à l'égard du système de santé chinois.
L'Union européenne (UE) rapatrie ses ressortissants avec l'aide de la France. Elle sépare les personnes apparemment saines des cas suspects ou contaminés. Le Japon a quant à lui transporté dans le même avion les deux groupes de personnes[réf. nécessaire].Les politiques de quarantaine adoptées par les États pour leurs rapatriés de Wuhan se limitent à un confinement dans un lieu déterminé pendant quatorze jours[réf. nécessaire].
Le 31 janvier, un nombre croissant de pays déconseillent de voyager en Chine, et les compagnies aériennes diminuent ou stoppent leurs vols en provenance ou à destination de la Chine. Le gouvernement fédéral des États-Unis recommande le 31 janvier aux citoyens américains de ne pas se rendre en Chine et à ceux qui s'y trouvent de quitter le pays, ce qui est dénoncé par le gouvernement chinois. En 2018, il y a eu en Chine plus de 30,5 millions de touristes étrangers, principalement originaires de Corée du Sud, du Japon, des États-Unis, de Malaisie et de Singapour. La Chine n'est toutefois que la onzième destination des citoyens européens pour leurs voyages en dehors de l'UE selon Eurostat.
De son côté, la Chine décide de rapatrier les habitants de Wuhan vivant à l'étranger en raison des « difficultés pratiques auxquelles sont confrontés à l'étranger les résidents de la province du Hubei, et en particulier ceux de Wuhan » alors que des signes de xénophobie sont constatés en France, Italie, Canada et Royaume-Uni,.
Le 8 février, l'épidémiologiste Yves Charpak déclare : « le rapatriement des expatriés de tel ou tel pays ne se justifie pas à mon avis d'un point de vue sanitaire, c'est même une mesure qui risque d'exporter la maladie ». Cette crainte semble se confirmer : plusieurs passagers du Diamond Princess testés négatifs à l'évacuation du navire sont testés positifs à leur arrivée dans leur pays d'origine.

### Contrôle ou fermeture des frontières

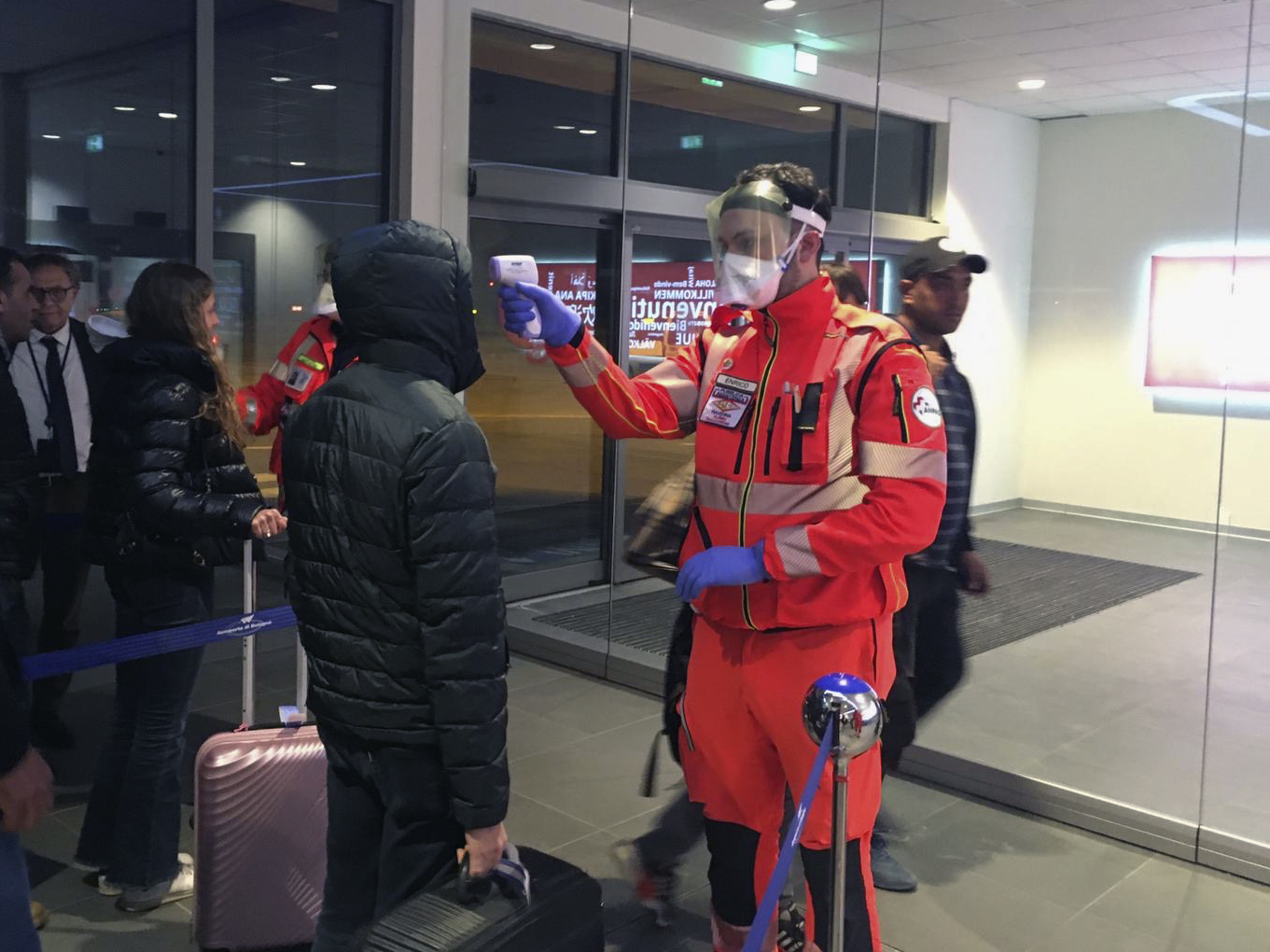
Contrôle sanitaire à l'aéroport de Bologne-Borgo Panigale.

#### Janvier 2020
La Corée du Nord annonce une fermeture de ses frontières le 22 janvier aux touristes (venant pour la plupart de Chine),.
Le 26 janvier, la Mongolie ferme sa frontière avec la république populaire de Chine, en raison de la confirmation de cas en Mongolie-Intérieure.
Le personnel de santé de Hong Kong menace d'une grève si les frontières ne sont pas fermées aux voyageurs venant de Chine, mesure prise le 28 janvier, entraînant l'arrêt de toutes les liaisons.
Le 30 janvier, le gouvernement russe ferme sa frontière terrestre avec la Chine, précisant que les ressortissants chinois ne peuvent plus obtenir les visas électroniques qui leur permettaient de se rendre dans les régions d'Extrême-Orient, à Saint-Pétersbourg et dans l'oblast de Kaliningrad. Le 3 février, le Premier ministre de Russie, Mikhaïl Michoustine, déclare que la Russie procéderait à l’expulsion des étrangers contaminés par le nouveau coronavirus.
Le même jour, après avoir recensé deux cas sur son territoire, l'Italie décrète l'état d'urgence pour six mois, suspend les vols la liant à la Chine.
Dès avant les premiers cas en Israël, le gouvernement israélien commence à fermer les frontières le 30 janvier 2020, avec l’interdiction des vols en provenance de Chine.

#### Février 2020
Le 1er février, le Viêt Nam suspend ses liaisons aériennes avec la Chine et la délivrance de visas aux Chinois.
Plusieurs pays imposent de nouvelles restrictions aux arrivants dès le début du mois de février. Les pays de l'espace Schengen (sauf la France qui continue à délivrer des visas) suspendent temporairement la délivrance de visas aux ressortissants chinois à partir du 10 février. Les pays imposant des restrictions dès le mois de février sont l'Arménie, l'Australie, l'Inde, l'Irak, l'Indonésie, le Kazakhstan, le Koweït, la Malaisie, les Maldives, la Mongolie, la Nouvelle-Zélande, les Philippines, Singapour, le Sri Lanka, Taïwan, le Viêt Nam, et les États-Unis dès le 31 janvier. Ces pays soit interdisent temporairement l'entrée de tout citoyen chinois ou toute personne ayant récemment voyagé en Chine, soit cessent de leur accorder des visas, ou bien imposent de nouveau un visa aux ressortissants chinois[C'est-à-dire ?]. Les Îles Samoa refusent l'entrée à leurs citoyens de retour de Chine, tandis que le Salvador n'ouvre plus ses frontières aux visiteurs venant d'Italie ou de Corée du Sud,.
L'Inde ne délivre plus de visas aux italiens dès le 28 février et impose une quarantaine aux passagers venant de zones à risque, à l'entrée sur le territoire indien.
En France, le gouvernement de la Nouvelle-Calédonie interdit en janvier le débarquement des passagers des navires de croisière si des cas suspects sont à bord. Les 1er et 2 février, sous la pression des habitants de l'île et après discussion avec les autorités coutumières kanakes, la société chargée de l'accueil touristique à Maré, l'une des îles Loyauté, refuse l'escale de deux navires de croisière.
Le 11 février, l'Australie ordonne des mesures exceptionnelles[Lesquelles ?] pour tout passager venant de Chine, et se réserve, après contrôle technique et sanitaire, de lui refuser l'entrée sur le territoire.
Le 17 février 2020, les passagers des vols en provenance d’Asie (Thaïlande, Hong Kong, Singapour) sont refoulés et le 27 février, Israël interdisait l’entrée sur son territoire des citoyens italiens, tout en forçant les Israéliens de retour d’Italie à s’isoler pour deux semaines.
Touché par la pandémie, Bahreïn applique des restrictions dès le 22 février, interdisant l'entrée de voyageurs venant de Chine, de Malaisie, de Singapour, de Thaïlande, de Corée du Sud et d'Iran. Le 26 février, les voyages à destination de l'Iran sont interdits, ainsi que les ventes de billets à destination de ce pays. Le 27 février, l'Italie, le Japon et l'Irak sont ajoutés à la liste des pays faisant l'objet de mesures restrictives. Les voyageurs ayant un permis de résidence au Bahreïn doivent se soumettre à une quarantaine obligatoire, même en l'absence de symptôme. Les personnes ayant des symptômes de la Covid-19 sont immédiatement hospitalisés.
Le 23 février, les frontières de l'Iran sont fermées par quatre de ses voisins : le Pakistan, l'Arménie, l'Afghanistan et la Turquie.
Le 25 février, le Royaume-Uni impose une quarantaine à la descente d'avion aux voyageurs venant de Corée du Sud ou s'étant rendus dans ce pays dans les quatorze derniers jours.[citation nécessaire]
Fin février, la Nouvelle-Zélande impose aux voyageur venant du nord de l'Italie ou de Corée du Sud un isolement domiciliaire de 14 jours à l'arrivée sur le territoire ; l'entrée sur le territoire est interdite aux voyageurs venant de Chine et d'Iran. Les vols sont suspendus vers ou en provenance de ces pays[réf. nécessaire].
L'Allemagne impose dès la fin février aux compagnies aériennes, ferroviaires et de lignes d'autocars transfrontaliers en provenance de zones à risque (y compris l'Italie) de remplir une fiche médicale pour tous les passagers dans l'éventualité d'une quarantaine. La police fédérale a le droit d'effectuer des contrôles sanitaires dans les 30 kilomètres à partir de la frontière allemande.

#### Mars 2020

Nombre de cas (bleu) et nombre de décès (rouge) dans le monde (lignes pleines) et nombres journaliers des nouveaux cas et décès (pointillés).

Aux États-Unis, à partir du 1er mars, tous les passagers en partance ou arrivant d'Italie sont soumis à un contrôle de température. Et les passagers ayant été en Italie du Nord quatorze jours avant l'entrée sur le territoire des États-Unis peuvent être soumis par les autorités à une quarantaine domiciliaire de quatorze jours[réf. nécessaire].
La Jordanie interdit l'entrée sur son territoire de passagers venant d'Italie, sauf pour les sujets jordaniens. Le visa des personnes ayant voyagé en Italie, en Chine, en Corée du Sud ou en Iran dans les deux dernières semaines est refusé[réf. nécessaire]. Les autres voyageurs sont tenus à prendre leur température et signaler tout symptôme pour une éventuelle quarantaine. La compagnie aérienne Royal Jordanian suspend tous ses vols en direction ou de retour d'Italie jusqu'au 15 mars avec possibilité de reconduction. Le Liban interdit l'arrivée sur son territoire depuis le 28 février de passagers par voie terrestre, maritime et aérienne provenant de Chine, de Corée du Sud, d'Iran et d'Italie, le ministère des Travaux publics et des Transports (ar) se réservant le droit de modifier la liste. En conséquence, de nombreux vols sont annulés et les vols en transit sont restreints[réf. nécessaire].
Au 2 mars, plusieurs aéroports internationaux imposent aux passagers arrivant de pays à risque (dont l'Italie) un questionnaire sanitaire, une prise de température et, si besoin est, une mise en quarantaine domiciliaire voire hospitalière. C'est le cas du Kenya, du Kirghizistan (la quarantaine obligatoire de 14 jours même sans symptôme y est imposée, et tout voyageur s'étant rendu en Chine dans les deux mois précédents est placé à l'isolement obligatoire pendant deux jours dans une structure médicale de l'aéroport de Bichkek avant d'effectuer une quarantaine dans une structure adaptée), du Qatar, de la Thaïlande, de la Zambie.
La Turquie suspend ses vols avec l'Italie[réf. nécessaire]. La Géorgie suspend tous les vols avec la Chine et l'Iran et impose des mesures sanitaires à l'arrivée pour les autres voyageurs, pouvant inclure le refus d'entrée du territoire pour les voyageurs venant d'Italie, de Corée du Sud et du Japon[réf. nécessaire].
La République tchèque rend obligatoire la prise de température et le remplissage d'une fiche médicale à l'arrivée des voyageurs aériens et suspend les vols en provenance ou à destination de toute l'Italie du Nord.
Le 2 mars, 80 pays interdisent l'arrivée de voyageurs venant de Corée du Sud, ou leur imposent des restrictions (quarantaine imposée ou volontaire). Depuis le 29 février, la France, quant à elle, demande seulement que les enfants de retour de ce pays ne retournent pas dans leur établissement scolaire pendant quatorze jours
Le 4 mars, Israël impose la quarantaine obligatoire aux voyageurs de nationalité israélienne arrivant de France, d'Allemagne, d'Espagne, de Suisse et d'Autriche et l'interdiction de l'arrivée sur le territoire aux citoyens de ces pays. Le 5 mars, la compagnie Lufthansa décide en conséquence d'interrompre ses liaisons régulières avec les aéroports israéliens de Tel Aviv-Jaffa et de Ramon[réf. nécessaire].
Le 9 mars, le gouvernement vietnamien suspend l'exemption de visa pour les citoyens de sept pays de l'Union européenne (France, Espagne, Allemagne, Suède, Danemark, Norvège, Finlande) et du Royaume-Uni. La même mesure avait déjà été prise il y a plusieurs jours pour l'Italie. La Pologne impose un contrôle sanitaire aux postes-frontières avec l'Allemagne et la République tchèque.
Le 10 mars, British Airways suspend tous ses vols en direction de l'Italie, ainsi que Ryanair (jusqu'au 9 avril). Toutes les lignes New York - Rome sont interrompues jusqu'au 30 mars. L'Autriche filtre à sa frontière les voyageurs de retour d'Italie. L'entrée est interdite aux personnes venant d'Italie, sauf aux Autrichiens qui doivent se placer en auto-isolement à leur arrivée pendant quatorze jours. Hong Kong impose la quarantaine obligatoire aux voyageurs en provenance d'Italie, d'Allemagne et de France. L'Espagne interrompt toutes ses lignes aériennes avec l'Italie[réf. souhaitée]. Air France suspend ses vols en direction de l'Italie du 14 mars au 3 avril.[citation nécessaire]
Le gouvernement serbe (pays où 4 cas sont déclarés au 10 mars) fait savoir qu'une interdiction temporaire d'entrée sur le territoire serbe est appliquée aux étrangers provenant d'Italie, de certaines provinces de Chine, de Corée du Sud, d'Iran et d'une partie de la Suisse[réf. nécessaire]. Des mesures similaires sont annoncées en Albanie (où les voies maritimes et aériennes sont interrompues avec l'Italie) et en Macédoine du Nord[réf. souhaitée].
La Slovénie ferme sa frontière avec l'Italie le 10 mars. Malte suspend ses liaisons aériennes et maritimes avec l'Italie, de même que le Danemark.
Le 11 mars, l'Australie interdit l'entrée sur son territoire à toute personne venant d'Italie. La Colombie impose une quarantaine aux voyageurs en provenance de Chine, Espagne, France et Italie. L'Autriche ferme sa frontière avec l'Italie et cesse sa dernière liaison ferroviaire avec l'Italie.
Le président Trump annonce le 12 mars qu'à la fin du 13 mars (le 14 mars à 5 h du matin pour la France), les États-Unis interdisent pendant un mois l'entrée sur leur territoire des étrangers venant d'Europe, plus précisément de l'espace Schengen, donc à l'exception des Britanniques et des Irlandais, ainsi que des résidents rentrant aux États-Unis qui se seront soumis aux tests médicaux. Les pays concernés sont donc l'Allemagne, l'Autriche, la Belgique, le Danemark, l'Espagne, l'Estonie, la Finlande, la France, la Grèce, la Hongrie, l'Islande, l'Italie, la Lettonie, la Lituanie, le Liechtenstein, le Luxembourg, Malte, la Norvège, les Pays-Bas, la Pologne, le Portugal, la Slovaquie, la Slovénie, la Suède, la Suisse et la République tchèque[réf. nécessaire].
Le 12 mars, la Slovaquie ferme ses frontières à tous les étrangers à l'exception des Polonais, ainsi que tous les aéroports internationaux, écoles, établissements culturels et de loisirs. Ce même jour, la République tchèque renforce ses mesures déjà prises, décrétant un état d'urgence de trente jours, et interdisant l'entrée du territoire aux ressortissants de quinze pays à risque, dont l'Italie, la France et l'Allemagne. Elle renforce ces mesures le lendemain en fermant ses frontières à tous les étrangers[réf. nécessaire].
L'Allemagne impose un contrôle sanitaire à la frontière avec la France à partir du 12 mars à 17 h[réf. nécessaire].
Le 13 mars, l'Ukraine décide de fermer ses frontières. Le Danemark ferme également ses frontières terrestres, maritimes et aériennes jusqu'au 12 avril au moins. La Pologne ferme ses frontières aux étrangers le 13 mars. Chypre fait de même pour les non-résidents.
Le 13 mars, le gouvernement suisse réintroduit, au cas par cas, des contrôles Schengen à toutes ses frontières. L’entrée en Suisse depuis l’Italie n'est autorisée qu’aux citoyens suisses, aux personnes ayant un permis de séjour, aux personnes voyageant en Suisse pour des raisons professionnelles, ainsi qu’à celles ayant des raisons impérieuses à entrer en Suisse depuis l’Italie. Le transit et le transport de marchandises restent autorisés.
Le 14 mars, l'Arabie saoudite et le Maroc ferment toutes leurs liaisons aériennes et maritimes.
La Russie, après ses frontières avec la Chine fermées le 30 janvier, ferme aux étrangers ses frontières terrestres avec la Norvège et la Pologne le 14 mars.
Le 14 mars, les États-Unis ajoutent les Britanniques et les Irlandais aux ressortissants qui ne peuvent plus entrer dans ce pays. Cette mesure est effective au 15 mars à partir de minuit (heure de Washington)[réf. nécessaire].
Le 15 mars, l'Allemagne décide la fermeture partielle de ses frontières avec l'Autriche, la France et la Suisse, à compter de 8 h le lendemain matin,.
Le 16 mars, l'Argentine ferme ses frontières, le Brésil fait de même (sauf pour son voisin uruguayen), le 19 mars.
Le 17 mars, le gouvernement suisse a décidé de fermer les frontières pour tous les pays de l'espace Schengen (sauf le Liechtenstein) ainsi que pour tous les autres états (autant par voie terrestre et voie aérienne). Seules les personnes étant de nationalité suisse, ayant un permis de séjour ou de travail en Suisse ou les marchandises peuvent rentrer en Suisse.
Le 19 mars, la république de Maurice ferme ses frontières aériennes.
Le 20 mars, la Belgique ferme ses frontières, sauf pour le fret et les cas individuels exceptionnels. Bogota est en confinement en Colombie.
Le 21 mars, Cuba, qui compte 21 cas et 1 mort, ferme ses frontières aux non-résidents.
Le 23 mars, la Colombie étend son confinement à tout le pays, alors que Bogota, la capitale, était confinée depuis le vendredi 20 mars. Le confinement officiel commence le mardi soir 24 mars.
Samedi 28 mars, après avoir été la source initiale de la pandémie, la Chine continentale ferme l’entrée du pays aux étrangers afin d’éviter l’importation de nouveaux cas.

#### Avril 2020
- Le 1er avril, le Japon annonce refuser l'entrée des voyageurs en provenance des États-Unis, de Chine et de la plupart des pays d'Europe, dont le Royaume-Uni et l'Italie, l'Espagne et la France, d'Australie, de Corée du Sud et de la plupart des pays d'Asie du Sud-Est. La mesure entre en vigueur le vendredi 3 avril. Tokyo avait déjà bloqué les arrivées depuis plusieurs pays européens et de certaines parties de la Chine et de Corée du Sud[383].

#### Maiàjuillet 2020
En France, comme en Allemagne, la réouverture des frontières intérieures à l'espace Schengen est prévue au 15 juin (initialement prévue le 15 mai par l'Allemagne pour sa frontière avec la France) comme dans l'Union européenne, alors que la réouverture des frontières extérieures à l'UE est prévue au 1er juillet.

#### Aoûtàoctobre 2020
Pour les personnes ayant été dans des régions considérées comme zones à risques durant les 14 derniers jours, l'Allemagne impose une quarantaine dans l'attente de résultats d'un test. La quarantaine n'est pas obligatoire si un test PCR négatif est fait dans les dernières 48 heures et est rédigé en anglais ou allemand. La Guyane française est considérée comme zone à risque depuis le 21 août, la Guadeloupe et Saint-Martin depuis le 26 août et la Réunion depuis le 16 septembre. À la date du 30 septembre 2020, toutes les régions métropolitaines françaises sauf le Grand Est sont considérées comme zones à risques. La Corse n'est plus considérée comme zone à risque par l'Allemagne depuis le 7 octobre. Depuis le 17 octobre, l'Allemagne a ajouté l'ensemble de la France métropolitaine à la liste des zones à risque mais des dérogations existent pour se rendre sans motif particulier dans les régions frontalières en Allemagne (Bade-Wurttemberg, Rhénanie-Palatinat, Sarre), sans avoir besoin de faire un test ou une quarantaine si l'on reste moins de 24 heures et que l'on vient d'un département français frontalier avec la région allemande en question. D'autres dérogations existent également pour les travailleurs frontaliers ou les écoliers scolarisés en Allemagne.
La Suisse impose une quarantaine de 10 jours pour les zones à risque mais les régions frontalières de la Suisse peuvent être exclues de la liste malgré leur taux d'incidence. La liste inclut la Polynésie française depuis le 7 septembre et les régions françaises suivantes depuis le 14 septembre : Centre-Val de Loire, Corse, Hauts-de-France, Ile-de-France, Normandie, Nouvelle-Aquitaine, Occitanie, Pays de la Loire, Provence-Alpes-Côte d’Azur et les autres territoires d'outre-mer (Guyane française, Guadeloupe, La Réunion, Martinique, Mayotte, Saint-Barthélemy, Saint-Martin). La Bretagne s'ajoute à la liste à partir du 28 septembre.

#### Novembre 2020àmars 2021
À la suite du deuxième confinement du 2 novembre en Allemagne et du durcissement du confinement du 16 décembre au 10 janvier, la dérogation qui permettait aux habitants frontaliers de se rendre dans le Bade-Wurtemberg moins de 24 heures sans test PCR ni quarantaine, a été modifiée à partir du 23 décembre. Il n'est plus autorisé de s'y rendre pour faire ses courses ou pour du tourisme. Seuls les motifs familiaux, professionnels, de santé ou scolaires sont autorisés. La même règle s'applique pour les allemands, qui devront effectuer une quarantaine de dix jours en rentrant s'ils se rendent en France ou en Suisse pour faire des courses ou du tourisme.

#### À partir d'avril 2021
Depuis le 19 avril, les habitants frontaliers de l'Allemagne qui sont vaccinés, peuvent faire des courses ou se promener en Allemagne sans quarantaine, s'ils ont un test négatif. Ce n'est pas le cas pour les habitants qui ont séjourné dans une zone à variant comme la Moselle.
Depuis le 13 mai, les habitants frontaliers de l'Allemagne peuvent aller dans le Bade-Wurtemberg sans vaccin s'ils ont un test négatif, et dans la Sarre sans test ni vaccin s'ils restent moins de 24 heures.
À partir du 23 mai, les habitants frontaliers de l'Allemagne n'ont plus besoin de test pour se rendre en Allemagne, y compris dans le Bade-Würtemberg, s'ils restent moins de 24 heures. Cependant les décrets français no 2020-1310 du 29 octobre 2020, no 2021-699 du 1er juin 2021 et no 2021-724 du 7 juin 2021, indiquent que la dispense de test (test ou vaccin dans le nouveau décret) au retour en France depuis l'étranger est seulement valable pour les « déplacements d'une durée inférieure à 24 heures dans un périmètre défini par un rayon de 30 kilomètres autour du lieu de résidence » ou pour les « déplacements professionnels dont l'urgence ou la fréquence est incompatible avec la réalisation d'un test ou examen de dépistage ».
À partir du 29 novembre, en raison de la vitesse de diffusion du variant Omicron, plusieurs pays ferment partiellement ou totalement leurs frontières.

### Autres réactions

#### Solidarité avec la Chine
- Le 26 janvier, dans la basilique Saint-Pierre, le pape François loue « la grande implication de la communauté chinoise dans le combat déjà commencé contre l'épidémie » et invite à prier : « pour les personnes malades du virus qui frappe toute la Chine »[395], ajoutant à l'audience du 11 mars : « En ce moment si difficile, je me tiens près des personnes qui souffrent [à cause du coronavirus]. Je remercie de tout cœur le personnel hospitalier, les médecins, les infirmiers, les infirmières et les volontaires »[396].
- Le 29 janvier, le 14e dalaï-lama, Tenzin Gyatso devant un groupe de fidèles, à sa résidence à Dharamsala en Inde, exhorte à prier pour que l'épidémie soit maîtrisée : « une maladie virale est en cours d'apparition en Chine. La Chine est historiquement un pays bouddhiste et nous, en tant que pratiquants du bouddhisme, de la tradition sanskrite ou pali, devons prier ensemble pour que l'épidémie disparaisse »[397].
- Le 10 février, lors d'une conférence de presse, Donald Trump remercie le président chinois pour les efforts menés contre la propagation du virus ; il déclare à propos des Chinois : « Je pense qu'ils font du bon travail. J'ai eu un long échange avec le président Xi Jinping […] : il est très confiant »[398].
- Le 19 février, la France envoie en Chine, 17 tonnes de fret médical par solidarité[399].

#### Stigmatisation des malades ou des populations affectées, xénophobie et racisme

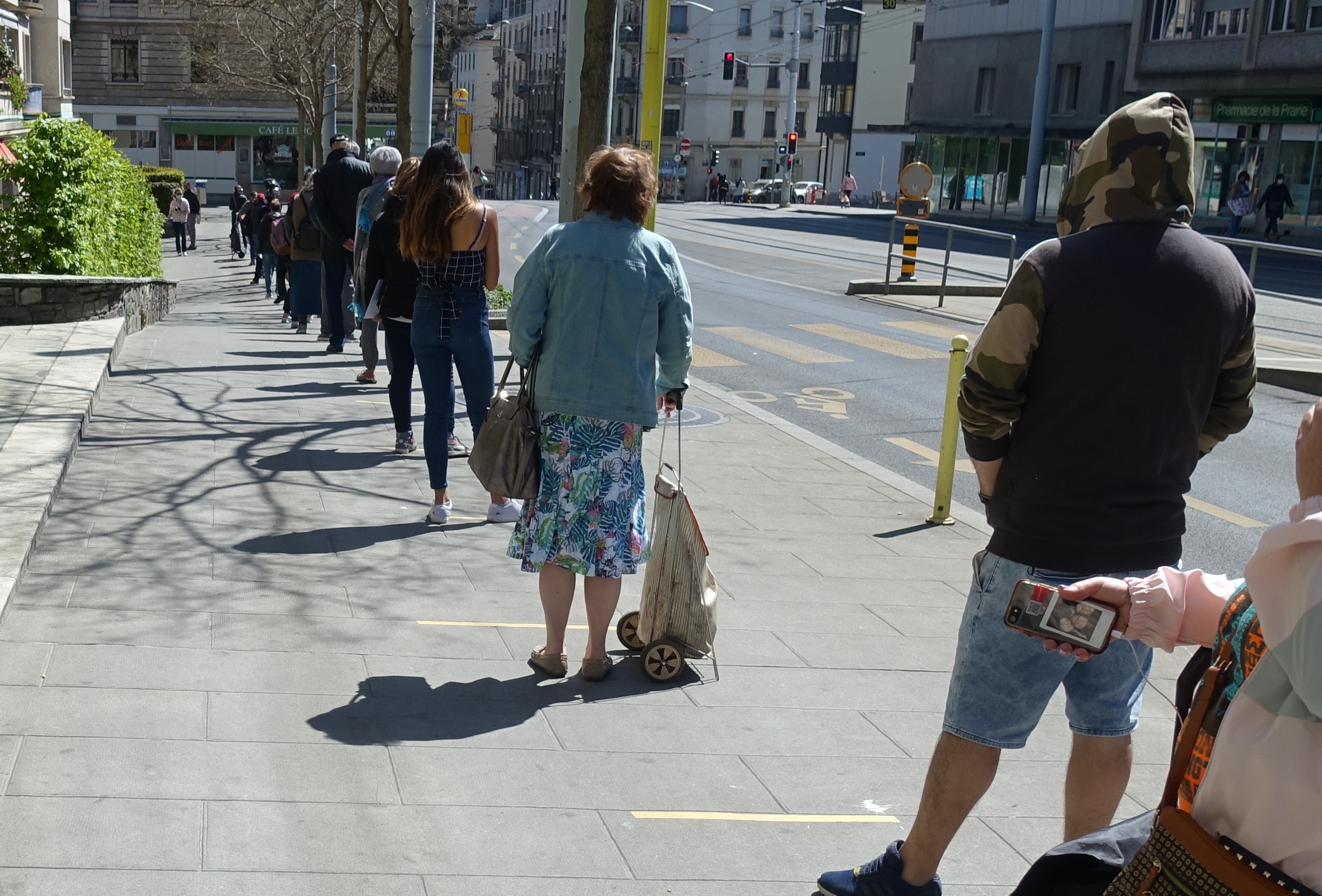
Respect des distances physiques aidée par un marquage au sol, dans une file d'attente à Genève en avril 2020.

Le 30 janvier, le Comité d'urgence de l'OMS conseille aux pays d'être attentifs aux « principes de l'article 3 du RSI », qui met en garde contre « les actions qui favorisent la stigmatisation ou la discrimination », lors de la conduite des mesures nationales de réponse à l'épidémie ; « la solidarité doit l'emporter sur la stigmatisation ».
Un large dépistage et/ou une distanciation physique ciblée contribuent à réduire la morbidité et la mortalité, mais peuvent involontairement stigmatiser des soignants ou des personnes ou groupes plus affectés ; une étude recommande de considérer l'impact des journées de travail perdues et des efforts de quarantaine et d'isolement et des restrictions de voyage, y compris sur l'accès aux soins et la capacité de payer ces soins. Elle recommande des efforts d'éducation générale à la maladie et en particulier de bien expliquer au grand-public la justification des mesures barrière, ce qui peut réduire la stigmatisation. Les stratégies d'identification et d'isolement précoce des patients, de recherche des contacts, de quarantaine et de contrôle des chaines d'infections « devraient également aborder le risque de stigmatisation parmi les populations et les effets négatifs qui pourraient survenir (…) Des interventions de santé publique opportunes et appropriées traitant de l'impact culturel et du risque de stigmatisation ainsi qu'un dépistage, un traitement et un suivi appropriés pour les personnes touchées et des contacts étroits peuvent réduire le nombre d'infections, de maladies graves et de décès ».
En lien avec la Covid-19, une augmentation des préjugés, de la stigmatisation, de la xénophobie et du racisme est constatée ; vers des personnes d'origine chinoise d'abord, puis d'autres pays d'Asie de l'Est,,,,, en particulier en Europe, en Amérique du Nord et dans l'Asie-Pacifique ; certains pays d'Afrique (Madagascar par exemple) constatent également une montée du sentiment anti-chinois. Bien que les Chinois aient bénéficié d'un soutien en ligne et hors-ligne, de nombreux habitants de Wuhan et de Hubei déclarent avoir été victimes de discrimination fondée sur leur origine régionale. De même pour des italiens, quand le pays était centre de l'épidémie en Europe [réf. nécessaire].
Des citoyens de Malaisie, Nouvelle-Zélande, Singapour ou de Corée du Sud ont signé des pétitions demandant que leur gouvernement interdise aux Chinois de pénétrer dans leur pays[réf. nécessaire]. Au Japon, le hashtag #ChineseDontComeToJapan a circulé sur Twitter fin janvier,. Au Royaume-Uni, les Chinois disent faire face à une hausse d'abus racistes, avec des cas d'agressions, de même aux États-Unis contre des Américains d'origine chinoise ou asiatique. Le président américain Donald Trump a été critiqué pour avoir régulièrement qualifié le virus de « virus chinois », terme considéré par ses détracteurs comme sinophobe. En réponse, il a déclaré sur Twitter, le 23 mars : « Il est très important que nous protégions totalement notre communauté américano-asiatique aux États-Unis, et dans le monde entier ». En Ukraine, des manifestants attaquent des bus transportant des personnes ukrainiennes et étrangères évacuées de Wuhan. Des étudiants du nord-est de l'Inde, qui partage une frontière avec la Chine, étudiant dans les grandes villes indiennes, auraient été victimes de harcèlement lié à l'épidémie[réf. nécessaire]. En Bolivie, le 4 février, des touristes japonais ont été mis en quarantaine, bien que ne présentant pas de symptôme de COVID-19. En Russie, à Moscou et Iekaterinbourg, des ressortissants chinois sont visés par des campagnes de mise en quarantaine, ainsi que par des raids de police (condamnés par les défenseurs des droits de l'homme comme étant du profilage racial)[réf. nécessaire]. L'ambassade de Chine en Allemagne a reconnu une augmentation des cas hostiles à l'encontre de ses citoyens depuis l'épidémie[réf. nécessaire]. Des enfants d'origine asiatique ont été ostracisés et ridiculisés pour leurs origines dans des collèges près de Paris[réf. nécessaire]. Le président du Bharatiya Janata Party au Bengale-Occidental, Dilip Ghosh, déclare que les Chinois ont détruit la nature, « ce pourquoi Dieu s'est vengé d'eux ». Ces propos sont condamnés par le consulat chinois à Calcutta, qui les qualifie d'erronés.
Des islamistes exploitent la maladie pour alimenter le sentiment anti-occidental[réf. nécessaire]. À Hong Kong, le sentiment anti-occidental augmente car les expatriés sont accusés d'avoir créé une « deuxième vague » de la maladie. Le sentiment anti-caucasien augmente également en Thaïlande, où les Occidentaux sont accusés de propager la maladie[réf. nécessaire].. Des cas isolés de préjugés anti-occidentaux, visant notamment des touristes accusés d'importer la maladie, ou encore des métropolitains dans les territoires d'outre-mer comme à La Réunion sont signalés. Sur Twitter, le ministre thaïlandais de la santé, Anutin Charnvirakul, a exhorté les Thaïlandais à être « plus prudents envers les Occidentaux qu'envers les Asiatiques », affirmant dans ce tweet que de nombreux touristes occidentaux refusaient de porter des masques, « s'habillaient de façon sale et ne se douchaient jamais ». Le post a suscité des réactions négatives en Thaïlande et au Royaume-Uni, avant d'être rapidement supprimé. M. Charnvirakulk a affirmé n'être pas responsable de cette situation[réf. nécessaire].
Le 11 avril le ministre allemand des Affaires étrangères a condamné les agressions ou les vexations répétées dont ont été victimes des Français durant plusieurs semaines dans les zones frontalières.
En dépit du lourd tribut qu'ils ont payé à la Covid-19 (plus de 90 000 soignants avaient été infectés début mai 2020 d'après Reuters), en dépit d'un vaste mouvement de soutien de la part de la population générale envers le personnel soignant et de prévention, et alors même que les systèmes de santé étaient sous tension, quelques gouvernants ont critiqué l'OMS, leurs propres ministres de la santé ou leurs experts, ont refusé de suivre leurs recommandations ; et localement des soignants ont été victimes d'actes de guerre ou de violence (23 pays étaient en conflits alors que la pandémie s'étendait) en dépit des conventions internationales qui les protègent, ou pris à partie, et parfois priés de déménager par des voisins craignant d'être contaminés,,.

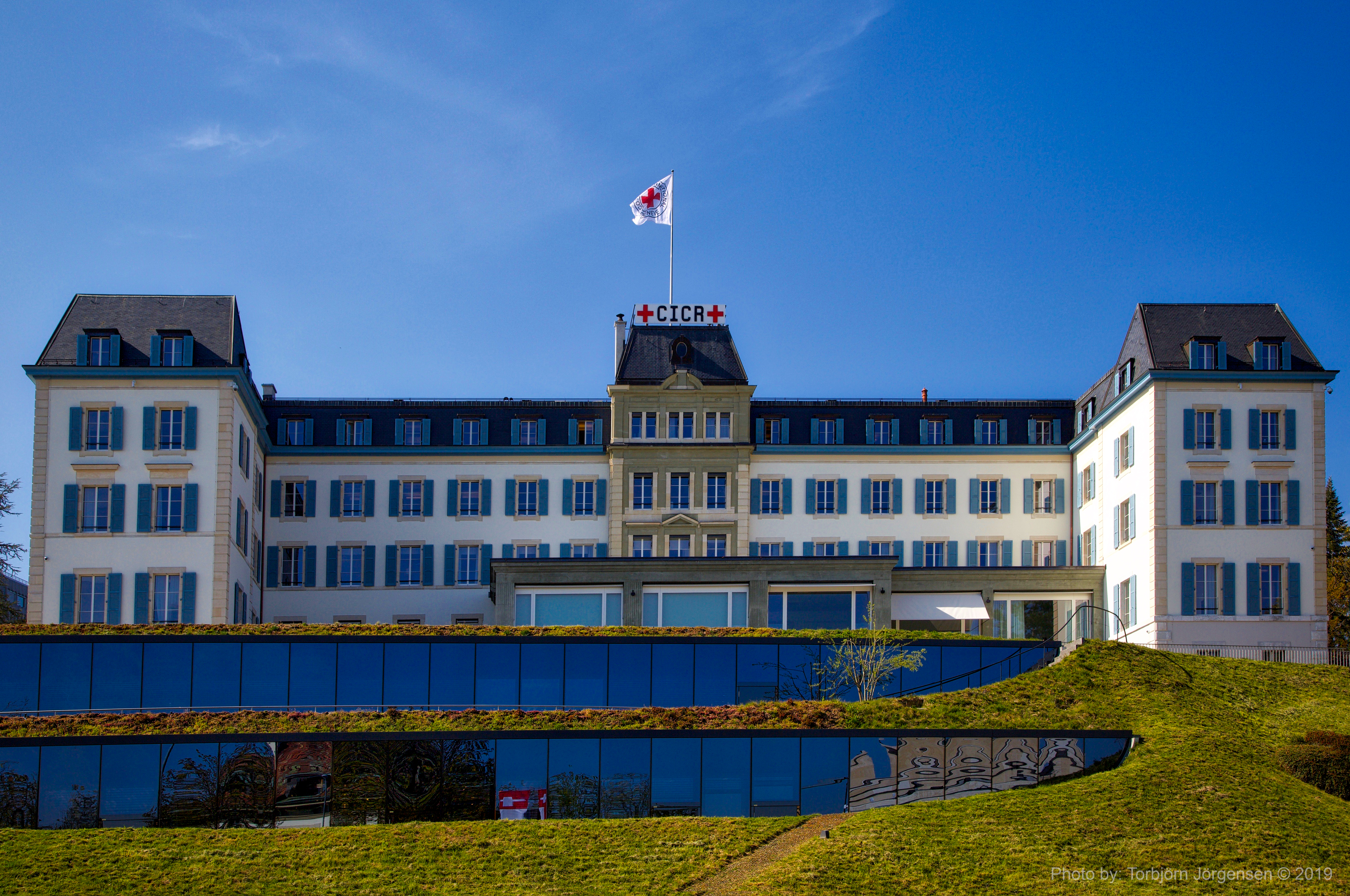
Siège du Comité international de la Croix-Rouge (Genève, Suisse).

Bien avant la pandémie, L'OMS, l'OIT, le CII et l'ISP avaient conjointement produit un guide contre la violence au travail dans le secteur de la santé, visant à prévenir la violence contre les soignants ; avec aussi un questionnaire et un protocole pour étudier l'ampleur et les conséquences de ce type de violence ; pour les contextes d'urgence, l'OMS a produit des méthodes de collecte systématique de données sur les attaques contre les établissements de santé, les agents de santé et les patients. Le Comité international de la Croix-Rouge a également publié un guide sur ce sujet. En mai 2020, dans The Lancet, un article a réalerté sur le besoin de protéger les soignants qui sont eux-mêmes exposés à un stress intense.

### Annulation et report de manifestations internationales
Une autre conséquence de la maladie, qui s'accélère rapidement, est l'annulation d'événements majeurs dans le domaine du sport, de l'industrie cinématographique et d'autres industries, comme les festivals et les concerts de musique, les conférences technologiques et les défilés de mode[réf. nécessaire].
Plusieurs événements sportifs majeurs sont annulés ou reportés, notamment la Ligue des champions de l'UEFA 2019-2020, le Tournoi de Wimbledon 2020, la saison NBA 2019-2020 ou encore la saison 2019-2020 de la LNH[réf. nécessaire]. Après une longue période de flottements et d'inquiétudes, il est annoncé le 24 mars 2020 que les Jeux olympiques d'été de 2020 qui devaient initialement avoir lieu à Tokyo à partir de la fin juillet sont reportés d'un an.
Le secteur du divertissement est également touché, divers groupes de musique suspendant ou annulant leurs tournées de concerts. De nombreux grands théâtres, comme ceux de Broadway, suspendent également toutes leurs représentations[réf. nécessaire].

### Réaction de l'ONU
Le mardi 30 mars 2020, les Nations unies lancent un plan Covid-19 qui pourrait contrer le virus et construire un monde meilleur. António Guterres, secrétaire général de l'ONU, appelle « à un cessez-le-feu immédiat, partout dans le monde », et présente la crise comme le « plus grand défi à relever depuis la Deuxième Guerre mondiale » ainsi que comme « une menace importante pour le maintien de la paix et de la sécurité internationale ». Le Monde relève que l'appel au cessez-le-feu, auquel se sont joints 70 pays, « a suscité des déclarations d’intention positives de certains États ou de rébellions armées » mais n'a été approuvé par « aucun des principaux belligérants de la planète » et « n’a nulle part changé la donne ».Essentiellement en raison de l'affrontement entre la Chine et les États-Unis mais aussi, selon François Bonnet de Mediapart, des « réticences de la Russie » et des « initiatives maladroites de la France et de son président Emmanuel Macron », le Conseil de sécurité se trouve paralysé et ne parvient pas à adopter de résolution visant à répondre à la crise, ce qui n'avait pas été observé lors des précédentes crises sanitaires.

## Prévention
La prévention vise à prévenir et réduire les risques d’infection et de contagion par des comportements-barrière précoces. Le 15 mars, des directives OMS / Croix-Rouge / UNICEF ont été publiées à l'intention des autorités nationales et locales, pour aider à protéger les enfants et les écoles, via des plans d'urgence adaptés aux lieux et activités d'enseignement. Elles recommandent de sensibiliser les enfants aux bonnes pratiques d'hygiène, de les encourager à ne pas stigmatiser les malades, et de leur apporter un soutien psychologique adapté. 
Deux priorités sont de limiter au maximum les contacts physiques avec autrui, et respecter le lavage fréquent des mains.

### Bonnes pratiques d'hygiène

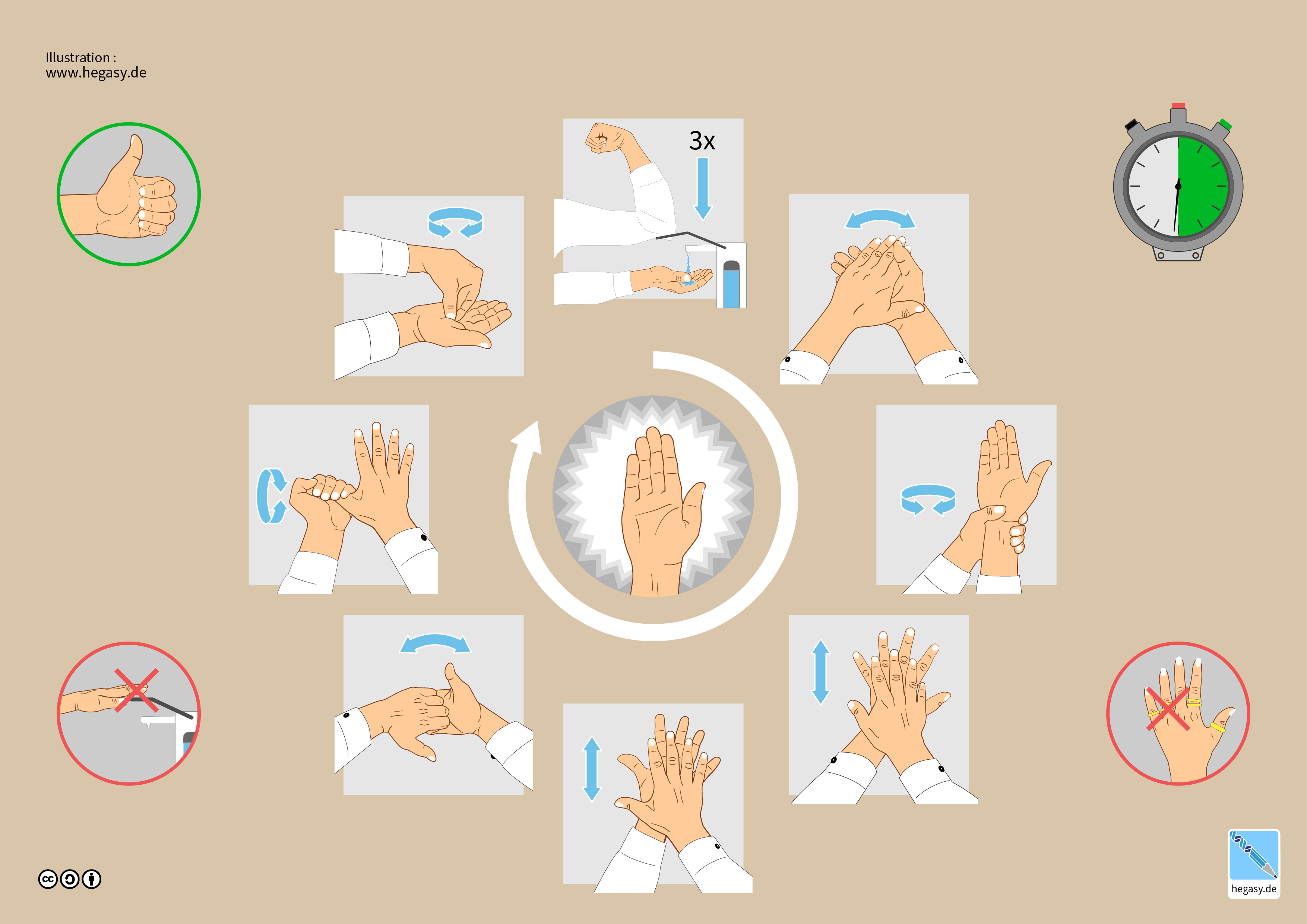
Le lavage des mains à l'eau et au savon détruit efficacement les coronavirus, s'il dure au moins 30 secondes.

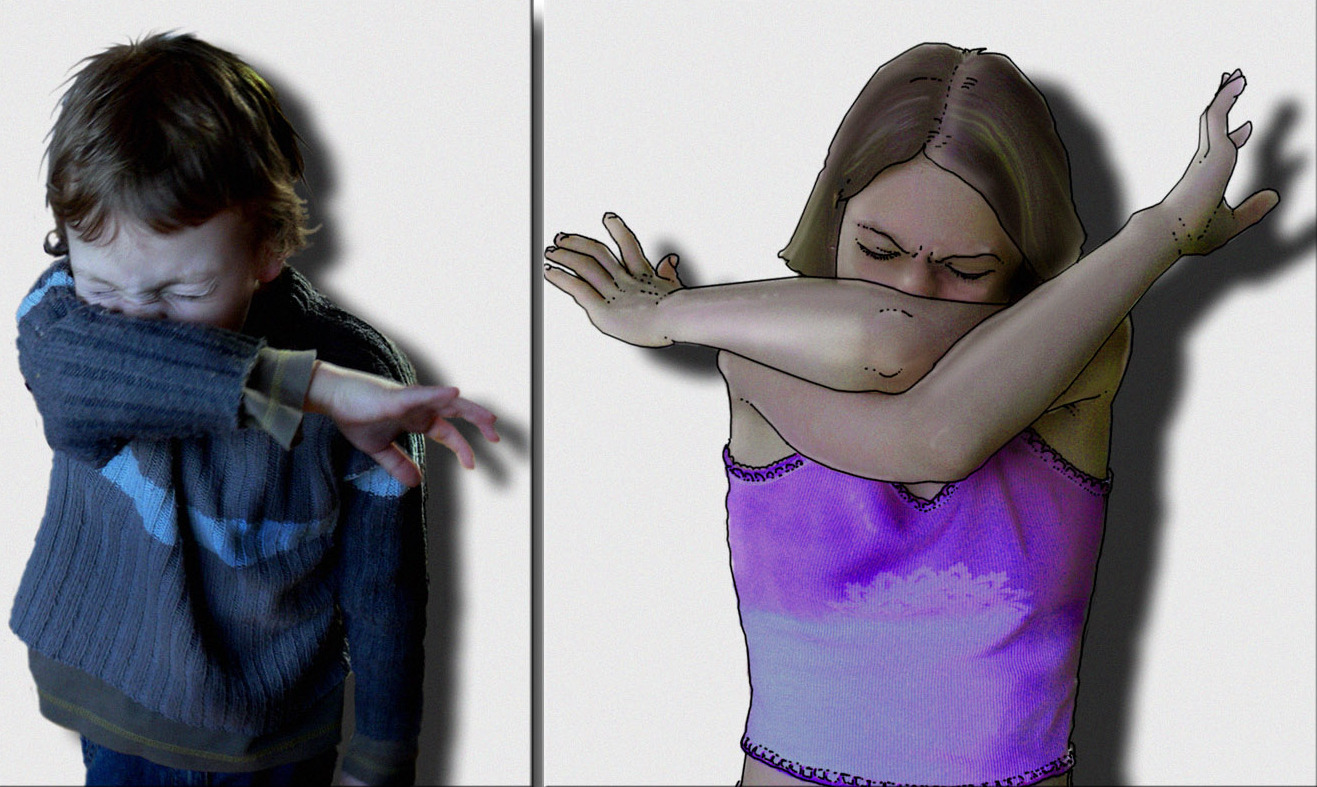
Éternuer dans un ou deux coudes permet de ne pas directement infecter les autres, tout en se protégeant les mains.

- Se laver les mains (au moins 30 secondes en incluant les avant-bras) ; l'eau et le savon doux sont très efficaces contre tous les coronavirus. Il doit être effectué plusieurs fois par jour, avant de manger, après être allé aux toilettes, quand les mains sont visiblement sales, après s'être mouché, avoir toussé ou éternué. Le directeur général de l'OMS Tedros Adhanom Ghebreyesus crée d'ailleurs le 14 mars une campagne de challenge « SafeHands » incitant la population à apprendre les gestes recommandés pour un lavage des mains efficace[432]. L'OMS a suggéré des solutions antiseptiques pour les mains dans lesquelles l'effet antimicrobien de l'alcool hautement concentré (éthanol ou isopropanol) est renforcé par une faible concentration de peroxyde d'hydrogène[433] ; le troisième composant, le glycérol, agit comme humectant. Ces formulations peuvent être préparées localement dans des endroits reculés où les désinfectants commerciaux pour les mains ne sont pas facilement disponibles. Pour ces régions, la synthèse locale de peroxyde d'hydrogène dilué a une immense importance[434].
- Limiter les projections de gouttelettes et d'aérosols viraux : se couvrir la bouche et le nez avec un mouchoir jetable en toussant ou en éternuant (mouchoir à jeter immédiatement dans une poubelle fermée et adéquate), ou, à défaut, tousser/éternuer dans ses coudes ou dans un coude replié devant soi[435],[436], et pour ceux qui se savent infectés ou craignent de l'être, porter un masque chirurgical en public[435],[437],[438]. Pour un sujet potentiellement infecté (donc tout sujet dans une population non testée), ne pas postillonner, ne pas crier, ne pas parler vers son interlocuteur, respirer doucement limite aussi la projection d'aérosol viral[réf. nécessaire].
- Désinfection des surfaces et objets. Le savon et tous les désinfectants dissolvant le gras sont efficaces. L'eau de javel est à éviter, surtout en pulvérisation, car le chlore qu'elle libère est très irritant pour les muqueuses[439]. La pulvérisation de désinfectants à l'extérieur (routes, places, pelouses) doit être limitée ou évitée, car elle est polluante, contribuant à l'antibiorésistance et susceptible d'aggraver les pathologies pulmonaires (asthme notamment) ; Zhang Liubo, chercheur au Center for Disease Control and Prevention chinois, avertit le public à la télévision[440] en ces termes : « Les surfaces extérieures ne doivent pas être aspergées de désinfectants à plusieurs reprises. La pulvérisation de désinfectants sur une grande surface et à plusieurs reprises peut provoquer une pollution de l'environnement et doit être évitée ». Il convient donc de restreindre la désinfection systématique aux rampes, poignées, écrans tactiles, et autres objets fréquemment touchés par les mains[439].
- S'il y a eu ou s'il y a un malade de la Covid-19 dans la maison, limiter les envols de poussières : nettoyer le sol et les objets au moyen d'un linge humide trempé dans de l'eau chaude et bien savonneuse plutôt que balayer ou épousseter (si possible en portant un masque, des gants et des lunettes de protection), ne pas secouer les vêtements du malade ni tout linge avec lequel le malade a pu être en contact ; évacuer les excreta (excréments, vomissures et autres fluides corporels) avec prudence[réf. nécessaire].
- En cas de fièvre, de toux et de dyspnée, contacter un médecin sans tarder[réf. nécessaire].
- Par précaution et pour limiter les risques de surinfection bactérienne en cas d'infection virale : limiter les contacts avec les animaux vivants ou morts (notamment chats ou chiens errants, rongeurs, oiseaux, chauves-souris et leurs déjections) ; et bien se laver les mains avant et après manipulation de déchets, de produits frais ou d'origine animale, avariés notamment. En voyage, pour éviter de tomber malade, ne consommer que des aliments bien cuits[441].

### Distanciation physique entre individus
La distanciation physique est l'éloignement physique, provisoire, entre les individus. Il vise à éviter tous les contacts étroits (dont poignées de main, baisers, etc.) qui favorisent la contagion, pour freiner l'épidémie. L'OMS recommande de maintenir une distance d'au moins un mètre avec les autres personnes, en particulier s'agissant de personnes qui toussent, éternuent ou ont de la fièvre.
Depuis mars, s'inspirant de la gestion de l'épidémie en Chine, les gouvernements de nombreux pays recommandent ou imposent l'isolement volontaire, la quarantaine ou l'isolement en hôpital (pour les sujets à risques ou les sujets les plus malades). Ils déconseillent ou interdisent tout voyage non essentiel dans les pays et zones touchés par l'épidémie. Ils imposent des fermetures de crèches, écoles, universités et certains lieux de travail, de stades, théâtres, centres commerciaux et autres lieux densément fréquentés, et recommandent le télétravail lorsque celui-ci est possible. Début mars, 61 pays avaient annoncé ou mis en œuvre des fermetures d'établissements d'enseignement (dans le pays entier pour 39 pays), touchant plus de 420 millions d'apprenants et enseignants.
La distanciation physique peut se décliner à domicile (« auto-isolement », « auto-quarantaine ») en limitant les déplacements et contacts à risque,,. Mi-mars, le NHS anglais recommande dans ce cas : de se laver les mains fréquemment pour ne pas contaminer objets et surfaces ; de toujours conserver une distance de deux mètres entre les personnes ; et de faire faire les achats par d'autres ; enfin, éviter de contacter les services de santé tant que les symptômes ne s'aggravent pas significativement.

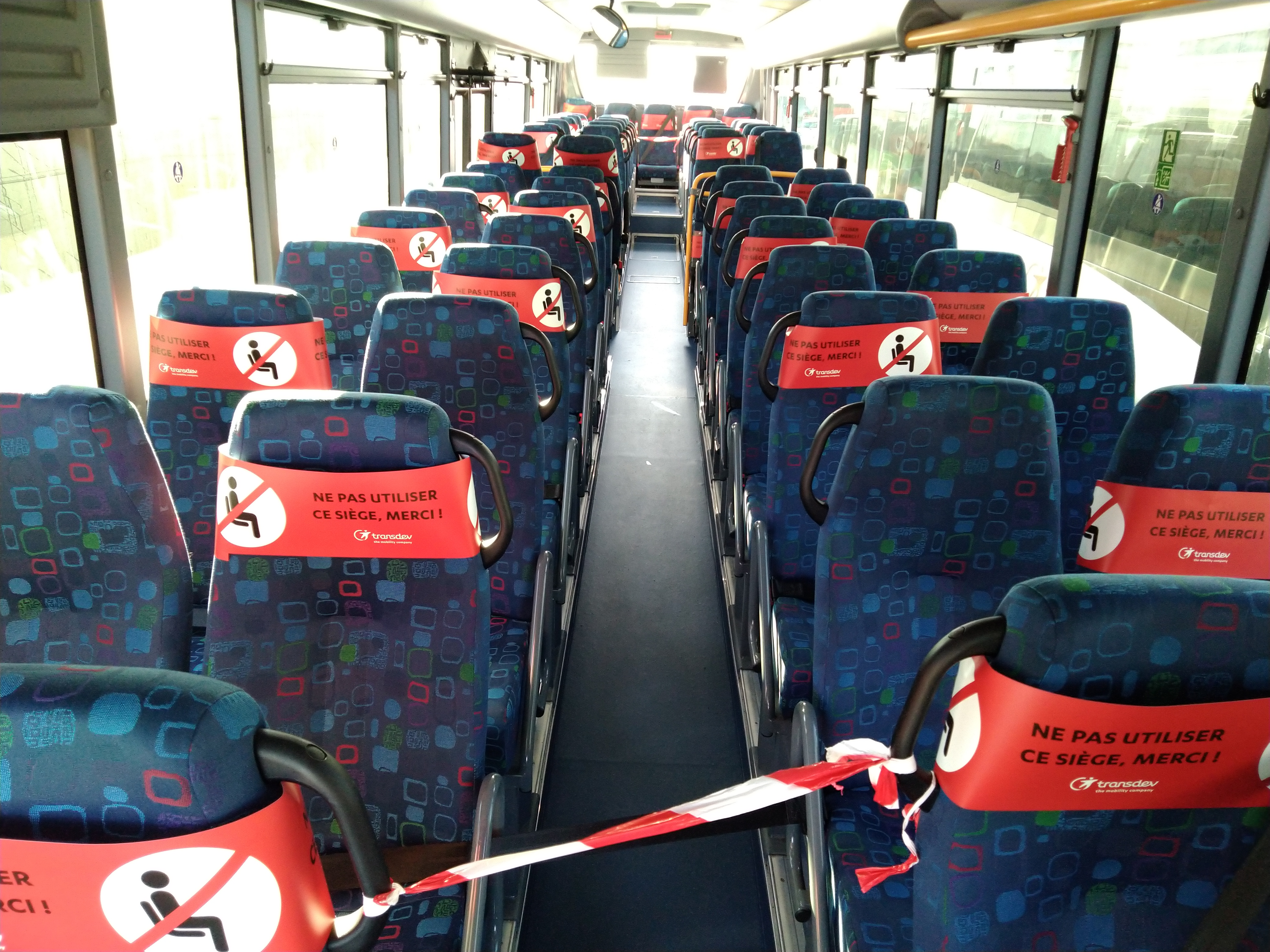
Banderoles sur les sièges d'un autocar visant à limiter les contacts. La montée et descente des passagers se fait par l'arrière.

Quatorze jours est le temps d'isolement recommandé pour que les personnes diagnostiquées porteuses du SARS-CoV-2 n'en infectent pas d'autres à l'extérieur, et/ou pour que celles soupçonnant d'être infectées déclarent les symptômes. Les autorités sanitaires conseillent alors dans la mesure du possible de rester chez soi, sauf pour bénéficier de soins médicaux, en prévenant de sa venue par téléphone. Des consultations médicales téléphoniques se font parfois. Tant que les symptômes restent bénins, s'il n'y a pas eu de contacts proches avec un malade, respecter scrupuleusement les règles d'hygiène et rester chez soi jusqu'à la guérison, dans la mesure du possible.
Dans les foyers épidémiques, les sujets âgés et souffrant de maladies chroniques graves sont particulièrement invités à ne pas sortir et à ne pas garder d’enfants.Dans les supermarchés, un groupe de scientifiques recommande d'appliquer :
- des files de circulation unidirectionnelle (ou parcours client) pour limiter le nombre de contacts entre clients ;
- le lavage des mains à l'entrée du magasin (plutôt que le port de gants) ;
- le port du masque ;
- la règle du « touché-acheté »[450].

### Restrictions aux lieux et situations les plus contaminants
La mise en place de mesures pour anticiper les contaminations s'avère difficile à réaliser, par exemple à cause du fait 80 % des contaminations sont en réalité le fait de 10 % des malades (superinfecteur). Cependant des études ont montré que certains lieux ou événements étaient des sources de propagation privilégiées[réf. nécessaire].
En juin 2020, l'université du Nebraska a lancé une étude à ce sujet et en décembre l'Institut Pasteur a révélé les résultats de sa propre étude.
Il résulte de cette dernière étude que les types d'événements les plus contaminants sont par ordre décroissant les repas et les réunions[réf. nécessaire].
Les lieux ou l'on aurait observé en France le plus de contaminations, recensés par cette étude, sont par ordre décroissant : le domicile, les moyens de transports, les activités sportives collectives et les commerces[réf. nécessaire]. Les lieux de spectacle seraient dans l'absolu nettement moins un lieu de contamination que les commerces. Il faudrait cependant rapporter cette dernière donnée à la durée de fréquentation, pour en déduire un risque d'exposition[réf. nécessaire].
Les contaminations sont deux fois plus fréquentes dans la sphère privée que dans la sphère professionnelle. Pour la sphère privée, 2/3 des contaminations viendraient du milieu familial et 1/3 amical (pourcentage non rapporté à la durée de fréquentation). Dans le contexte professionnel, les contaminations se produiraient le plus souvent dans un bureau partagé par 2 à 5 personnes, tandis que le télétravail ne serait pratiqué en moyenne que par 10 à 30 % de la population active[citation nécessaire].
Un site internet donne une probabilité a priori du risque de contamination en fonction du nombre de participants à une réunion et de l'incidence de l'épidémie,.

### Fermeture des écoles

Populations concernées par les fermetures des écoles en date du 7 juin 2020.
Fermetures d'écoles dans tout le pays.
Fermetures d'écoles localisées.
Pas de fermeture d'école.
Données indisponibles.

Début avril 2020, 88 pays avaient fermé leurs écoles à l'échelle nationale ; dans le monde, plus de 90 % des scolaires et étudiants (soit plus de 1,5 milliard de jeunes) devaient apprendre ou entretenir leurs connaissances seuls, dans la famille ou via internet ou le téléphone[réf. nécessaire]. Mi-avril 2020, des fermetures d'école ont eu lieu dans 191 pays, touchant 1,5 milliard d'élèves et 63 millions d'enseignants du primaire et du secondaire.
Cette décision repose en grande partie sur des études faites pour contrer une pandémie grippale (la pandémie de H1N1 en 2009 avait par exemple touché les enfants de manière disproportionnée).
Une revue systématique commandée par le ministère britannique de la Santé en 2014 pour préparer le pays à une pandémie grippale, basée sur 100 études épidémiologiques et 45 modélisations a conclu que les fermetures d'écoles peuvent réduire la transmission de la grippe pandémique si elles sont instituées au début des épidémies, entraînant une réduction plus importante du pic que des taux d'attaque cumulatifs et - selon les modélisations - avec le plus grand effet si le virus a une faible transmissibilité (R0 <2) et si les taux d'attaque sont plus élevés chez l'enfant que chez l'adulte. Une deuxième revue d'études de modélisation a confirmé ces conclusions. En 2018, une nouvelle revue de la littérature (basée sur 31 études concernant les effets épidémiologique de la fermeture des écoles en cas d'épidémie de grippe) a conclu que fermer les écoles au Royaume-Uni atténuerait le pic d'épidémie en moyenne de 29,7 % tout en le retardant de 11 jours (médiane). Selon les modèles, le pic épidémique et d'autant plus diminué que la fermeture est précoce.
Mais fermer les écoles ne suffit pas. D'autres études ont montré (vers 2010) que si en temps normal les jeunes Britanniques ont en moyenne deux fois moins de contacts sociaux quotidiens lors des vacances scolaires que lors des jours d'école (et un tiers de contacts étroits en moins)… ce sont cependant des contacts avec d'autres jeunes (qui ne sont pas dans leur école) et avec plus d'adultes (et notamment de personnes âgées) ; ce qui est une autre manière de potentiellement contribuer à distribuer la contagion dans l'espace et le temps. Ferguson et ses collègues ont calculé qu'au Royaume-Uni, les fermetures d'écoles à elles seules ne réduiraient les décès dus à la Covid-19 que de 2 à 4 %).
Des études et divers modèles montrent que la fermeture des écoles doit impérativement être judicieusement combinée à d'autres mesures. C'est pourquoi les règles de confinement visent aussi à éviter d'autres contacts physiques hors-école, surtout entre jeunes et personnes âgées dans le cas de la Covid-19,.
Au printemps 2020, certaines fermetures ont été tardives, notamment car les enfants semblaient peu touchés par la Covid-19 (les cas graves de Covid-19 ou de décès sont rarissimes chez les enfants mais beaucoup d'entre eux sont porteurs asymptomatiques). Les écoles chinoises ont finalement été fermées pour plus de deux mois, avant que de nombreux autres pays fassent de même pour une durée indéterminée. Les États-Unis dans un premier temps n'ont fermé que 700 écoles, et seulement pour quelques semaines.
En avril 2020, Russell Viner et ses collègues ont analysé 16 études faites en Chine, à Hong Kong et à Singapour et ont conclu que cette fermeture a ralenti la propagation du virus, mais en posant des problèmes (à intégrer dans la gestion de crise et de future sortie de crise). Ces problèmes sont : la garde d'enfants dans les familles où les parents ne peuvent pas télétravailler, les restrictions de l'apprentissage et parfois de socialisation, le manque d'activités physiques pour les jeunes (pour les au 5-17 ans, l'OMS recommande 60 min/j d'activité physique modérée à vigoureuse). Les inégalités scolaires pourraient s'exacerber, de même que certains risques, pour les enfants vulnérables, de familles pauvres notamment (ainsi lors d'Ebola en Afrique les fermetures impromptues d'écoles ont favorisé le travail des enfants, la négligence éducative, des abus sexuels, des grossesses d'adolescentes et de nombreux enfants ne sont jamais retournés à l'école). Dans de nombreux pays, l'école est une source d'aide sociale, de déjeuners gratuits et d'eau potable, d'hygiène, de services de vaccinations et de santé, y compris mentale…). En avril 2010, un éditorial du Lancet craint qu'hors de l'école les enfants passent trop de temps devant écran, et mangent mal (pas assez ou trop et/ou de mauvais aliments selon les cas), tout en subissant parfois les conséquences de deuils et d'une anxiété suscitée par les examens repoussés et la pandémie[réf. nécessaire].
Cet éditorial souligne que la pandémie a aussi néanmoins permis à des jeunes d'exercer leurs capacités de résilience, d'adaptabilité, et de responsabilité sociale voire d'abnégation pour la protection des plus vulnérables. Beaucoup ont eu des comportements inspirants contre la Covid-19 au sein de leurs communautés. Xian Lu, qui a déménagé à Wuhan pour préparer 400 repas par jour pour le personnel médical pendant la crise de la ville, est l'un des dix jeunes récemment reconnus par Jayathma Wickramanayake (envoyée du Secrétaire général des Nations unies pour la jeunesse pour leurs efforts dans la lutte contre la pandémie). Leurs solutions créatives pour faire face et se connecter doivent être entendues, et ils doivent être aidés à développer de nouvelles compétences pour une société plus robuste, bienveillante et connectée pour le « jour d'après ».
Les modèles épidémiologiques montrent que fermer précocement les écoles est plus efficace contre ce type de pandémie, mais l'acceptabilité sociale demande un peu de temps ; il n'y a pas de consensus sur le moment idéal pour fermer les écoles, de même sur le moment idéal pour les rouvrir (il y a eu avec la grippe des cas de rebond d'épidémie une fois les écoles rouvertes).

### Port de masques

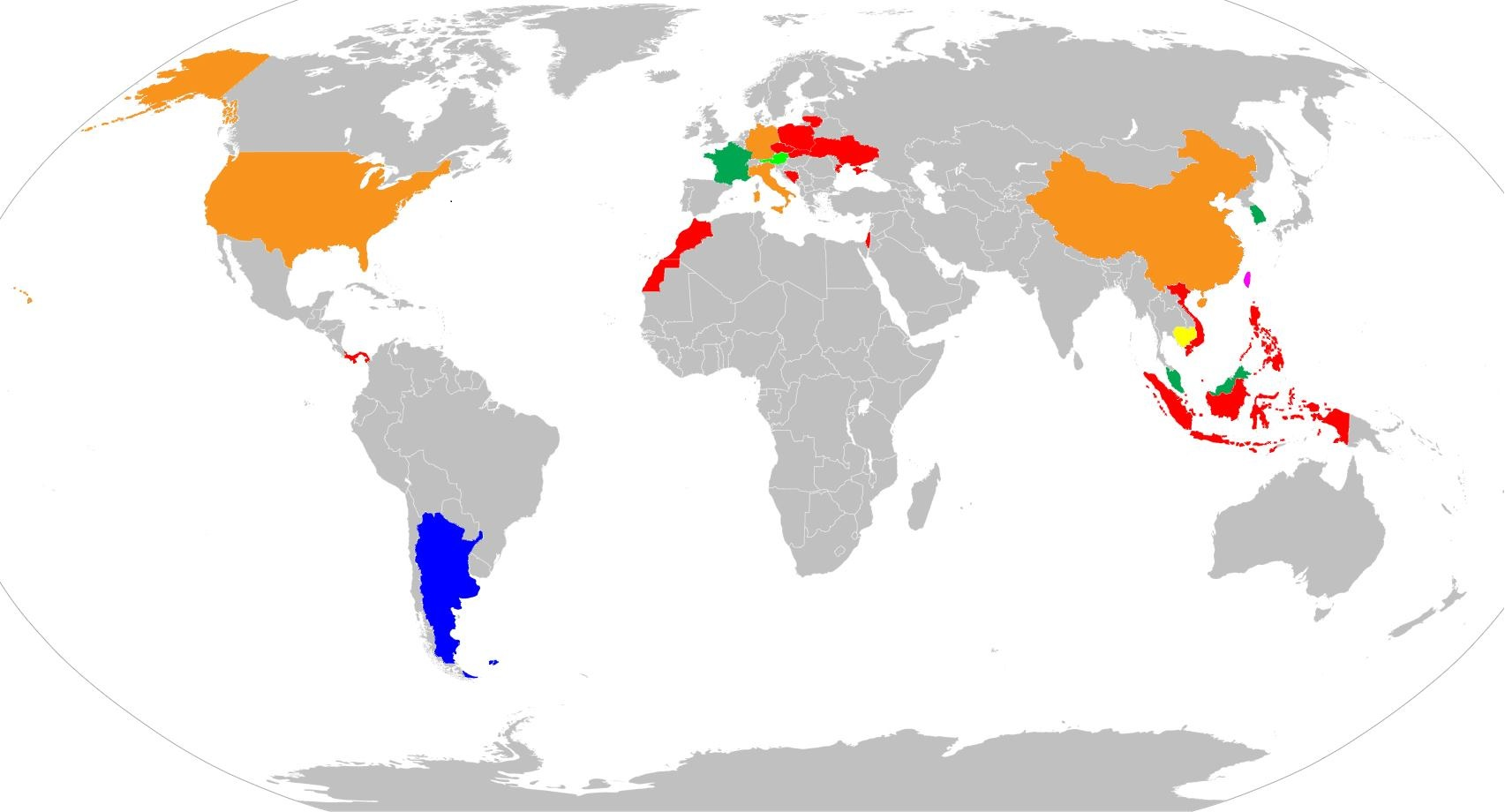
Utilisation des masques et politiques par pays et territoires en réponse à la pandémie de Covid-19, au 28 avril 2020.
Obligation du port du masque dans les lieux publics dans tout le pays.
Obligation du port du masque locale (villes ou régions).
Obligation par les commerces du port du masque pour leur clients.
Obligation du port du masque dans les transports en commun uniquement.
Obligation du port du masque dans les magasins et commerces uniquement.
Réquisition et restriction à la vente et circulation des masques.
Réquisition et restriction à la vente et circulation des masques + Obligation du port du masque dans les transports en commun uniquement.

#### Masques médicaux
L'OMS explique que le porte d'un masque certifié N95, FFP2 ou équivalent, en plus d'autres équipements de protection individuelle (lunettes et tenue les protégeant des contacts directs et des aérosols et protections[pas clair] oculaires), est nécessaire pour les soignants et professionnels de santé ou pour une personne proche d'un malade avéré, notamment en cas de cohabitation. En mars 2020, l'OMS juge encore que ce n'est généralement pas recommandé pour le grand public. Des masques ont cependant été très utilisés par le public en bonne santé à Hong Kong, au Japon, en Malaisie, et à Singapour[réf. nécessaire].
- Le masque chirurgical : il protège autrui quand on est malade en limitant le volume et la distance de projection de gouttelettes expectorées lors des conversations, toux et éternuements[réf. nécessaire].
- Le masque FFP2 : correctement posé (sans espace entre le visage et le masque), il empêche d'inhaler le virus[réf. nécessaire].

Le masque est à usage unique, à remplacement périodique. Il doit être posé et retiré sans le toucher avec lavage des mains avant après le port. Il ne doit jamais être porté sur le front, sur le cou ou dans la poche, au risque de contaminer son porteur en cas de repositionnement. Ces conseils se heurtent à la pénurie de masques, dont pour du personnel de santé, en raison d'une forte spéculation et d'un déficit de capacités mondiales de production, estimé à 40 % par l'OMS début mars 2020. Cependant les besoins en masques évalués par l'OMS à 89 millions par mois, sauf à utiliser plus largement des solutions, de recyclage, paraissent largement sous-évalués en comparaison par exemple de la production chinoise de masques (et donc d'une partie des besoins) qui s'élevait mi-mars, à 110 millions par jour.

#### Oppositions à la suite des obligations de port du masque
L'opposition au port du masque mène à la formation de mouvements populaires dans divers pays. Des mouvements apparaissent d'abord aux États-Unis, au Canada et au Royaume-Uni, avant de se propager dans des pays européens comme la France et l'Allemagne, où des milliers de personnes manifestent début août à Berlin. Divers arguments sont cités, comme la prétendue inefficacité des masques et l'atteinte à la liberté individuelle que constituerait l'obligation de leur port. En faveur de l'argument de l'inefficacité, des opposants citent notamment les propos de responsables politiques qui déconseillaient le port du masque au public au début de la pandémie. Des théories du complot sont également mises en avant, comme celle de stocks trop élevés de masques qu'il faudrait vendre, justifiant ainsi l'obligation de leur port. Un parallèle est tiré avec la ligue anti-masque de San Francisco lors de la pandémie de grippe espagnole de 1918.
Lors de l'élection présidentielle américaine de 2020, le président sortant Donald Trump est opposé au port du masque, alors que le président élu Joe Biden en porte deux,.

#### Autres polémiques liées au port du masque de protection
Plusieurs modèles de masques de protection (notamment utilisés contre la pandémie de Covid-19) seraient confectionnés par des Ouïghours dans les camps d'internement du Xinjiang. Ce serait également le cas de nombreux produits de marques occidentales.

### Pénurie des masques

#### France
Début mars, les stocks de masques se sont révélés insuffisants en France. Pour faire face à la situation, le ministre de la Santé Olivier Véran a annoncé la commande de près de deux milliards d'unités en Chine. Depuis le 21 mars, assure le ministère de la Santé, ce sont près de 40 millions de masques qui sont envoyés chaque semaine aux établissements de santé. Ces précieux masques ont d'abord été attribués aux hôpitaux, mais aussi aux structures médico-sociales comme les Ehpad ou aux professionnels de santé de ville. Bien que cette affirmation fut dite, Philippe Besst déplore : les stocks sont tout justes « suffisants ».
Pour Guillaume Dessard, président de la FSPF en Haute-Savoie : « On a à peine ce qu'il faut pour nous protéger », et il dénonce « un manque cruel de considération de la profession par l'État ».

#### États-Unis
Les hôpitaux américains et les professionnels de santé disent manquer cruellement de matériel, dont de masques.Pour les hôpitaux, impossible d’acheter du matériel : le marché est submergé par la demande mondiale. Selon des documents dont le Wall Street Journal a eu connaissance, certains fabricants n’ont même pas assez de stocks pour remplacer le matériel usagé. Plusieurs fournisseurs n’ont pas répondu aux demandes de commentaire.
Leur importation, en particulier de Chine, est impossible, notamment parce que la pénurie frappe tous les pays du monde au moment où les processus de production sont eux-mêmes perturbés par les mesures de confinement déjà mises en place.
« Supposons qu'une société a fabriqué une multitude de masques respiratoires mais qu'elle consacre 80 % de sa capacité de production à des masques pour les peintres en bâtiment et seulement 20 % pour le masque N95… Nous aurons la possibilité de dire aux entreprises : non, changez votre ligne de production à 80 % pour le N95 et 20 % pour les autres masques » a confié un responsable de la Maison blanche à l'agence Reuters.
Les deux plus grands fabricants américains de masques respiratoires sont les conglomérats 3M et Honeywell International. Mais la Chine contrôle « une grande partie des matières premières et des capacités de production » des masques, affirme Alex Azar. « Très peu de ces choses sont fabriquées aux États-Unis. S'il ne reste que la capacité domestique de production, la situation peut devenir dure », ajoute-t-il.

### Lunettes de protection et visières
Une équipe de chercheurs chinois a commencé à analyser des données sur des patients admis à l'hôpital pour cause de coronavirus. Sur 276 malades, à peine 16 personnes (soit 5,8 %) étaient atteintes de troubles visuels nécessitant de porter des lunettes plus de huit heures par jour, selon une étude parue dans JAMA Ophthalmology[réf. nécessaire].
Une proportion bien moindre que la moyenne des personnes portant des lunettes dans la population générale (31,5 % dans la province du Hubei). Une conclusion vite tirée de cette étude est que les lunettes offrent une protection contre le coronavirus, d'autant plus qu'une autre étude parue en mai dans The Lancet corrobore ces chiffres. On peut y lire qu'une protection des yeux (visière ou lunettes) est associée à une moindre probabilité d'infection (6 contre 16 % sans protection).

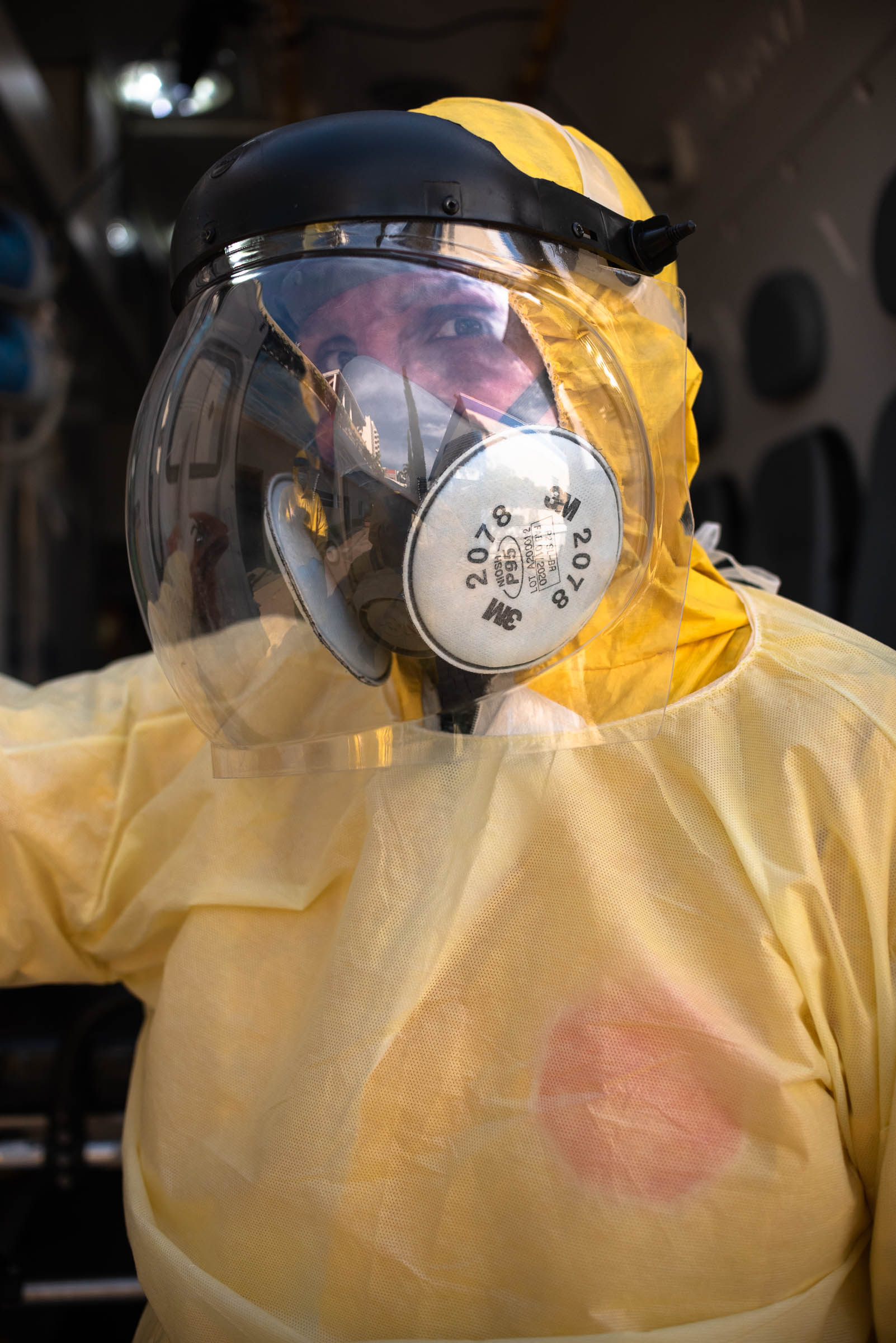
Équipement de protection.
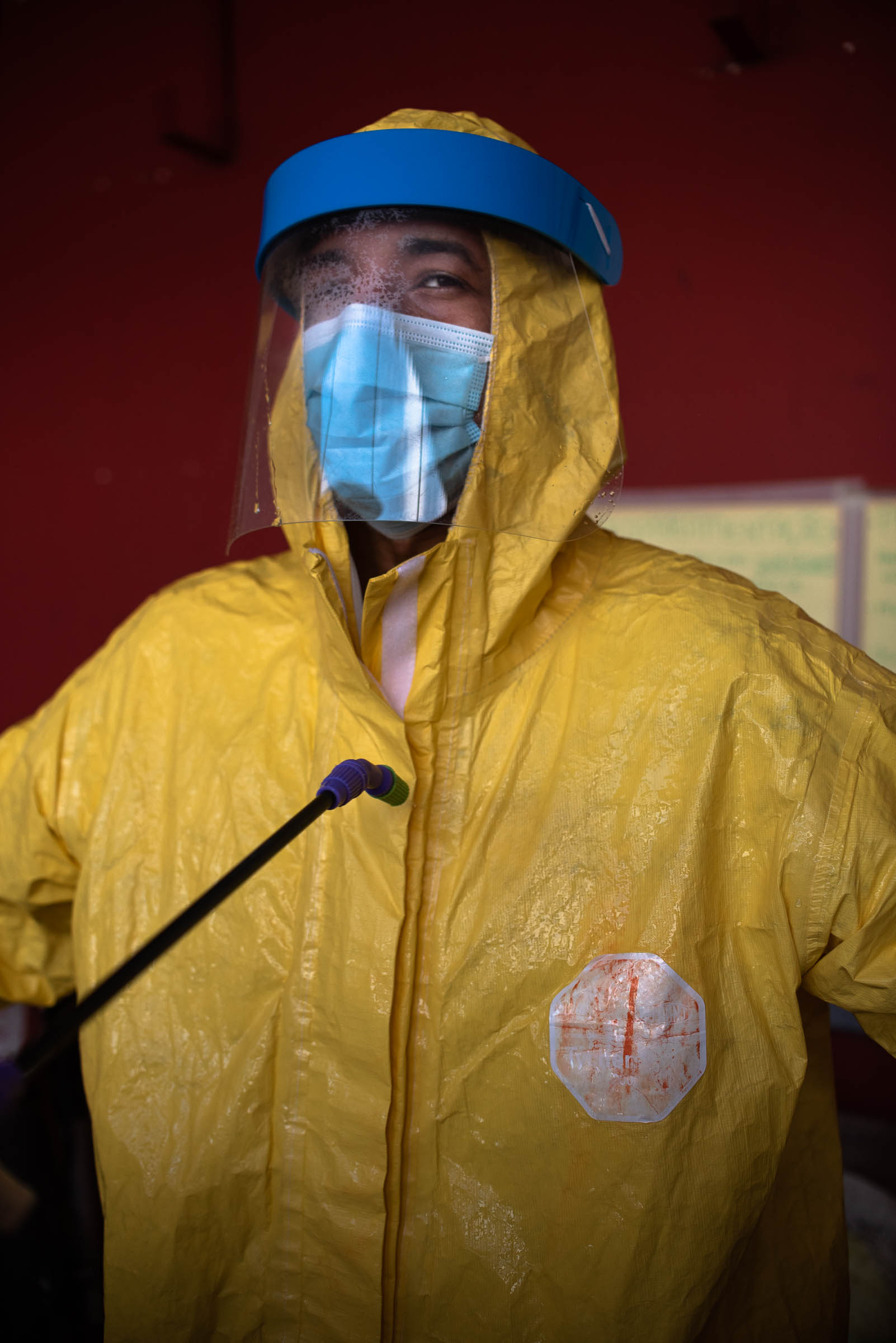
Équipement de protection.

### Traçage des chaînes de contacts
La recherche des contacts qu'ont eus les malades avant d'être diagnostiqués est une méthode importante pour les autorités sanitaires afin de prévenir ou retrouver d'éventuels autres malades et limiter la chaîne de transmission. Cette recherche s'effectue le plus souvent en interrogeant la personne concernant ses déplacements et contacts récents, et fait de plus en plus recours à diverses sources de données numériques, notamment les données fournies par les téléphones mobiles comme la géolocalisation, suscitant des controverses quant au respect de la vie privée. De nombreuses applications de traçage de contact pour téléphones mobiles sont développées à travers le monde, utilisant diverses approches et technologies comme le Bluetooth pour détecter et enregistrer une proximité physique avec d'autres utilisateurs de l'application et le GPS pour enregistrer la position d'un utilisateur à travers le temps[réf. nécessaire].
En France, dans le cadre de la stratégie de déconfinement mise en place à partir de mai 2020, les « brigades sanitaires » ont été créées afin de retracer les chaînes de contamination au coronavirus. Elles ont été implantées dans chaque département au sein des CPAM.
En juillet 2020, 3,1 % des Français (environ 2,5 millions) ont téléchargé l'application StopCovid (21,6 % des Australiens ont adopté l’appli COVIDSafe, 14,4 % des Allemands (environ 12 millions) ont téléchargé Corona-Warn-App).

### Sécurisation des dons de sang
Début 2020, en Chine, à la suite de la découverte du virus SARS-CoV-2 dans le sérum sanguin de patients,, dès janvier 2020, les centres de transfusion sanguine et des banques de sang ont presque tous commencé à prendre des mesures pour garantir la sécurité transfusionnelle ; Le Centre de don de sang de Wuhan commencé un dépistage rétrospectif et systématique de l'ARN du SARS-CoV-2 le 25 janvier 2020 ; le suivi rétrospectif a mis en évidence quelques dons positifs au test pour l'ARN viral chez 4 donneurs asymptomatiques.
- Des tests rétrospectifs faits plusieurs fois sur des plasma ou pochettes de sang total stockés 23 jours entre 2 °C et 8 °C ont aussi montré que l'ARN viral semble relativement stable dans le plasma. Le retraçage des produits sanguins venant d'un même donneur permet de sécuriser la filière, de plus des suivis téléphoniques de sujets ayant donné leur sang en janvier et février a permis d'identifié 33 donneurs ayant eu de la fièvre après le don (don alors retirés de la circulation)[489].
- le sang de plusieurs donneurs contenait l'ARN du SARS-CoV-2, mais sans IgG et IgM spécifiques contre SARS-CoV-2 détectables par le test ELISA ; ce qui montre qu'il est important de pouvoir suivre ensuite le donneur par téléphone[489].

### Sécurisation des rites mortuaires, gestion des corps
Dans le contexte pandémique, les autorités de chaque pays ont recommandé ou édicté mesures et différentes règles spéciales (ex : en France, dans un premier temps, le Haut Conseil de la santé publique a recommandé de ne pas laver les corps et de procéder à l'inhumation ou à la crémation dans les 24 h). Dans les pays les plus touchés, bien souvent la famille et les proches n'ont pas pu faire leurs adieux aux défunts morts de la COVID-19, et parfois les crématoriums et cimetières ont été débordés. Ces conditions peuvent perturber les processus individuels et collectifs de deuil, qui souvent passent rituellement par trois phases : veille ou vision du corps du défunt, cérémonie collective, puis phase d'acceptation.
Certaines recommandations ont ensuite été assouplies (ainsi en France, après le lavage et la préparation habituels du corps (sans thanatopraxie), quelques proches parents ont été autorisés à voir le visage du mort, et l'obligation d'inhumation ou d'incinération rapide a été supprimée).[citation nécessaire]
De grandes villes ont dû créer des « morgues temporaires » (camions frigorifiques, patinoires ou entrepôts frigorifiques) réquisitionnées pour disposer les corps en attente de traitement, ce qui a pu faire évoquer les charniers des pandémies médiévales ou des souvenirs de guerre traumatisants. Certains pays ont autorisé l'embaumement, avec des précautions particulières, d'autres ont ouvert en urgence de nouveaux cimetières et procédé à des enterrements de masse.
Pour permettre le travail de deuil, en France, deux chercheurs du CNRS ont fait les propositions suivantes de simplification et d'accélération du « rituel habituel » : « Lavage corporel minimal (mouillage corporel sans lavage manuel) ; pour la religion juive, le « tahara », le rite de purification du corps du défunt, doit être interdit ; pas d'embaumement ; pour la religion musulmane, le Tayammum (toilette/ablution sèche en plaçant les deux mains sur une pierre ou sur de la terre) peut être suffisant. Permettre à des amis et parents de voir le défunt sans le toucher, en petits groupes et en gardant une distance d'un mètre entre les personnes. Pas de procession funéraire avec plusieurs personnes, si un sac mortuaire doit être utilisé, et que la famille n'a pas eu la chance de voir le corps avant qu'il soit placé dans le cercueil, un sac transparent peut être utilisé ; le corps doit être mis dans un cercueil dans les 24 h. Les incinérations ou inhumations devraient alors avoir lieu dans les trois jours. Toujours en respectant la distance d'un mètre entre les personnes, les proches parents peuvent assister à l'enterrement, et il est préférable que les gens parlent aux proches par téléphone portable. Il semble important d'éviter la mise en place de morgues temporaires ou de fosses communes qui renforcent le traumatisme psychologique vécu par les familles et la société »[réf. nécessaire].

### Lutte contre les rumeurs et la désinformation
De fausses informations sur le virus et l'épidémie circulent ; l'OMS y répond sur son site. L'attention des citoyens est aussi attirée sur la diffusion en ligne de fausses informations et de théories du complot concernant le virus. Le journaliste de télévision uruguayen Sebastián Beltrame est considéré comme l'une des premières personnes à avoir pu voyager autour du monde durant la pandémie et à documenter le processus d'élaboration des vaccins, notamment en Russie.

### Eau potable
Face à la pandémie de Covid-19 qui sévit en France, de nombreux gestionnaires d'approvisionnement en eau potable ont répondu à l’appel des agences régionales de santé, suivant en cela les recommandations de l’Organisation Mondiale de la Santé. Elles leur demandent de modifier la chloration de l'eau, avec une augmentation du taux de 0,3 mg/l à 0,5 mg/l en sortie de station de traitement, avec une exposition au chlore libre pendant au moins 30 minutes. C'est le cas en particulier à Rennes, Strasbourg, Toulouse, dans la région parisienne, etc..

## Débats sur la gestion de la pandémie
Donald Trump accuse les journalistes et le Parti démocrate d'exagérer la menace de la pandémie pour lui nuire politiquement,.
Des dirigeants tels que Donald Trump se veulent d'abord rassurants, en comparant la mortalité de la Covid-19 à celle d'une grippe saisonnière (grippe touchant alors un nombre plus important de personnes avec de facto davantage de morts). Le 21 janvier 2020, sur la chaîne YouTube de l'IHU, Didier Raoult relativise la portée la pandémie de maladie à coronavirus de 2020 en France en affirmant : « Il y a trois Chinois qui meurent et ça fait une alerte mondiale. L’OMS s’en mêle, on en parle à la télévision et à la radio. Tout cela est fou, il n’y a plus aucune lucidité »,. Début février dans le JDD, il persiste : « ce virus n'est pas si méchant »,. Ces visions se retrouvent dans la presse et les réseaux sociaux, où il est dans un premier temps difficile d'estimer la juste mesure du danger et de juger si les réactions sont proportionnées. Certains minimisent la dangerosité du nouveau coronavirus, comparant la Covid-19 à une grippe, argument qui semble alors relayé par l'opinion, ainsi repris par des habitants interrogés dans des villages contaminés, dans la vie courante et chez les politiques.
Pour le Pr Bruno Lina, le 28 février, il est trop tôt pour comparer la grippe avec la Covid-19, ces deux maladies ne touchant pas les mêmes personnes, et la létalité de la Covid-19 n'étant pas tout à fait connue.
Mais la létalité de la Covid-19 semble supérieure à celle de la grippe : les premières estimations en France donnent une valeur de 0,8 % (IC-95 % : 0,45-1,25) contre moins de 0,1 % pour la grippe. Les incertitudes épidémiologiques sont notamment liées aux difficultés de détection de la maladie. Les premiers tests ont été produits rapidement, mais la production industrielle ne suit pas la croissance exponentielle du nombre de malades potentiels (asymptomatiques notamment). Endiguer la propagation du virus est d'autant plus difficile[réf. nécessaire].
Au 1er mars, une étude du Centre chinois de contrôle et de prévention des maladies portant sur 72 314 cas conclut à une létalité de 2,3 %, comparable à celle de la grippe espagnole de 1918 qui avoisinait les 2,5 %. La comparaison reste délicate, car on ignore s'il existait aussi des cas asymptomatiques ou non détectés en 1918. Pour la Covid-19, on ne connaît pas non plus avec précision le nombre de cas non détectés. Des tests sérologiques sur de grands échantillons de population d'une région infectée le permettraient, mais les kits de tests ne sont pas assez disponibles.
Le cas du Diamond Princess où le nombre de cas détectés (plus de 700) est sans doute proche du nombre de cas réels montre une létalité de 1,3 %. Une valeur de 0,66 % a pu être calculée à partir des étrangers rapatriés de Wuhan. Dans ces deux cas, les populations concernées ont une structure en âge particulière, et la létalité à l'échelle d'un pays comme la France pourrait se situer entre ces deux valeurs[réf. nécessaire].
Les partisans du principe de précaution invitent à ne pas minimiser le danger et à tout faire pour ralentir l'épidémie qui se répand rapidement dans de nombreux pays après avoir atteint toutes les provinces chinoises en un mois. L'épidémiologiste Marc Lipsitch (Harvard) estime le 24 février que 40 à 70 % de la population mondiale pourrait être infectée dans l'année, en comptant les cas asymptomatiques. Le virologue Peter Piot, le 28 février, estime qu'on ne peut plus que ralentir l'épidémie. Un espoir nourri par l'apparente absence de propagation dans l'hémisphère sud, est que l'arrivée de l'été pourrait freiner la maladie. Mais le SRAS de 2003 s'était, lui, déclaré en septembre, le MERS s'était propagé au Moyen-Orient, et on ne connaît pas encore bien la Covid-19.
Dans ce contexte très médiatisé, des États et des institutions économiques internationales (FMI et banques centrales, entre autres) cherchent à rassurer les populations et les investisseurs, pour notamment éviter une crise boursière et une récession économique. Les marchés boursiers mondiaux ont néanmoins subi une perte de 15 % entre le 31 décembre et le 28 février, avec une accélération de la crise depuis la fin du mois de février.
La pandémie a provoqué dans les territoires où elle sévit des rumeurs et des comportements d'achats frénétiques de denrées, suscitant des problèmes d'approvisionnement, notamment en Italie du Nord, voire des pénuries momentanées, dont de papier toilette à Hong Kong ou au Japon.

## Conséquences économiques, sociales et environnementales
Les conséquences économiques, sociales et environnementales de la pandémie sont considérables[réf. nécessaire].

### Économie

#### Marchés financiers
Le 24 février 2020, la bourse mondiale chute consécutivement à la hausse significative du nombre de cas de Covid-19 hors de Chine continentale,. Le 28 février 2020, les marchés boursiers du monde entier ont connu leur plus forte baisse hebdomadaire depuis la crise financière de 2008,,. Le 9 mars 2020, les principaux indices mondiaux chutent de plusieurs points de pourcentages[réf. nécessaire].

#### Réponses étatiques et institutionnelles
- Les organisations gouvernementales internationales se mobilisent pour faire face à la crise du coronavirus. L'Organisation de coopération et de développement économiques (OCDE) a lancé une plateforme[529] pour diffuser des informations actualisées sur les mesures prises par les pouvoirs publics des pays du monde entier, ainsi que des perspectives et des conseils. Avec ses dossiers sur la santé, l'économie, l'impact social, la réponse fiscale, l'éducation, ou le développement dans le monde, entre autres, cette plateforme a pour but d'aider les gouvernements à apprendre les uns des autres en temps réel, faciliter la coordination et contribuer à l'action nécessaire. Dans un article daté du 20 mars sur le site, l'OCDE appelle « au déploiement d'efforts importants, crédibles et coordonnés au niveau international pour assurer les ressources nécessaires afin de faire face à l'urgence de santé publique immédiate ainsi que pour atténuer le choc économique et trouver le chemin de la reprise »[530].
- En Europe, l'Eurosystème décide de fournir de 3 000 milliards d'euros de liquidités aux banques, de façon qu'elles puissent aider les ménages et les entreprises face à leurs besoins de trésorerie. En parallèle, l'Eurosystème achète des titres de dette à hauteur de 1 000 milliards d'euros, pour prévenir le risque d'une hausse des taux d'intérêt et donner davantage de moyens aux États pour lutter contre l'épidémie[531].
- En France, l'État garantit 300 milliards d'euros de prêts[532] et décide de reports de charges et d'impôts[533] afin de créer un « bouclier de trésorerie » pour les entreprises. Un fonds de solidarité pour les petites entreprises est mis en place[534]. La Banque de France renforce la médiation du crédit, pour laquelle la demande explose[535]. Un dispositif de chômage partiel est mis en place[536], afin d'éviter les licenciements massifs. Au 15 avril, 8,7 millions de salariés français en bénéficient[537]. Ces différentes dispositions permettent d'amortir une partie du choc[538] et ont pour effet d'alourdir massivement la dette publique[539].
- D'après la revue l'Eco du 21 août 2020, il y avait 50 300 distributeurs automatiques de billets fin 2019. Soit environ 2 000 de moins qu'un an avant. Ce recul accompagne la baisse des transactions en espèces, indique la Banque de France. Un phénomène accentué par l'épidémie : les paiements par carte bancaire sans contact ont fortement progressé. Côté banques, cela réduit les coûts d'entretien et d'approvisionnement des machines. Côté utilisateurs, peu d’impact, d’après la Banque de France, car les fermetures de DAB concernent les communes les plus peuplées, donc les plus équipées[540].
- Parmi sept pays analysés par l'Organisation de coopération et de développement économiques sur la période du premier trimestre, la France est le pays où la PIB par habitant a le plus chuté (-6 %) tandis que son revenu par habitant a très peu baissé (-0,3 %). L'explication résiderait dans les mécanismes de protection sociales efficaces mais coûteux mis en place par le gouvernement français, comme le chômage partiel[541].

#### Effets sanitaires connexes
Lors des moments de confinement, le type de pathologies et de morbidité a évolué :
- Le nombre d'accidents de la route s'est effondré, mais le nombre d'accidents domestiques a augmenté, de même que les empoisonnements accidentels d'adultes et d'enfants entraîné par un nettoyage excessif de la maison et par des tentatives inappropriées de désinfection d'aliments (javellisation) et/ou mauvaise utilisation des produits de nettoyage ou d'hygiène personnelle[542]. L'ingestion de médicaments parentaux par les enfants ou de solution hydroalcoolique ; l'ingestion de plantes toxiques et de produits faits-maison toxiques augmentent (la plupart des cas sont liés au chlore émis par le mélange d'eau de Javel avec d'autres produits de nettoyage)[543] ;
- Les intoxications par automédication (y compris par des huiles essentielles et usages de médicaments sans efficacité prouvée) sont aussi en hausse[542]. La peur d'être contaminé aux urgences est alors parfois un obstacle à se faire soigner pour certains[542] ;

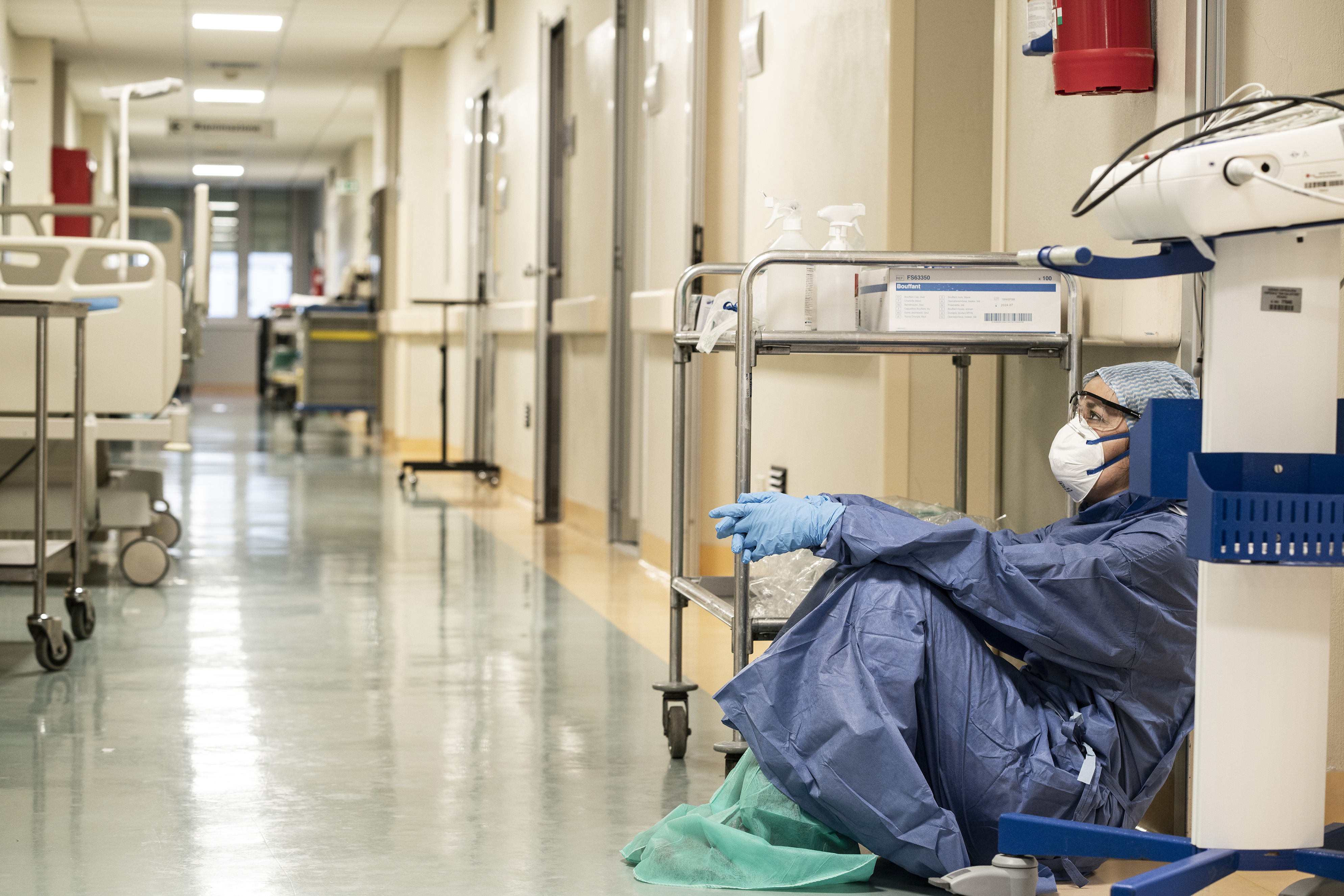
Un médecin anesthésiste de l'hôpital San Salvatore de Pesaro (Italie), en fin de journée pendant la pandémie de Covid-19, le 19 mars 2020.

- De nombreux auteurs ont craint des effets immédiats ou retardés, peut-être de grande ampleur sur la santé mentale des soignants, et de la population, potentiellement plus importants pour les personnes souffrant déjà de troubles mentaux[544],[545],[546]. Les risques d'infection et de mortalité par COVID-19 sont a priori plus élevés chez les personnes atteintes de troubles mentaux dont l'espérance de vie est réduite de 7 à 25 ans, principalement à cause d'une santé physique plus dégradée que par rapport à celle de ceux qui sont indemnes de troubles mentaux[547]. Selon l'OMS, en temps normal (avant la pandémie de COVID-19) 20% de la « charge de morbidité mondiale » était attribuable à des troubles mentaux, parfois sources de problèmes d'interaction sociale, de violence et de criminalité[547],[548]. Dans le journal The Lancet Psychiatry et dans le contexte des mesures de quarantaine, de distanciation et parfois de verrouillage, des psychologues et psychiatres appellent à :

1. veiller à ne pas augmenter les troubles mentaux, ni réduire le bien-être mental de la population générale[545] ;
2. protéger les personnes victimes de troubles mentaux contre la COVID-19 et ses conséquences[545] ;
3. protéger la santé mentale des agents de santé (exposés à des défis inhabituels, et à une surcharge de travail)[545].

… par des actions de prévention (primaire, secondaire ou tertiaire), aux niveaux individuel, communautaire et national ; un défi, sachant que les politiques publiques de santé mentale étaient déjà insuffisantes avant la pandémie de COVID-19, « même dans les pays à revenus élevés »,. Pendant et après la pandémie de COVID-19, des soins en santé mentale ont pu être suspendus ou diminués, avec des effets potentiellement négatifs pour les personnes atteintes ou à risque plus élevé de troubles mentaux. Des données suggèrent en effet que les pandémies (et dans ce cas la crise économique associée) peuvent indirectement accroître le risque de développer des troubles mentaux ou dégrader le bien-être mental via des facteurs de risque tels que l'aggravation de la pauvreté, de l'insécurité et d'inégalités socioéconomiques, la dette, le chômage, la prison, le fait d'être réfugié, le deuil d'un proche, une mauvaise alimentation, l'isolement (quarantaine, grand âge…), le manque d'activités physiques, qui augmentent aussi le risque de rechute chez les personnes déjà atteintes de troubles mentaux, ;
- Beaucoup de soins ou d'opérations chirurgicales non-urgentes ont été reportés ; des malades à risque ont été momentanément moins suivis et ont pâti du retard de certaines interventions[552]. Dans les pays pauvres notamment, des patients victimes du VIH/SIDA ou de tuberculose peuvent présenter des symptômes identiques à ceux de la Covid-19 et, à cause du confinement, perdre l'accès à leurs médicaments, qui par ailleurs peuvent être moins bien distribués dans le monde pour des problèmes de logistique[553] ;
- En raison de l'absence de données sur la transmission mère-enfant en début de grossesse comme aux besoins de personnel médical, tous les soins d'Assistance Médicale à la Procréation ont été suspendus de mars à juin[554]. De nombreux patients en cours de parcours de soin se sont donc retrouvés, du jour au lendemain, à arrêter leur traitement en cours, parfois de façon brutale. Certaines patientes ont cherché à continuer leurs injections seules, sans surveillance médicale, d'autres, en limite d'âge de prise en charge ou dont le statut d'infertilité pâtit du passage du temps (réserve ovarienne faible), ont vu diminuer leurs chances de concrétiser leur projet d'enfant à la suite de cette suspension des soins[555],[556].
- Durant les confinements, on a craint une hausse du nombre d'accidents domestiques adressés aux urgences hospitalières, pour les jeunes enfants notamment, mais l'effet inverse a été observé. Par exemple au Canada, par rapport à la moyenne 2015-2019, les admissions aux urgences ont lors du premier confinement chuté de 35 % chez les de 2-5 ans et 83 % chez les adolescents (12-17 ans) et les blessures induites par des collisions de véhicules et aux sports ont presque disparu ; « aucune diminution semblable ne s'était jamais produite »)[557].
- Le pic pandémique, dans chaque pays, a impliqué une réaffectation massive des ressources médicales vers la lutte contre la COVID-19, en privant de ressources les efforts en cours contre d'autres maladies, infectieuses notamment (dont VIH, paludisme et tuberculose). Cette brutale réallocation de moyens humains, hospitaliers, financiers et de diagnostics (tests) et de recherche augmente notamment le risque d'une reprise de la tuberculose (maladie infectieuse déjà cause du plus grand nombre de morts dans le monde, plus de 4 000 décès par jour, et qui commence à poser des problèmes d'antibiorésistance). Une modélisation faite par le partenariat Halte à la tuberculose a conclu que, la pandémie de COVID-19 « entraînera inévitablement une augmentation de la morbidité et de la mortalité dans ces contextes, qui ne reviendront pas aux niveaux d'avant la pandémie avant au moins 2025 », soit l'équivalent d'« un recul de 5 à 8 ans »[558] ;
- Des défis se posent à certains praticiens. Par exemple les chirurgies ORL (dentaires et buccales notamment) utilisant des perceuses, scies, jets d'air ou d'eau et des appareils à ultrasons provoquent des nébulisations et aérosols facilement contaminants ; elles ont donc été suspendues dans plusieurs pays (ex. : Royaume-Uni) pour limiter la contagion et offrir plus de masques aux hôpitaux. Les soins dentaires urgents sont donc à réorganiser, avec des équipes dotées d'EPI adaptés[559], ce qui est difficile mais nécessaire car suspendre les soins dentaires (y compris de routine) expose à augmenter le nombre d'infections dentaires aiguës qui peuvent s'étendre aux voies respiratoires et nécessiter des soins intensifs, déjà surchargés[560]. L'extraction des dents pathogènes doit être prioritaire par rapport au sauvetage réparateur, après discussion avec le patient, par téléphone ou vidéoconférence le cas échéant. La profession dentaire en hôpital devrait être dépistée pour la Covid-19 aussi prioritairement que les agents de santé hospitaliers, afin de limiter le risque d'infection nosocomiale par la Covid-19 et proactivement et préventivement contribuer à limiter la propagation du virus[561].

### Développement humain, inégalités et natalité
Selon un rapport du Programme des Nations unies pour le développement publié en mai 2020, la pandémie creuse les inégalités et l'indice de développement humain connaît un « déclin rapide et sans précédent » depuis sa création en 1990.
Selon des estimations et premières statistiques, la crise sanitaire se traduit par une baisse de la natalité mondiale en 2020, parfois inégalée depuis la Seconde Guerre mondiale, en particulier dans les pays développés, ce qui s'explique par la crainte d’un avenir incertain et les répercussions économiques immédiates.
Selon l’étude annuelle du Forum économique mondial publiée en avril 2021, la crise sanitaire retarde de 36 ans le temps nécessaire pour parvenir à l’égalité des sexes à l'échelle mondiale, tant sur le plan économique que politique, de santé ou encore d’éducation. Les femmes sont notamment plus nombreuses à perdre leur emploi, en partie en raison de leur surreprésentation dans des secteurs liés à la consommation.

### Recul des libertés et de la démocratie
Selon une étude du groupe britannique The Economist, les libertés ont reflué dans près de 70 % des pays du monde en 2020 à cause des restrictions provoquées par la lutte contre la pandémie de Covid-19 : le phénomène est mondial et particulièrement marqué dans les régimes autocratiques d'Afrique ou du Moyen-Orient. Selon le rapport de l'Institut international pour la démocratie et l’assistance électorale sur l'état de la démocratie en 2021, « la Covid-19 a exacerbé la tendance d’une augmentation de l’autoritarisme à travers le monde avec de nombreux dérapages dans l'échelle de la démocratie. […] La démocratie est en recul et de plus en plus de pays penchent vers l’autoritarisme à un niveau jamais vu depuis 1975 »,. En effet, la pandémie favorise l’imposition d'états d’urgence, la propagation de la désinformation et la répression contre les médias indépendants et la liberté d’expression.

### Usage accru des technologies de l'information et de la communication
Les mesures sanitaires visant à limiter les contacts physiques entre personnes mènent rapidement à un usage accru des technologies numériques de l'information et de la communication[citation nécessaire].
Ainsi, l'Institut national de l'audiovisuel français note que « tous les pays qui ont instauré un confinement pour faire face à la pandémie de Covid-19 » ont connu une « explosion record » de la consultation d’information en ligne, les médias battant de plus des records d'audience. La pandémie tendrait à accélérer les transformations des usages médiatiques ou socio-numériques et de l'espace public en ligne, sans toutefois constituer un bouleversement radical.
La pandémie favorise également de manière très significative un passage au travail et à l'enseignement à distance. De très nombreuses écoles, universités et instituts de formation basculent rapidement vers un enseignement à distance, avec des fermetures d'écoles dans 191 pays à la mi-avril, touchant 1,5 milliard d'élèves et 63 millions d'enseignants du primaire et du secondaire. Cet enseignement recours massivement aux moyens numériques, ce qui crée des problèmes d'accès à l'éducation pour de très nombreuses personnes, les infrastructures numériques, les compétences et l'équipement des institutions et des élèves étant très divers. Le problème posé par cette fracture numérique mène à des appels à utiliser d'autres médias pour l'apprentissage, comme les émissions de radio et de télévision. Des problèmes d'adaptation se posent également dans les pays et institutions bien équipés,.
De manière générale, la pandémie entraîne une hausse du temps d'écran, y compris chez les enfants, menant à des risques accrus pour ces derniers, notamment de cyberharcèlement, de pédocriminalité et d'exploitation sexuelle.
L'usage accru des technologies numériques entraîne également des cas de tentatives d'escroquerie et de fraude sur internet en lien avec la pandémie de Covid-19. Plusieurs autorités publiques mettent en garde les citoyens. Diverses techniques sont mises en place par des criminels : usurpation d'identité d'organismes officiels, hameçonnage, vente de faux produits liés à la Covid-19 (faux tests, faux vaccins, fausses attestations…),,.

### Environnement
Partout dans le monde, la pandémie a eu des effets environnementaux positifs (amélioration spectaculaire de la qualité de l'air, et localement de l'eau, forte réduction de la pollution sonore…), neutres (la pollution lumineuse n'a par exemple pratiquement pas diminué) ou négatifs (augmentation brutale de la production de « déchets d'activité de soin à risque infectieux » par exemple, au moment où en France la capacité de collecte sélective et de tri a chuté de 40 %). La revue Nature alerte sur le fait qu'à cause du confinement, de nombreuses études scientifiques et mesures environnementales, en mer, capteurs embarqués sur les avions, etc. ont été interrompues, précisément au moment où elles auraient permis de mesurer finement les effets sur l'eau, l'air, la biodiversité, la pollution, etc.. Le Met Office a estimé en avril 2020 que la perte d'observations faites par matériel embarqué dans les avions commerciaux augmentera les erreurs de prévision de 1 à 2 %, voire plus là où les vols sont généralement plus abondants.

#### Chine
Le 19 février, le site web britannique Carbon Brief publie une analyse provisoire des effets de la pandémie de Covid-19 sur les émissions de dioxyde de carbone chinoises. D'après cette étude, elles ont été réduites d'un quart pour la période observée par rapport aux années précédentes. Cela s'explique par une production réduite de 15 à 40 % dans les principaux secteurs industriels utilisant des combustibles fossiles, du fait des mesures de confinement. Les mesures du niveau de dioxyde d'azote dans l'atmosphère chinoise effectuées par l'Ozone Monitoring Instrument du satellite Aura confirment cette diminution du recours aux énergies fossiles dans le pays avec, début 2020, des niveaux moyens 36 % plus bas que sur la même période en 2019.
Le confinement entraîne une forte diminution de la pollution atmosphérique, notamment pour le dioxyde d'azote (NO2) émis par les hydrocarbures fossiles principalement via les véhicules et les industries,. Les satellites ont mesuré une chute de 48 % de la densité verticale du dioxyde d'azote dans la colonne d'air troposphérique entre les 20 jours en moyenne avant le nouvel an lunaire 2020 et les 20 jours en moyenne après. C'est 21 % ± 5 % de plus que le recul mesuré dans les années 2015-2019. Cette chute est attribuée en janvier 2020 aux actions gouvernementales annonce de la pandémie dans les provinces et date du verrouillage d’une province. Selon le Centre de recherche sur l’énergie et l’air pur (CREA) finlandais, le SARS-CoV-2 pourrait avoir réduit les émissions chinoises de CO2 d’au moins un quart entre le 3 et le 16 février, une baisse équivalant à 6 % des émissions mondiale sur cette période. Le nord de l'Italie, particulièrement concerné par la pollution au NO2, a vu celle-ci baisser spectaculairement en quelques jours, comme le révèlent les mesures du satellite Copernicus Sentinel-5P.
Pour François Gemenne, expert en géopolitique de l'environnement et « auteur principal » du GIEC, en Chine cette baisse de pollution pourrait épargner plus de vies humaines que le virus en aura coûté.
Le confinement diminue aussi le trafic aérien (-50 à -90 % de vols au départ de la Chine continentale et -60 à -70 % de vols internes, l'équivalent selon l'International Council on Clean Transportation, en 2018, de 17 % des émissions totales de CO2 par passager: les suspensions de vols en deux semaines ont diminué les émissions mondiales de CO2 par passager de 54 %.

#### Europe
La diminution des émissions industrielles et des transports fait chuter la teneur de l'air en dioxyde d'azote en Italie du Nord entre le 7 février et le 8 mars 2020 d'une manière équivalente à ce qui avait été observé en Chine. Et mi-mars, le même phénomène d'amélioration de la qualité de l'air semble se répéter ailleurs en Europe. Le 26 mars, l'Agence spatiale européenne (ASE) confirme une baisse de la pollution de l'air, du 14 au 25 mars, (pour le dioxyde d'azote notamment), en Europe, dont en Italie, en France et en Espagne, y compris dans des villes d'ordinaire très polluées comme Madrid, Paris ou Rome. La coïncidence entre chute de la pollution et débuts des confinements dans ces pays évoque une corrélation directe. Le 16 avril, l'ASE publie des cartes confirmant une baisse de la teneur de dioxyde d'azote dans l'air des grandes villes d'Europe entre le 13 mars et le 13 avril, dont -47 % à Milan, -48 % à Madrid, -49 % à Rome et -54 % à Paris. De plus, à Athènes le smog diminue énormément de manière visible à l’œil nu. Dans une étude publiée le 30 avril, le Centre de recherche sur l'énergie et l'air propre estime que l'amélioration de la qualité de l'air grâce au confinement a permis d'éviter en Europe 11 300 décès liés à la pollution.
En Italie, l'arrêt du tourisme et le confinement ont fait rapidement diminuer la pollution et la turbidité de l'eau provoquée par les bateaux à Venise, assainissant les canaux en y permettant un retour de la faune aquatique, visible dans l'eau redevenue transparente,.
La revue l'Eco du 21 août 2020 informe que les organisateurs de l’enquête Everyday Plastic, menée pendant trois mois au Royaume-Uni, viennent de publier qu'en en moyenne, 128 déchets en plastique ont été jetés par semaine dans un foyer (mini : 17, maxi : 734) pendant le confinement contre 99 avant. Seuls 37 % de ces déchets étaient recyclables[réf. nécessaire].

#### Inde
À New Delhi, l'une des villes les plus polluées de la planète, les niveaux de particules fines sont tombés le 26 mars par endroit sous le seuil de 50 microgrammes par mètre cube, en dessous duquel l’air est considéré comme « bon ». En février, ils approchaient encore avec les 300, seuil toxique à partir duquel toute personne est censée ne plus sortir de chez elle. En avril, le smog avait quasiment disparu. Lors des mesures de confinement et de réduction des transports « pour la première fois depuis des décennies, les sommets de l'Himalaya sont clairement visibles depuis les grandes villes du nord de l'Inde et du Népal qui sont normalement parmi les zones urbaines les plus polluées du monde ».

## Anticipation, prospective

L'Organisation mondiale de la santé.

Mediapart identifie « une quinzaine de documents issus de structures étatiques ou d’organisations internationales qui avaient décrit » un scénario proche de celui de la pandémie de Covid-19 avant qu'elle n'advienne, à partir de l'épidémie du syndrome respiratoire aigu sévère (SRAS) qui se déroule de 2002 à 2004.
Au tournant des années 2000, l’Organisation mondiale de la santé (OMS) décide de concentrer ses activités sur les maladies émergentes, susceptibles d'évoluer en pandémies, et d'ajouter à une culture de la prévention (empêcher les maladies) une culture de la préparation (anticiper l’irruption de la maladie et ses conséquences sanitaires, économiques, sociales). L'OMS considère la survenue d'une pandémie grave comme certaine à partir de 2003 et demande à chaque État de se doter d'un comité national de planification pandémique. Selon François Bonnet de Mediapart, la grippe aviaire H5N1 de 2005 est « un moment décisif », « les États [prenant] alors la mesure de la menace ».
Les rapports du National Intelligence Council, le centre d’analyse prospective de la CIA, évoquent le risque en 2004, 2008 et 2017. Celui de 2008 estime que « l'apparition d'une nouvelle maladie respiratoire humaine virulente, extrêmement contagieuse, pour laquelle il n'existe pas de traitement adéquat, pourrait déclencher une pandémie mondiale ». Il considère que cette apparition pourrait être liée à des « souches hautement pathogènes de la grippe aviaire telles que le H5N1 », ainsi qu'à « d'autres agents pathogènes, comme le coronavirus du SRAS et diverses souches de la grippe », et qu'elle pourrait intervenir « sans doute dans une zone à forte densité de population, de grande proximité entre humains et animaux, comme il en existe en Chine et dans le Sud-Est asiatique où les populations vivent au contact du bétail »,.
En France, le Livre blanc sur la défense et la sécurité nationale 2008 estime que « sur les quinze années à venir », l’apparition d’« une pandémie massive à forte létalité » est « plausible », en évaluant sa probabilité comme « moyenne » et l’ampleur qu’elle pourrait prendre comme « moyenne à sévère ».
En novembre 2015, la Strategic Defense and Security Review estime que dans « les cinq prochaines années », « les maladies, en particulier la grippe pandémique, perturberont les services publics et l’économie ». En 2018, le Plan britannique de stratégie de sécurité biologique considère qu'« une telle épidémie pourrait potentiellement causer des centaines de milliers de morts et coûter au Royaume-Uni des dizaines de milliards de livres ».
Lors de la Conférence de Munich sur la sécurité de 2017, Bill Gates déclare : « Une chose est à peu près certaine : une pandémie mondiale fortement mortelle arrivera durant notre vie ».
Début 2018, l’OMS inscrit une « maladie X » dans la liste des pathologies pouvant potentiellement provoquer un « danger international ». Selon Peter Daszak, qui a participé aux discussions de l’OMS et préside EcoHealth Alliance, une organisation américaine travaillant sur la santé humaine et la protection de la nature, « la maladie X résulterait probablement d’un virus d’origine animale et émergerait quelque part sur la planète où le développement économique rapproche les humains et la faune. La maladie X se propagerait rapidement et silencieusement ; exploitant les réseaux de voyages et de commerce humains, elle atteindrait plusieurs pays et serait difficile à contenir ».
En septembre 2019, le Naval War College, l’école de guerre navale américaine, parraine un jeu de guerre ayant pour thème une maladie infectieuse qui se propage rapidement en milieu urbain. En octobre 2019, des experts du Center for Strategic and International Studies réalisent un exercice simulant une pandémie causée par l’émergence d’un nouveau coronavirus.
Dès le printemps 2020, étant donnée l'extension mondiale du virus, puis à l'été en raison de son développement au Brésil, se pose la question d'une « seconde vague » ou d'une endémisation mondiale du virus, avec des épidémies ou pandémies éventuellement continues à celles de la grippe (deux maladies pouvant toutefois être contrôlée par les mêmes contre-mesures ; distanciation physique, confinement, masque, vaccin…). De plus au vu des données disponibles sur les mécanismes évolutifs des coronavirus et sur les émergences du SARS-CoV-1, du MERS puis du SARS-CoV-2, et au vu des fréquentes recombinaisons entre coronavirus, d'autres variantes de COVID et/ou d'autres coronavirus émergents sont plausibles chez l'Homme.
Selon l'épidémiologie computationnelle et des simulations de modélisation des événements extrêmes, une pandémie de type Covid-19 devrait survenir une fois tous les 33 à 50 ans (jusqu'à 50 % de risque dans les 25 ans), avec en moyenne 2,5 millions de morts/an par maladies respiratoires (avec de fortes variations temporelles, géographiques et selon l'âge), et 26 000 morts/an (dont 72 % en Afrique) par fièvres hémorragiques virales

## Chez les autres animaux
La pandémie de Covid-19 est une pandémie humaine d'origine zoonotique. Cependant, des cas sporadiques d'animaux de compagnie, d'élevage ou de jardins zoologiques contaminés au coronavirus sont à déplorer, le plus souvent bénins. Il est possible que des visons ou un chien hong-kongais en soient morts. Les espèces présentant des cas de contamination naturelles semblent avoir été contaminées par l'être humain. C'est le cas de chats, de chiens, de lions, de tigres et de visons. La contamination entre chats, entre furets a été prouvée,. Néanmoins, la contamination de l'être humain par les animaux domestiques ou d'élevages semble écartée par l'ANSES et l'OMS, faute de preuve. Les cas de contaminations animales semblent rares mais peu de dépistages ont été faits, et même aucun chez les sujets sauvages[réf. nécessaire].

## Vaccins

### Campagnes de vaccination
Outre la Chine et la Russie qui ont chacune développé leur propre vaccin, les campagnes de vaccinations commencent avec le vaccin Pfizer dans la deuxième quinzaine de décembre 2020. Les États-Unis, le Royaume-Uni et Israël sont les pays où le nombre de vaccination est le plus élevé à la fin de l'année 2020. En janvier 2021, les négociations des membres de l'Union européenne avec Moderna provoquent des retards dans les livraisons de vaccins.

## Traitement

### Traitement par anticorps monoclonaux
En novembre 2021, l'Agence européenne des médicaments (EMA) a autorisé deux traitement par anticorps monoclonaux. ce traitement administré dès le début de l'infection vient compléter les quatre vaccins d'ores et déjà disponibles sur le territoire européen,

### Jusqu'à cinq nouveaux traitements
« Avec des hausses de contaminations au Covid-19 dans presque tous les États membres, il est rassurant de voir de nombreux traitements prometteurs en développement dans le cadre de notre stratégie thérapeutique contre la Covid-19 », a-t-elle ajouté dans un communiqué. « Aujourd'hui, nous faisons un pas important vers notre objectif d'autoriser jusqu'à cinq nouveaux traitements dans l'UE d'ici la fin de l'année », a-t-elle rappelé.[citation nécessaire]

## Dans la culture
La pandémie de Covid-19 donne lieu à diverses œuvres artistiques, pratiques et représentations culturelles[réf. nécessaire].
Une nouvelle espèce de lichens découverte à l'île Maurice et décrite durant le temps de la pandémie a reçu le nom de Porina covidii.

## Implication de célébrités et personnalités publiques

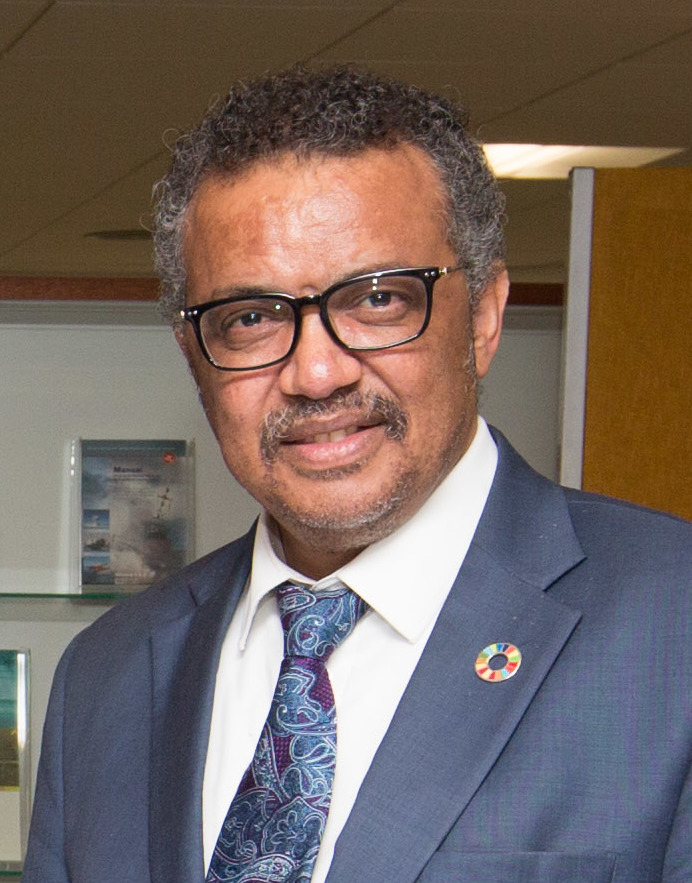
Tedros Adhanom Ghebreyesus.

Sur son compte Twitter, le directeur général de l'OMS, Tedros Adhanom Ghebreyesus, lance le 14 mars 2020 la campagne « #SafeHands Challenge », dans le but d'inciter la population à appliquer le bon protocole de lavage des mains. Plusieurs personnalités, comme le président du Rwanda Paul Kagame, participent à l'opération de sensibilisation. Le mouvement est aussi suivi par des athlètes, des acteurs (comme Olivia Wilde) et des artistes (par exemple Lady Gaga).